# Залокоцького — Пожарського тема
Те́ма Залоко́цького — Пожа́рського — тема в шаховій композиції ортодоксального жанру. Суть теми — при створені шахових творів використовуються дебютні ходи, які застосовуються в  практичних партіях.

## Історія
Перша задача Романа Залокоцького, у якій було втілено початкові ходи дебюту Сокольського, була надрукована ще в 1959 році. А в кінці 2005 року проблеміст із міста Дубно Рівненської області Анатолій Пожарський і гросмейстер України Роман Залокоцький (03.05.1940 — 17.09.2021) з міста Самбір Львівської області, працюючи над ідейним задумом шахового твору,  звернули увагу на те, що в шахових задачах в авторський задум можна ще і включати дебютні ходи із практичної партії.
 Отже, є можливість таким шляхом наблизити шахову задачу до практичної гри. Ці ходи розв'язку задачі від першого ходу білих й чорних до другого, третього чи четвертого ходу, можуть збігатися з початковими ходами партій які увійшли в теорію практичної гри і мають власні назви дебютів.  Цю ідею можна втілити не тільки у двоходівці, а навіть в трьох і багатоходівках , а також і в етюдах. В кожному випадку повинно бути застосовано не менше два дебютних пів ходи із практичної партії.
Ідея використання та застосування в шаховій композиції дебютних ходів практичної партії зі сторони білих і чорних дістала назву — тема Залокоцького — Пожарського.

## Дебюти
Для зручності і швидкого доступу до інформації відносно початкових ходів відомих дебютів нижче приводиться їх короткий перелік, а також їхні назви.
```
                                    
ВІДКРИТІ ДЕБЮТИ
 
1.e4 e5 2.f4                                                           королівський гамбіт
1.e4 Sf6 2.Sf3 d5                                                      королівський гамбіт
1.e4 e5 2.f4 d5 3.ed e4 4.d3 Sf6                                    контргамбіт Фолькбеера
1.e4 e5 2.f4 ef                                              прийнятий королівський гамбіт
1.e4 e5 2.f4 ef3.Sf3                                         прийнятий королівський гамбіт
1.e4 e5 2.Sc3                                                             віденська партія 
1.e4 e5 2.d4 ed                                                          центральний дебют
1.e4 e5 2.Lc4 Sf6                                                              дебют слона 
1.e4 e5 2.Sf3                                                     дебют королівського коня
1.e4 e5 2.Sf3 f5                                                         латиський гамбіт
1.e4 e5 2.Sf3 d6                                                           захист Філідора
1.e4 e5 2.Sf3 Sf6                                                            руська партія
1.e4 e5 2.Sf3 Sc6 3.Sc3                                                  дебют трьох коней 
1.e4 e5 2.Sf3 Sc6 3.Sc3 Sf6                                           дебют чотирьох коней
1.e4 e5 2.Sf3 Sc6 3.c3 Sf6 4.d4                                             дебют Понціані
1.e4 e5 2.Sf3 Sc6 3.d4 ed  4.ed                                        шотландський гамбіт
1.e4 e5 2.Sf3 Sc6 3.d4 ed 4.Sd4                                         шотландська партія
1.e4 e5 2.Sf3 Sc6 3.Lc4 Le7 4.d4                                           угорська партія
1.e4 e5 2.Sf3 Sc6 3.Lc4 Lc5                                              італійська партія
1.e4 e5 2.Sf3 Sc6 3.Lc4 Sf6 4.b4                                             гамбіт Евенса
1.e4 e5 2.Sf3 Sc6 3.Lc4 Sf6                                              захист двох коней
1.e4 e5 2.Sf3 Sc6 3.Lc4 Sf6 4.Sg5 Lc5                                 контратака Трасклера
1.e4 e5 2.Sf3 Sc6 3.Lb5                                                   іспанська партія
1.e4 e5 2.Sf3 Sc6 3.Lb5 f5                                                    гамбіт Яніша 
1.e4 e5 2.Sf3 Sc6 3.Lb5 a6 4.Lc6 dc                                      розмінний варіант
1.e4 e5 2.Sf3 Sc6 3.Lb5 a6 4.La4 d6                             покращений захист Стейніца
```

```
                                       
НАПІВВІДКРИТІ ДЕБЮТИ
 
1.e4 d5  2.ed5 Dd5 3.Sc3 Da5                                         скандінавський захист
1.e4 d6  2.d4  Sf6 3.Sc3 g6                                          захист Пірца-Уфімцева
1.e4 c6                                                                    захист Каро-Кан
1.e4 c6  2.d3 (d4)                                                         захист Каро-Кан
1.e4 e6  2.d4 d5                                                       французький  захист
1.e4 c6  2.Sf3 d5 3.Sc3                                                 система двох коней
1.e4 c6  2.d4 d5 3.Sc3 de 4.Se4 Lf5                                       класична система
1.e4 c5  2.Sc3                                                         чігоринська система
1.e4 c5  2.Sf3                                     закритий варіант сицилійського захисту
1.e4 Sc6                                                                   дебют Німцовича
1.e4 Sc6 2.d4                                                              дебют Німцовича
1.e4 g6  2.d4 Lg7                                                          сучасний захист
1.e4 Sf6 2.e5 Sd5                                                          захист Альохіна
1.e4 e6  2.d4 d5 3.Sc3 Lb4                                    система Німцовича-Ботвінника
1.e4 e6  2.d4 d5 3.Sd2                                                     система Тарраша
1.e4 c5                                                                сицилійський захист
1.e4 c5 2.c3                                                           сицилійський захист
1.e4 c5 2.c3 Sf6 3.e5 Sd5 4.d4 cd                                      сицилійський захист
1.e4 c5 2.f4 Sc6                                                       сицилійський захист   
1.e4 c5 2.g3 Sc6                                                       сицилійський захист
1.e4 c5 2.b4 cb                                                        сицилійський захист
1.e4 c5 2.d4 cd                                                        сицилійський захист
1.e4 c5 2.b3 Sc6                                                       сицилійський захист
1.e4 c5 2.b3 e6                                                        сицилійський захист
1.e4 c5 2.Sc3 e6                                                       сицилійський захист
1.e4 c4 2.Sc3 Sc6                                                      сицилійський захист
```

```
                                         
ЗАКРИТІ ДЕБЮТИ

1.d4 d5  2.c4                                                              ферзевий гамбіт
1.d4 d5  2.c4 Sc6                                                          захист Чігорина
1.d4 d5  2.c4 dc                                                 прийнятий ферзевий гамбіт
1.d4 Sf6 2.c4 e5                                                       будапештський гамбіт
1.d4 d5  2.Sf3 Sf6                                                  дебют ферзевих пішаків
1.d4 Sf6 2.c4 g6 3.Sc3 d5                                                захист Грюнфельда
1.d4 Sf6 2.Lg5                                                               система Колле
1.d4 c5  2.d5                                                                захист Беноні
1.d4 d5  2.c4 c6 3.Sc3 e6 4.Sf3 dc 5.a4 Lb4 6.e3                       слов'янський гамбіт
1.d4 d5  2.c4 c6 3.cd cd                            слов'янський захист, розмінний варіант
1.d4 Sf6 2.c4 c5 3.d5 b5                                                  волзький  гамбіт
1.d4 f5                                                                 голландський  захист
1.d4 f5  2.e4 fe 3.Sc3                                                    гамбіт Стаунтона
1.d4 f5  2.c4                                                   система Ільїна-Женевського  
1.d4 f5  2.g3                                                      система «камінна стіна»
1.Sf3 f5 (c5,d5,Sf6)                                               староіндійський початок
1.Sf3 d5 2.c4                                                                   дебют Реті
1.f4 e5                                                                       гамбіт Фрома  
1.f4 e5 2.fe5                                                                  дебют Берда
1.f4 Sf6 (f5,d5,e5) 2.Sf3 fe                                           голландська побудова
1.c4                                                                   англійський початок
1.c4 e5                                                                англійський початок
1.c4 c5 2.Sc3 Sf6                                                      англійський початок
1.b4 d5 (a5,c6,e5) 2.Lb2 (b5)                                            дебют Сокольского
1.b3 e5 2.Lb2                                                                  дебют b2-b3
1.d4 Sf6 2.c4 c5                                                             модерн Беноні
1.d4 Sf6 2.c4 g6 (d6)                                                 югославський варіант
1.d4 Sf6 2.c4 g6 3.Sc3 Lb4                                                  система Земіша
1.d4 Sf6 2.c4 g6 3.Sc3 Lg7                                        варіант чотирьох пішаків
1.d4 Sf6 2.c4 g6 3.Sc3 Lg7 4.e4 d6                                 староіндійський  захист
1.d4 Sf6 2.c4 e6 3.Sc3 Lb4 4.e3                                        система Рубінштейна
1.d4 Sf6 2.c4 e6 3.Sc3 Lb4 4.Lg5                                     ленінградська система 
1.d4 Sf6 2.c4 e6 3.Sc3 Lb4 4.Dc2                                          класична система
1.d4 d5  2.c4 e6 3.Sc3 Sf6 4.Sf3 Lb4                                       захист Рагозіна
1.d4 Sf6 2.c4 e6 3.Sf3                                               новоіндійський захист 
1.d4 Sf6 2.c4 e6 3.Sc3 Lb4                                                захист Німцовича
1.d4 Sf6 2.c4 e6 3.Sf3 c5 4.d5 b5                                      гамбіт Блюменфельда
1.d4 Sf6 2.c4 e6 3.g3  d5 4.Lg2 c5 5.Sf3                              каталонський початок 
```

## Проста форма задач
В простій формі тема проходить один раз.
|   | a | b | c | d | e | f | g | h |   |
| 8 | c8 чорний слон · d8 біла тура · d7 чорний пішак · b6 біла тура · c6 чорний пішак · f6 білий король · a5 чорний кінь · d4 чорний король · f4 чорний пішак · a3 білий кінь · f3 чорний пішак · b2 білий пішак · c2 білий ферзь · f2 білий пішак · c1 білий слон | c8 чорний слон · d8 біла тура · d7 чорний пішак · b6 біла тура · c6 чорний пішак · f6 білий король · a5 чорний кінь · d4 чорний король · f4 чорний пішак · a3 білий кінь · f3 чорний пішак · b2 білий пішак · c2 білий ферзь · f2 білий пішак · c1 білий слон | c8 чорний слон · d8 біла тура · d7 чорний пішак · b6 біла тура · c6 чорний пішак · f6 білий король · a5 чорний кінь · d4 чорний король · f4 чорний пішак · a3 білий кінь · f3 чорний пішак · b2 білий пішак · c2 білий ферзь · f2 білий пішак · c1 білий слон | c8 чорний слон · d8 біла тура · d7 чорний пішак · b6 біла тура · c6 чорний пішак · f6 білий король · a5 чорний кінь · d4 чорний король · f4 чорний пішак · a3 білий кінь · f3 чорний пішак · b2 білий пішак · c2 білий ферзь · f2 білий пішак · c1 білий слон | c8 чорний слон · d8 біла тура · d7 чорний пішак · b6 біла тура · c6 чорний пішак · f6 білий король · a5 чорний кінь · d4 чорний король · f4 чорний пішак · a3 білий кінь · f3 чорний пішак · b2 білий пішак · c2 білий ферзь · f2 білий пішак · c1 білий слон | c8 чорний слон · d8 біла тура · d7 чорний пішак · b6 біла тура · c6 чорний пішак · f6 білий король · a5 чорний кінь · d4 чорний король · f4 чорний пішак · a3 білий кінь · f3 чорний пішак · b2 білий пішак · c2 білий ферзь · f2 білий пішак · c1 білий слон | c8 чорний слон · d8 біла тура · d7 чорний пішак · b6 біла тура · c6 чорний пішак · f6 білий король · a5 чорний кінь · d4 чорний король · f4 чорний пішак · a3 білий кінь · f3 чорний пішак · b2 білий пішак · c2 білий ферзь · f2 білий пішак · c1 білий слон | c8 чорний слон · d8 біла тура · d7 чорний пішак · b6 біла тура · c6 чорний пішак · f6 білий король · a5 чорний кінь · d4 чорний король · f4 чорний пішак · a3 білий кінь · f3 чорний пішак · b2 білий пішак · c2 білий ферзь · f2 білий пішак · c1 білий слон | 8 |
| 7 | c8 чорний слон · d8 біла тура · d7 чорний пішак · b6 біла тура · c6 чорний пішак · f6 білий король · a5 чорний кінь · d4 чорний король · f4 чорний пішак · a3 білий кінь · f3 чорний пішак · b2 білий пішак · c2 білий ферзь · f2 білий пішак · c1 білий слон | c8 чорний слон · d8 біла тура · d7 чорний пішак · b6 біла тура · c6 чорний пішак · f6 білий король · a5 чорний кінь · d4 чорний король · f4 чорний пішак · a3 білий кінь · f3 чорний пішак · b2 білий пішак · c2 білий ферзь · f2 білий пішак · c1 білий слон | c8 чорний слон · d8 біла тура · d7 чорний пішак · b6 біла тура · c6 чорний пішак · f6 білий король · a5 чорний кінь · d4 чорний король · f4 чорний пішак · a3 білий кінь · f3 чорний пішак · b2 білий пішак · c2 білий ферзь · f2 білий пішак · c1 білий слон | c8 чорний слон · d8 біла тура · d7 чорний пішак · b6 біла тура · c6 чорний пішак · f6 білий король · a5 чорний кінь · d4 чорний король · f4 чорний пішак · a3 білий кінь · f3 чорний пішак · b2 білий пішак · c2 білий ферзь · f2 білий пішак · c1 білий слон | c8 чорний слон · d8 біла тура · d7 чорний пішак · b6 біла тура · c6 чорний пішак · f6 білий король · a5 чорний кінь · d4 чорний король · f4 чорний пішак · a3 білий кінь · f3 чорний пішак · b2 білий пішак · c2 білий ферзь · f2 білий пішак · c1 білий слон | c8 чорний слон · d8 біла тура · d7 чорний пішак · b6 біла тура · c6 чорний пішак · f6 білий король · a5 чорний кінь · d4 чорний король · f4 чорний пішак · a3 білий кінь · f3 чорний пішак · b2 білий пішак · c2 білий ферзь · f2 білий пішак · c1 білий слон | c8 чорний слон · d8 біла тура · d7 чорний пішак · b6 біла тура · c6 чорний пішак · f6 білий король · a5 чорний кінь · d4 чорний король · f4 чорний пішак · a3 білий кінь · f3 чорний пішак · b2 білий пішак · c2 білий ферзь · f2 білий пішак · c1 білий слон | c8 чорний слон · d8 біла тура · d7 чорний пішак · b6 біла тура · c6 чорний пішак · f6 білий король · a5 чорний кінь · d4 чорний король · f4 чорний пішак · a3 білий кінь · f3 чорний пішак · b2 білий пішак · c2 білий ферзь · f2 білий пішак · c1 білий слон | 7 |
| 6 | c8 чорний слон · d8 біла тура · d7 чорний пішак · b6 біла тура · c6 чорний пішак · f6 білий король · a5 чорний кінь · d4 чорний король · f4 чорний пішак · a3 білий кінь · f3 чорний пішак · b2 білий пішак · c2 білий ферзь · f2 білий пішак · c1 білий слон | c8 чорний слон · d8 біла тура · d7 чорний пішак · b6 біла тура · c6 чорний пішак · f6 білий король · a5 чорний кінь · d4 чорний король · f4 чорний пішак · a3 білий кінь · f3 чорний пішак · b2 білий пішак · c2 білий ферзь · f2 білий пішак · c1 білий слон | c8 чорний слон · d8 біла тура · d7 чорний пішак · b6 біла тура · c6 чорний пішак · f6 білий король · a5 чорний кінь · d4 чорний король · f4 чорний пішак · a3 білий кінь · f3 чорний пішак · b2 білий пішак · c2 білий ферзь · f2 білий пішак · c1 білий слон | c8 чорний слон · d8 біла тура · d7 чорний пішак · b6 біла тура · c6 чорний пішак · f6 білий король · a5 чорний кінь · d4 чорний король · f4 чорний пішак · a3 білий кінь · f3 чорний пішак · b2 білий пішак · c2 білий ферзь · f2 білий пішак · c1 білий слон | c8 чорний слон · d8 біла тура · d7 чорний пішак · b6 біла тура · c6 чорний пішак · f6 білий король · a5 чорний кінь · d4 чорний король · f4 чорний пішак · a3 білий кінь · f3 чорний пішак · b2 білий пішак · c2 білий ферзь · f2 білий пішак · c1 білий слон | c8 чорний слон · d8 біла тура · d7 чорний пішак · b6 біла тура · c6 чорний пішак · f6 білий король · a5 чорний кінь · d4 чорний король · f4 чорний пішак · a3 білий кінь · f3 чорний пішак · b2 білий пішак · c2 білий ферзь · f2 білий пішак · c1 білий слон | c8 чорний слон · d8 біла тура · d7 чорний пішак · b6 біла тура · c6 чорний пішак · f6 білий король · a5 чорний кінь · d4 чорний король · f4 чорний пішак · a3 білий кінь · f3 чорний пішак · b2 білий пішак · c2 білий ферзь · f2 білий пішак · c1 білий слон | c8 чорний слон · d8 біла тура · d7 чорний пішак · b6 біла тура · c6 чорний пішак · f6 білий король · a5 чорний кінь · d4 чорний король · f4 чорний пішак · a3 білий кінь · f3 чорний пішак · b2 білий пішак · c2 білий ферзь · f2 білий пішак · c1 білий слон | 6 |
| 5 | c8 чорний слон · d8 біла тура · d7 чорний пішак · b6 біла тура · c6 чорний пішак · f6 білий король · a5 чорний кінь · d4 чорний король · f4 чорний пішак · a3 білий кінь · f3 чорний пішак · b2 білий пішак · c2 білий ферзь · f2 білий пішак · c1 білий слон | c8 чорний слон · d8 біла тура · d7 чорний пішак · b6 біла тура · c6 чорний пішак · f6 білий король · a5 чорний кінь · d4 чорний король · f4 чорний пішак · a3 білий кінь · f3 чорний пішак · b2 білий пішак · c2 білий ферзь · f2 білий пішак · c1 білий слон | c8 чорний слон · d8 біла тура · d7 чорний пішак · b6 біла тура · c6 чорний пішак · f6 білий король · a5 чорний кінь · d4 чорний король · f4 чорний пішак · a3 білий кінь · f3 чорний пішак · b2 білий пішак · c2 білий ферзь · f2 білий пішак · c1 білий слон | c8 чорний слон · d8 біла тура · d7 чорний пішак · b6 біла тура · c6 чорний пішак · f6 білий король · a5 чорний кінь · d4 чорний король · f4 чорний пішак · a3 білий кінь · f3 чорний пішак · b2 білий пішак · c2 білий ферзь · f2 білий пішак · c1 білий слон | c8 чорний слон · d8 біла тура · d7 чорний пішак · b6 біла тура · c6 чорний пішак · f6 білий король · a5 чорний кінь · d4 чорний король · f4 чорний пішак · a3 білий кінь · f3 чорний пішак · b2 білий пішак · c2 білий ферзь · f2 білий пішак · c1 білий слон | c8 чорний слон · d8 біла тура · d7 чорний пішак · b6 біла тура · c6 чорний пішак · f6 білий король · a5 чорний кінь · d4 чорний король · f4 чорний пішак · a3 білий кінь · f3 чорний пішак · b2 білий пішак · c2 білий ферзь · f2 білий пішак · c1 білий слон | c8 чорний слон · d8 біла тура · d7 чорний пішак · b6 біла тура · c6 чорний пішак · f6 білий король · a5 чорний кінь · d4 чорний король · f4 чорний пішак · a3 білий кінь · f3 чорний пішак · b2 білий пішак · c2 білий ферзь · f2 білий пішак · c1 білий слон | c8 чорний слон · d8 біла тура · d7 чорний пішак · b6 біла тура · c6 чорний пішак · f6 білий король · a5 чорний кінь · d4 чорний король · f4 чорний пішак · a3 білий кінь · f3 чорний пішак · b2 білий пішак · c2 білий ферзь · f2 білий пішак · c1 білий слон | 5 |
| 4 | c8 чорний слон · d8 біла тура · d7 чорний пішак · b6 біла тура · c6 чорний пішак · f6 білий король · a5 чорний кінь · d4 чорний король · f4 чорний пішак · a3 білий кінь · f3 чорний пішак · b2 білий пішак · c2 білий ферзь · f2 білий пішак · c1 білий слон | c8 чорний слон · d8 біла тура · d7 чорний пішак · b6 біла тура · c6 чорний пішак · f6 білий король · a5 чорний кінь · d4 чорний король · f4 чорний пішак · a3 білий кінь · f3 чорний пішак · b2 білий пішак · c2 білий ферзь · f2 білий пішак · c1 білий слон | c8 чорний слон · d8 біла тура · d7 чорний пішак · b6 біла тура · c6 чорний пішак · f6 білий король · a5 чорний кінь · d4 чорний король · f4 чорний пішак · a3 білий кінь · f3 чорний пішак · b2 білий пішак · c2 білий ферзь · f2 білий пішак · c1 білий слон | c8 чорний слон · d8 біла тура · d7 чорний пішак · b6 біла тура · c6 чорний пішак · f6 білий король · a5 чорний кінь · d4 чорний король · f4 чорний пішак · a3 білий кінь · f3 чорний пішак · b2 білий пішак · c2 білий ферзь · f2 білий пішак · c1 білий слон | c8 чорний слон · d8 біла тура · d7 чорний пішак · b6 біла тура · c6 чорний пішак · f6 білий король · a5 чорний кінь · d4 чорний король · f4 чорний пішак · a3 білий кінь · f3 чорний пішак · b2 білий пішак · c2 білий ферзь · f2 білий пішак · c1 білий слон | c8 чорний слон · d8 біла тура · d7 чорний пішак · b6 біла тура · c6 чорний пішак · f6 білий король · a5 чорний кінь · d4 чорний король · f4 чорний пішак · a3 білий кінь · f3 чорний пішак · b2 білий пішак · c2 білий ферзь · f2 білий пішак · c1 білий слон | c8 чорний слон · d8 біла тура · d7 чорний пішак · b6 біла тура · c6 чорний пішак · f6 білий король · a5 чорний кінь · d4 чорний король · f4 чорний пішак · a3 білий кінь · f3 чорний пішак · b2 білий пішак · c2 білий ферзь · f2 білий пішак · c1 білий слон | c8 чорний слон · d8 біла тура · d7 чорний пішак · b6 біла тура · c6 чорний пішак · f6 білий король · a5 чорний кінь · d4 чорний король · f4 чорний пішак · a3 білий кінь · f3 чорний пішак · b2 білий пішак · c2 білий ферзь · f2 білий пішак · c1 білий слон | 4 |
| 3 | c8 чорний слон · d8 біла тура · d7 чорний пішак · b6 біла тура · c6 чорний пішак · f6 білий король · a5 чорний кінь · d4 чорний король · f4 чорний пішак · a3 білий кінь · f3 чорний пішак · b2 білий пішак · c2 білий ферзь · f2 білий пішак · c1 білий слон | c8 чорний слон · d8 біла тура · d7 чорний пішак · b6 біла тура · c6 чорний пішак · f6 білий король · a5 чорний кінь · d4 чорний король · f4 чорний пішак · a3 білий кінь · f3 чорний пішак · b2 білий пішак · c2 білий ферзь · f2 білий пішак · c1 білий слон | c8 чорний слон · d8 біла тура · d7 чорний пішак · b6 біла тура · c6 чорний пішак · f6 білий король · a5 чорний кінь · d4 чорний король · f4 чорний пішак · a3 білий кінь · f3 чорний пішак · b2 білий пішак · c2 білий ферзь · f2 білий пішак · c1 білий слон | c8 чорний слон · d8 біла тура · d7 чорний пішак · b6 біла тура · c6 чорний пішак · f6 білий король · a5 чорний кінь · d4 чорний король · f4 чорний пішак · a3 білий кінь · f3 чорний пішак · b2 білий пішак · c2 білий ферзь · f2 білий пішак · c1 білий слон | c8 чорний слон · d8 біла тура · d7 чорний пішак · b6 біла тура · c6 чорний пішак · f6 білий король · a5 чорний кінь · d4 чорний король · f4 чорний пішак · a3 білий кінь · f3 чорний пішак · b2 білий пішак · c2 білий ферзь · f2 білий пішак · c1 білий слон | c8 чорний слон · d8 біла тура · d7 чорний пішак · b6 біла тура · c6 чорний пішак · f6 білий король · a5 чорний кінь · d4 чорний король · f4 чорний пішак · a3 білий кінь · f3 чорний пішак · b2 білий пішак · c2 білий ферзь · f2 білий пішак · c1 білий слон | c8 чорний слон · d8 біла тура · d7 чорний пішак · b6 біла тура · c6 чорний пішак · f6 білий король · a5 чорний кінь · d4 чорний король · f4 чорний пішак · a3 білий кінь · f3 чорний пішак · b2 білий пішак · c2 білий ферзь · f2 білий пішак · c1 білий слон | c8 чорний слон · d8 біла тура · d7 чорний пішак · b6 біла тура · c6 чорний пішак · f6 білий король · a5 чорний кінь · d4 чорний король · f4 чорний пішак · a3 білий кінь · f3 чорний пішак · b2 білий пішак · c2 білий ферзь · f2 білий пішак · c1 білий слон | 3 |
| 2 | c8 чорний слон · d8 біла тура · d7 чорний пішак · b6 біла тура · c6 чорний пішак · f6 білий король · a5 чорний кінь · d4 чорний король · f4 чорний пішак · a3 білий кінь · f3 чорний пішак · b2 білий пішак · c2 білий ферзь · f2 білий пішак · c1 білий слон | c8 чорний слон · d8 біла тура · d7 чорний пішак · b6 біла тура · c6 чорний пішак · f6 білий король · a5 чорний кінь · d4 чорний король · f4 чорний пішак · a3 білий кінь · f3 чорний пішак · b2 білий пішак · c2 білий ферзь · f2 білий пішак · c1 білий слон | c8 чорний слон · d8 біла тура · d7 чорний пішак · b6 біла тура · c6 чорний пішак · f6 білий король · a5 чорний кінь · d4 чорний король · f4 чорний пішак · a3 білий кінь · f3 чорний пішак · b2 білий пішак · c2 білий ферзь · f2 білий пішак · c1 білий слон | c8 чорний слон · d8 біла тура · d7 чорний пішак · b6 біла тура · c6 чорний пішак · f6 білий король · a5 чорний кінь · d4 чорний король · f4 чорний пішак · a3 білий кінь · f3 чорний пішак · b2 білий пішак · c2 білий ферзь · f2 білий пішак · c1 білий слон | c8 чорний слон · d8 біла тура · d7 чорний пішак · b6 біла тура · c6 чорний пішак · f6 білий король · a5 чорний кінь · d4 чорний король · f4 чорний пішак · a3 білий кінь · f3 чорний пішак · b2 білий пішак · c2 білий ферзь · f2 білий пішак · c1 білий слон | c8 чорний слон · d8 біла тура · d7 чорний пішак · b6 біла тура · c6 чорний пішак · f6 білий король · a5 чорний кінь · d4 чорний король · f4 чорний пішак · a3 білий кінь · f3 чорний пішак · b2 білий пішак · c2 білий ферзь · f2 білий пішак · c1 білий слон | c8 чорний слон · d8 біла тура · d7 чорний пішак · b6 біла тура · c6 чорний пішак · f6 білий король · a5 чорний кінь · d4 чорний король · f4 чорний пішак · a3 білий кінь · f3 чорний пішак · b2 білий пішак · c2 білий ферзь · f2 білий пішак · c1 білий слон | c8 чорний слон · d8 біла тура · d7 чорний пішак · b6 біла тура · c6 чорний пішак · f6 білий король · a5 чорний кінь · d4 чорний король · f4 чорний пішак · a3 білий кінь · f3 чорний пішак · b2 білий пішак · c2 білий ферзь · f2 білий пішак · c1 білий слон | 2 |
| 1 | c8 чорний слон · d8 біла тура · d7 чорний пішак · b6 біла тура · c6 чорний пішак · f6 білий король · a5 чорний кінь · d4 чорний король · f4 чорний пішак · a3 білий кінь · f3 чорний пішак · b2 білий пішак · c2 білий ферзь · f2 білий пішак · c1 білий слон | c8 чорний слон · d8 біла тура · d7 чорний пішак · b6 біла тура · c6 чорний пішак · f6 білий король · a5 чорний кінь · d4 чорний король · f4 чорний пішак · a3 білий кінь · f3 чорний пішак · b2 білий пішак · c2 білий ферзь · f2 білий пішак · c1 білий слон | c8 чорний слон · d8 біла тура · d7 чорний пішак · b6 біла тура · c6 чорний пішак · f6 білий король · a5 чорний кінь · d4 чорний король · f4 чорний пішак · a3 білий кінь · f3 чорний пішак · b2 білий пішак · c2 білий ферзь · f2 білий пішак · c1 білий слон | c8 чорний слон · d8 біла тура · d7 чорний пішак · b6 біла тура · c6 чорний пішак · f6 білий король · a5 чорний кінь · d4 чорний король · f4 чорний пішак · a3 білий кінь · f3 чорний пішак · b2 білий пішак · c2 білий ферзь · f2 білий пішак · c1 білий слон | c8 чорний слон · d8 біла тура · d7 чорний пішак · b6 біла тура · c6 чорний пішак · f6 білий король · a5 чорний кінь · d4 чорний король · f4 чорний пішак · a3 білий кінь · f3 чорний пішак · b2 білий пішак · c2 білий ферзь · f2 білий пішак · c1 білий слон | c8 чорний слон · d8 біла тура · d7 чорний пішак · b6 біла тура · c6 чорний пішак · f6 білий король · a5 чорний кінь · d4 чорний король · f4 чорний пішак · a3 білий кінь · f3 чорний пішак · b2 білий пішак · c2 білий ферзь · f2 білий пішак · c1 білий слон | c8 чорний слон · d8 біла тура · d7 чорний пішак · b6 біла тура · c6 чорний пішак · f6 білий король · a5 чорний кінь · d4 чорний король · f4 чорний пішак · a3 білий кінь · f3 чорний пішак · b2 білий пішак · c2 білий ферзь · f2 білий пішак · c1 білий слон | c8 чорний слон · d8 біла тура · d7 чорний пішак · b6 біла тура · c6 чорний пішак · f6 білий король · a5 чорний кінь · d4 чорний король · f4 чорний пішак · a3 білий кінь · f3 чорний пішак · b2 білий пішак · c2 білий ферзь · f2 білий пішак · c1 білий слон | 1 |
|   | a | b | c | d | e | f | g | h |   |

FEN: 2bR4/3p4/1Rp2K2/n7/3k1p2/N4p2/1PQ2P2/2B5
1. b4! Zz
1. … d5 2. Bb2#
- — - — - — -
1. … Kd5 2. Qd3#,    1. … c5 2. Rd6#
1. … B~   2. Rxd7#,   1. … d6 2. Rxd6#
1. … S~   2. Qc4#
Вступний хід білих, захист чорних і матуючий хід відповідають трьом ходам дебюту Сокольського (один із його різновидів): 1. b4 d5 2. Lb2.
Це перша задача співавтора ідеї, у якій було втілено початкові ходи шахової партії, а саме — дебюту.
|   | a | b | c | d | e | f | g | h |   |
| 8 | a8 чорна тура · b8 біла тура · h8 чорний ферзь · b7 білий кінь · d7 чорний пішак · a6 чорний пішак · c6 чорний король · d6 білий пішак · e6 чорний пішак · h6 чорний пішак · c5 білий пішак · c4 білий пішак · e3 чорний пішак · h3 білий король · b2 білий пішак · h2 білий ферзь · d1 чорна тура | a8 чорна тура · b8 біла тура · h8 чорний ферзь · b7 білий кінь · d7 чорний пішак · a6 чорний пішак · c6 чорний король · d6 білий пішак · e6 чорний пішак · h6 чорний пішак · c5 білий пішак · c4 білий пішак · e3 чорний пішак · h3 білий король · b2 білий пішак · h2 білий ферзь · d1 чорна тура | a8 чорна тура · b8 біла тура · h8 чорний ферзь · b7 білий кінь · d7 чорний пішак · a6 чорний пішак · c6 чорний король · d6 білий пішак · e6 чорний пішак · h6 чорний пішак · c5 білий пішак · c4 білий пішак · e3 чорний пішак · h3 білий король · b2 білий пішак · h2 білий ферзь · d1 чорна тура | a8 чорна тура · b8 біла тура · h8 чорний ферзь · b7 білий кінь · d7 чорний пішак · a6 чорний пішак · c6 чорний король · d6 білий пішак · e6 чорний пішак · h6 чорний пішак · c5 білий пішак · c4 білий пішак · e3 чорний пішак · h3 білий король · b2 білий пішак · h2 білий ферзь · d1 чорна тура | a8 чорна тура · b8 біла тура · h8 чорний ферзь · b7 білий кінь · d7 чорний пішак · a6 чорний пішак · c6 чорний король · d6 білий пішак · e6 чорний пішак · h6 чорний пішак · c5 білий пішак · c4 білий пішак · e3 чорний пішак · h3 білий король · b2 білий пішак · h2 білий ферзь · d1 чорна тура | a8 чорна тура · b8 біла тура · h8 чорний ферзь · b7 білий кінь · d7 чорний пішак · a6 чорний пішак · c6 чорний король · d6 білий пішак · e6 чорний пішак · h6 чорний пішак · c5 білий пішак · c4 білий пішак · e3 чорний пішак · h3 білий король · b2 білий пішак · h2 білий ферзь · d1 чорна тура | a8 чорна тура · b8 біла тура · h8 чорний ферзь · b7 білий кінь · d7 чорний пішак · a6 чорний пішак · c6 чорний король · d6 білий пішак · e6 чорний пішак · h6 чорний пішак · c5 білий пішак · c4 білий пішак · e3 чорний пішак · h3 білий король · b2 білий пішак · h2 білий ферзь · d1 чорна тура | a8 чорна тура · b8 біла тура · h8 чорний ферзь · b7 білий кінь · d7 чорний пішак · a6 чорний пішак · c6 чорний король · d6 білий пішак · e6 чорний пішак · h6 чорний пішак · c5 білий пішак · c4 білий пішак · e3 чорний пішак · h3 білий король · b2 білий пішак · h2 білий ферзь · d1 чорна тура | 8 |
| 7 | a8 чорна тура · b8 біла тура · h8 чорний ферзь · b7 білий кінь · d7 чорний пішак · a6 чорний пішак · c6 чорний король · d6 білий пішак · e6 чорний пішак · h6 чорний пішак · c5 білий пішак · c4 білий пішак · e3 чорний пішак · h3 білий король · b2 білий пішак · h2 білий ферзь · d1 чорна тура | a8 чорна тура · b8 біла тура · h8 чорний ферзь · b7 білий кінь · d7 чорний пішак · a6 чорний пішак · c6 чорний король · d6 білий пішак · e6 чорний пішак · h6 чорний пішак · c5 білий пішак · c4 білий пішак · e3 чорний пішак · h3 білий король · b2 білий пішак · h2 білий ферзь · d1 чорна тура | a8 чорна тура · b8 біла тура · h8 чорний ферзь · b7 білий кінь · d7 чорний пішак · a6 чорний пішак · c6 чорний король · d6 білий пішак · e6 чорний пішак · h6 чорний пішак · c5 білий пішак · c4 білий пішак · e3 чорний пішак · h3 білий король · b2 білий пішак · h2 білий ферзь · d1 чорна тура | a8 чорна тура · b8 біла тура · h8 чорний ферзь · b7 білий кінь · d7 чорний пішак · a6 чорний пішак · c6 чорний король · d6 білий пішак · e6 чорний пішак · h6 чорний пішак · c5 білий пішак · c4 білий пішак · e3 чорний пішак · h3 білий король · b2 білий пішак · h2 білий ферзь · d1 чорна тура | a8 чорна тура · b8 біла тура · h8 чорний ферзь · b7 білий кінь · d7 чорний пішак · a6 чорний пішак · c6 чорний король · d6 білий пішак · e6 чорний пішак · h6 чорний пішак · c5 білий пішак · c4 білий пішак · e3 чорний пішак · h3 білий король · b2 білий пішак · h2 білий ферзь · d1 чорна тура | a8 чорна тура · b8 біла тура · h8 чорний ферзь · b7 білий кінь · d7 чорний пішак · a6 чорний пішак · c6 чорний король · d6 білий пішак · e6 чорний пішак · h6 чорний пішак · c5 білий пішак · c4 білий пішак · e3 чорний пішак · h3 білий король · b2 білий пішак · h2 білий ферзь · d1 чорна тура | a8 чорна тура · b8 біла тура · h8 чорний ферзь · b7 білий кінь · d7 чорний пішак · a6 чорний пішак · c6 чорний король · d6 білий пішак · e6 чорний пішак · h6 чорний пішак · c5 білий пішак · c4 білий пішак · e3 чорний пішак · h3 білий король · b2 білий пішак · h2 білий ферзь · d1 чорна тура | a8 чорна тура · b8 біла тура · h8 чорний ферзь · b7 білий кінь · d7 чорний пішак · a6 чорний пішак · c6 чорний король · d6 білий пішак · e6 чорний пішак · h6 чорний пішак · c5 білий пішак · c4 білий пішак · e3 чорний пішак · h3 білий король · b2 білий пішак · h2 білий ферзь · d1 чорна тура | 7 |
| 6 | a8 чорна тура · b8 біла тура · h8 чорний ферзь · b7 білий кінь · d7 чорний пішак · a6 чорний пішак · c6 чорний король · d6 білий пішак · e6 чорний пішак · h6 чорний пішак · c5 білий пішак · c4 білий пішак · e3 чорний пішак · h3 білий король · b2 білий пішак · h2 білий ферзь · d1 чорна тура | a8 чорна тура · b8 біла тура · h8 чорний ферзь · b7 білий кінь · d7 чорний пішак · a6 чорний пішак · c6 чорний король · d6 білий пішак · e6 чорний пішак · h6 чорний пішак · c5 білий пішак · c4 білий пішак · e3 чорний пішак · h3 білий король · b2 білий пішак · h2 білий ферзь · d1 чорна тура | a8 чорна тура · b8 біла тура · h8 чорний ферзь · b7 білий кінь · d7 чорний пішак · a6 чорний пішак · c6 чорний король · d6 білий пішак · e6 чорний пішак · h6 чорний пішак · c5 білий пішак · c4 білий пішак · e3 чорний пішак · h3 білий король · b2 білий пішак · h2 білий ферзь · d1 чорна тура | a8 чорна тура · b8 біла тура · h8 чорний ферзь · b7 білий кінь · d7 чорний пішак · a6 чорний пішак · c6 чорний король · d6 білий пішак · e6 чорний пішак · h6 чорний пішак · c5 білий пішак · c4 білий пішак · e3 чорний пішак · h3 білий король · b2 білий пішак · h2 білий ферзь · d1 чорна тура | a8 чорна тура · b8 біла тура · h8 чорний ферзь · b7 білий кінь · d7 чорний пішак · a6 чорний пішак · c6 чорний король · d6 білий пішак · e6 чорний пішак · h6 чорний пішак · c5 білий пішак · c4 білий пішак · e3 чорний пішак · h3 білий король · b2 білий пішак · h2 білий ферзь · d1 чорна тура | a8 чорна тура · b8 біла тура · h8 чорний ферзь · b7 білий кінь · d7 чорний пішак · a6 чорний пішак · c6 чорний король · d6 білий пішак · e6 чорний пішак · h6 чорний пішак · c5 білий пішак · c4 білий пішак · e3 чорний пішак · h3 білий король · b2 білий пішак · h2 білий ферзь · d1 чорна тура | a8 чорна тура · b8 біла тура · h8 чорний ферзь · b7 білий кінь · d7 чорний пішак · a6 чорний пішак · c6 чорний король · d6 білий пішак · e6 чорний пішак · h6 чорний пішак · c5 білий пішак · c4 білий пішак · e3 чорний пішак · h3 білий король · b2 білий пішак · h2 білий ферзь · d1 чорна тура | a8 чорна тура · b8 біла тура · h8 чорний ферзь · b7 білий кінь · d7 чорний пішак · a6 чорний пішак · c6 чорний король · d6 білий пішак · e6 чорний пішак · h6 чорний пішак · c5 білий пішак · c4 білий пішак · e3 чорний пішак · h3 білий король · b2 білий пішак · h2 білий ферзь · d1 чорна тура | 6 |
| 5 | a8 чорна тура · b8 біла тура · h8 чорний ферзь · b7 білий кінь · d7 чорний пішак · a6 чорний пішак · c6 чорний король · d6 білий пішак · e6 чорний пішак · h6 чорний пішак · c5 білий пішак · c4 білий пішак · e3 чорний пішак · h3 білий король · b2 білий пішак · h2 білий ферзь · d1 чорна тура | a8 чорна тура · b8 біла тура · h8 чорний ферзь · b7 білий кінь · d7 чорний пішак · a6 чорний пішак · c6 чорний король · d6 білий пішак · e6 чорний пішак · h6 чорний пішак · c5 білий пішак · c4 білий пішак · e3 чорний пішак · h3 білий король · b2 білий пішак · h2 білий ферзь · d1 чорна тура | a8 чорна тура · b8 біла тура · h8 чорний ферзь · b7 білий кінь · d7 чорний пішак · a6 чорний пішак · c6 чорний король · d6 білий пішак · e6 чорний пішак · h6 чорний пішак · c5 білий пішак · c4 білий пішак · e3 чорний пішак · h3 білий король · b2 білий пішак · h2 білий ферзь · d1 чорна тура | a8 чорна тура · b8 біла тура · h8 чорний ферзь · b7 білий кінь · d7 чорний пішак · a6 чорний пішак · c6 чорний король · d6 білий пішак · e6 чорний пішак · h6 чорний пішак · c5 білий пішак · c4 білий пішак · e3 чорний пішак · h3 білий король · b2 білий пішак · h2 білий ферзь · d1 чорна тура | a8 чорна тура · b8 біла тура · h8 чорний ферзь · b7 білий кінь · d7 чорний пішак · a6 чорний пішак · c6 чорний король · d6 білий пішак · e6 чорний пішак · h6 чорний пішак · c5 білий пішак · c4 білий пішак · e3 чорний пішак · h3 білий король · b2 білий пішак · h2 білий ферзь · d1 чорна тура | a8 чорна тура · b8 біла тура · h8 чорний ферзь · b7 білий кінь · d7 чорний пішак · a6 чорний пішак · c6 чорний король · d6 білий пішак · e6 чорний пішак · h6 чорний пішак · c5 білий пішак · c4 білий пішак · e3 чорний пішак · h3 білий король · b2 білий пішак · h2 білий ферзь · d1 чорна тура | a8 чорна тура · b8 біла тура · h8 чорний ферзь · b7 білий кінь · d7 чорний пішак · a6 чорний пішак · c6 чорний король · d6 білий пішак · e6 чорний пішак · h6 чорний пішак · c5 білий пішак · c4 білий пішак · e3 чорний пішак · h3 білий король · b2 білий пішак · h2 білий ферзь · d1 чорна тура | a8 чорна тура · b8 біла тура · h8 чорний ферзь · b7 білий кінь · d7 чорний пішак · a6 чорний пішак · c6 чорний король · d6 білий пішак · e6 чорний пішак · h6 чорний пішак · c5 білий пішак · c4 білий пішак · e3 чорний пішак · h3 білий король · b2 білий пішак · h2 білий ферзь · d1 чорна тура | 5 |
| 4 | a8 чорна тура · b8 біла тура · h8 чорний ферзь · b7 білий кінь · d7 чорний пішак · a6 чорний пішак · c6 чорний король · d6 білий пішак · e6 чорний пішак · h6 чорний пішак · c5 білий пішак · c4 білий пішак · e3 чорний пішак · h3 білий король · b2 білий пішак · h2 білий ферзь · d1 чорна тура | a8 чорна тура · b8 біла тура · h8 чорний ферзь · b7 білий кінь · d7 чорний пішак · a6 чорний пішак · c6 чорний король · d6 білий пішак · e6 чорний пішак · h6 чорний пішак · c5 білий пішак · c4 білий пішак · e3 чорний пішак · h3 білий король · b2 білий пішак · h2 білий ферзь · d1 чорна тура | a8 чорна тура · b8 біла тура · h8 чорний ферзь · b7 білий кінь · d7 чорний пішак · a6 чорний пішак · c6 чорний король · d6 білий пішак · e6 чорний пішак · h6 чорний пішак · c5 білий пішак · c4 білий пішак · e3 чорний пішак · h3 білий король · b2 білий пішак · h2 білий ферзь · d1 чорна тура | a8 чорна тура · b8 біла тура · h8 чорний ферзь · b7 білий кінь · d7 чорний пішак · a6 чорний пішак · c6 чорний король · d6 білий пішак · e6 чорний пішак · h6 чорний пішак · c5 білий пішак · c4 білий пішак · e3 чорний пішак · h3 білий король · b2 білий пішак · h2 білий ферзь · d1 чорна тура | a8 чорна тура · b8 біла тура · h8 чорний ферзь · b7 білий кінь · d7 чорний пішак · a6 чорний пішак · c6 чорний король · d6 білий пішак · e6 чорний пішак · h6 чорний пішак · c5 білий пішак · c4 білий пішак · e3 чорний пішак · h3 білий король · b2 білий пішак · h2 білий ферзь · d1 чорна тура | a8 чорна тура · b8 біла тура · h8 чорний ферзь · b7 білий кінь · d7 чорний пішак · a6 чорний пішак · c6 чорний король · d6 білий пішак · e6 чорний пішак · h6 чорний пішак · c5 білий пішак · c4 білий пішак · e3 чорний пішак · h3 білий король · b2 білий пішак · h2 білий ферзь · d1 чорна тура | a8 чорна тура · b8 біла тура · h8 чорний ферзь · b7 білий кінь · d7 чорний пішак · a6 чорний пішак · c6 чорний король · d6 білий пішак · e6 чорний пішак · h6 чорний пішак · c5 білий пішак · c4 білий пішак · e3 чорний пішак · h3 білий король · b2 білий пішак · h2 білий ферзь · d1 чорна тура | a8 чорна тура · b8 біла тура · h8 чорний ферзь · b7 білий кінь · d7 чорний пішак · a6 чорний пішак · c6 чорний король · d6 білий пішак · e6 чорний пішак · h6 чорний пішак · c5 білий пішак · c4 білий пішак · e3 чорний пішак · h3 білий король · b2 білий пішак · h2 білий ферзь · d1 чорна тура | 4 |
| 3 | a8 чорна тура · b8 біла тура · h8 чорний ферзь · b7 білий кінь · d7 чорний пішак · a6 чорний пішак · c6 чорний король · d6 білий пішак · e6 чорний пішак · h6 чорний пішак · c5 білий пішак · c4 білий пішак · e3 чорний пішак · h3 білий король · b2 білий пішак · h2 білий ферзь · d1 чорна тура | a8 чорна тура · b8 біла тура · h8 чорний ферзь · b7 білий кінь · d7 чорний пішак · a6 чорний пішак · c6 чорний король · d6 білий пішак · e6 чорний пішак · h6 чорний пішак · c5 білий пішак · c4 білий пішак · e3 чорний пішак · h3 білий король · b2 білий пішак · h2 білий ферзь · d1 чорна тура | a8 чорна тура · b8 біла тура · h8 чорний ферзь · b7 білий кінь · d7 чорний пішак · a6 чорний пішак · c6 чорний король · d6 білий пішак · e6 чорний пішак · h6 чорний пішак · c5 білий пішак · c4 білий пішак · e3 чорний пішак · h3 білий король · b2 білий пішак · h2 білий ферзь · d1 чорна тура | a8 чорна тура · b8 біла тура · h8 чорний ферзь · b7 білий кінь · d7 чорний пішак · a6 чорний пішак · c6 чорний король · d6 білий пішак · e6 чорний пішак · h6 чорний пішак · c5 білий пішак · c4 білий пішак · e3 чорний пішак · h3 білий король · b2 білий пішак · h2 білий ферзь · d1 чорна тура | a8 чорна тура · b8 біла тура · h8 чорний ферзь · b7 білий кінь · d7 чорний пішак · a6 чорний пішак · c6 чорний король · d6 білий пішак · e6 чорний пішак · h6 чорний пішак · c5 білий пішак · c4 білий пішак · e3 чорний пішак · h3 білий король · b2 білий пішак · h2 білий ферзь · d1 чорна тура | a8 чорна тура · b8 біла тура · h8 чорний ферзь · b7 білий кінь · d7 чорний пішак · a6 чорний пішак · c6 чорний король · d6 білий пішак · e6 чорний пішак · h6 чорний пішак · c5 білий пішак · c4 білий пішак · e3 чорний пішак · h3 білий король · b2 білий пішак · h2 білий ферзь · d1 чорна тура | a8 чорна тура · b8 біла тура · h8 чорний ферзь · b7 білий кінь · d7 чорний пішак · a6 чорний пішак · c6 чорний король · d6 білий пішак · e6 чорний пішак · h6 чорний пішак · c5 білий пішак · c4 білий пішак · e3 чорний пішак · h3 білий король · b2 білий пішак · h2 білий ферзь · d1 чорна тура | a8 чорна тура · b8 біла тура · h8 чорний ферзь · b7 білий кінь · d7 чорний пішак · a6 чорний пішак · c6 чорний король · d6 білий пішак · e6 чорний пішак · h6 чорний пішак · c5 білий пішак · c4 білий пішак · e3 чорний пішак · h3 білий король · b2 білий пішак · h2 білий ферзь · d1 чорна тура | 3 |
| 2 | a8 чорна тура · b8 біла тура · h8 чорний ферзь · b7 білий кінь · d7 чорний пішак · a6 чорний пішак · c6 чорний король · d6 білий пішак · e6 чорний пішак · h6 чорний пішак · c5 білий пішак · c4 білий пішак · e3 чорний пішак · h3 білий король · b2 білий пішак · h2 білий ферзь · d1 чорна тура | a8 чорна тура · b8 біла тура · h8 чорний ферзь · b7 білий кінь · d7 чорний пішак · a6 чорний пішак · c6 чорний король · d6 білий пішак · e6 чорний пішак · h6 чорний пішак · c5 білий пішак · c4 білий пішак · e3 чорний пішак · h3 білий король · b2 білий пішак · h2 білий ферзь · d1 чорна тура | a8 чорна тура · b8 біла тура · h8 чорний ферзь · b7 білий кінь · d7 чорний пішак · a6 чорний пішак · c6 чорний король · d6 білий пішак · e6 чорний пішак · h6 чорний пішак · c5 білий пішак · c4 білий пішак · e3 чорний пішак · h3 білий король · b2 білий пішак · h2 білий ферзь · d1 чорна тура | a8 чорна тура · b8 біла тура · h8 чорний ферзь · b7 білий кінь · d7 чорний пішак · a6 чорний пішак · c6 чорний король · d6 білий пішак · e6 чорний пішак · h6 чорний пішак · c5 білий пішак · c4 білий пішак · e3 чорний пішак · h3 білий король · b2 білий пішак · h2 білий ферзь · d1 чорна тура | a8 чорна тура · b8 біла тура · h8 чорний ферзь · b7 білий кінь · d7 чорний пішак · a6 чорний пішак · c6 чорний король · d6 білий пішак · e6 чорний пішак · h6 чорний пішак · c5 білий пішак · c4 білий пішак · e3 чорний пішак · h3 білий король · b2 білий пішак · h2 білий ферзь · d1 чорна тура | a8 чорна тура · b8 біла тура · h8 чорний ферзь · b7 білий кінь · d7 чорний пішак · a6 чорний пішак · c6 чорний король · d6 білий пішак · e6 чорний пішак · h6 чорний пішак · c5 білий пішак · c4 білий пішак · e3 чорний пішак · h3 білий король · b2 білий пішак · h2 білий ферзь · d1 чорна тура | a8 чорна тура · b8 біла тура · h8 чорний ферзь · b7 білий кінь · d7 чорний пішак · a6 чорний пішак · c6 чорний король · d6 білий пішак · e6 чорний пішак · h6 чорний пішак · c5 білий пішак · c4 білий пішак · e3 чорний пішак · h3 білий король · b2 білий пішак · h2 білий ферзь · d1 чорна тура | a8 чорна тура · b8 біла тура · h8 чорний ферзь · b7 білий кінь · d7 чорний пішак · a6 чорний пішак · c6 чорний король · d6 білий пішак · e6 чорний пішак · h6 чорний пішак · c5 білий пішак · c4 білий пішак · e3 чорний пішак · h3 білий король · b2 білий пішак · h2 білий ферзь · d1 чорна тура | 2 |
| 1 | a8 чорна тура · b8 біла тура · h8 чорний ферзь · b7 білий кінь · d7 чорний пішак · a6 чорний пішак · c6 чорний король · d6 білий пішак · e6 чорний пішак · h6 чорний пішак · c5 білий пішак · c4 білий пішак · e3 чорний пішак · h3 білий король · b2 білий пішак · h2 білий ферзь · d1 чорна тура | a8 чорна тура · b8 біла тура · h8 чорний ферзь · b7 білий кінь · d7 чорний пішак · a6 чорний пішак · c6 чорний король · d6 білий пішак · e6 чорний пішак · h6 чорний пішак · c5 білий пішак · c4 білий пішак · e3 чорний пішак · h3 білий король · b2 білий пішак · h2 білий ферзь · d1 чорна тура | a8 чорна тура · b8 біла тура · h8 чорний ферзь · b7 білий кінь · d7 чорний пішак · a6 чорний пішак · c6 чорний король · d6 білий пішак · e6 чорний пішак · h6 чорний пішак · c5 білий пішак · c4 білий пішак · e3 чорний пішак · h3 білий король · b2 білий пішак · h2 білий ферзь · d1 чорна тура | a8 чорна тура · b8 біла тура · h8 чорний ферзь · b7 білий кінь · d7 чорний пішак · a6 чорний пішак · c6 чорний король · d6 білий пішак · e6 чорний пішак · h6 чорний пішак · c5 білий пішак · c4 білий пішак · e3 чорний пішак · h3 білий король · b2 білий пішак · h2 білий ферзь · d1 чорна тура | a8 чорна тура · b8 біла тура · h8 чорний ферзь · b7 білий кінь · d7 чорний пішак · a6 чорний пішак · c6 чорний король · d6 білий пішак · e6 чорний пішак · h6 чорний пішак · c5 білий пішак · c4 білий пішак · e3 чорний пішак · h3 білий король · b2 білий пішак · h2 білий ферзь · d1 чорна тура | a8 чорна тура · b8 біла тура · h8 чорний ферзь · b7 білий кінь · d7 чорний пішак · a6 чорний пішак · c6 чорний король · d6 білий пішак · e6 чорний пішак · h6 чорний пішак · c5 білий пішак · c4 білий пішак · e3 чорний пішак · h3 білий король · b2 білий пішак · h2 білий ферзь · d1 чорна тура | a8 чорна тура · b8 біла тура · h8 чорний ферзь · b7 білий кінь · d7 чорний пішак · a6 чорний пішак · c6 чорний король · d6 білий пішак · e6 чорний пішак · h6 чорний пішак · c5 білий пішак · c4 білий пішак · e3 чорний пішак · h3 білий король · b2 білий пішак · h2 білий ферзь · d1 чорна тура | a8 чорна тура · b8 біла тура · h8 чорний ферзь · b7 білий кінь · d7 чорний пішак · a6 чорний пішак · c6 чорний король · d6 білий пішак · e6 чорний пішак · h6 чорний пішак · c5 білий пішак · c4 білий пішак · e3 чорний пішак · h3 білий король · b2 білий пішак · h2 білий ферзь · d1 чорна тура | 1 |
|   | a | b | c | d | e | f | g | h |   |

FEN: rR5q/1N1p4/p1kPp2p/2P5/2P5/4p2K/1P5Q/3r4
1. b4! ~ 2. Sa5#
1. … a5 2. b5#
- — - — - — -
1. … Qa1  2. Sd8#
1. … Ra1  2. Qg2#
1. … Rxd6 2. Qxd6#
Хід чорних 1. … a5 у відповідь на 1. b4 відповідає дебютним ходам практичної партії і називається дебют Сокольського (один із його різновидів).
|   | a | b | c | d | e | f | g | h |   |
| 8 | c8 білий кінь · d8 чорний слон · e8 чорна тура · f8 білий слон · a7 білий король · c7 білий пішак · e7 чорний пішак · h7 біла тура · c6 чорний король · f6 білий кінь · h5 біла тура · a4 білий пішак · c4 чорний пішак · f4 чорний пішак · d3 чорний пішак · e3 чорна тура · b2 білий пішак · g1 білий ферзь | c8 білий кінь · d8 чорний слон · e8 чорна тура · f8 білий слон · a7 білий король · c7 білий пішак · e7 чорний пішак · h7 біла тура · c6 чорний король · f6 білий кінь · h5 біла тура · a4 білий пішак · c4 чорний пішак · f4 чорний пішак · d3 чорний пішак · e3 чорна тура · b2 білий пішак · g1 білий ферзь | c8 білий кінь · d8 чорний слон · e8 чорна тура · f8 білий слон · a7 білий король · c7 білий пішак · e7 чорний пішак · h7 біла тура · c6 чорний король · f6 білий кінь · h5 біла тура · a4 білий пішак · c4 чорний пішак · f4 чорний пішак · d3 чорний пішак · e3 чорна тура · b2 білий пішак · g1 білий ферзь | c8 білий кінь · d8 чорний слон · e8 чорна тура · f8 білий слон · a7 білий король · c7 білий пішак · e7 чорний пішак · h7 біла тура · c6 чорний король · f6 білий кінь · h5 біла тура · a4 білий пішак · c4 чорний пішак · f4 чорний пішак · d3 чорний пішак · e3 чорна тура · b2 білий пішак · g1 білий ферзь | c8 білий кінь · d8 чорний слон · e8 чорна тура · f8 білий слон · a7 білий король · c7 білий пішак · e7 чорний пішак · h7 біла тура · c6 чорний король · f6 білий кінь · h5 біла тура · a4 білий пішак · c4 чорний пішак · f4 чорний пішак · d3 чорний пішак · e3 чорна тура · b2 білий пішак · g1 білий ферзь | c8 білий кінь · d8 чорний слон · e8 чорна тура · f8 білий слон · a7 білий король · c7 білий пішак · e7 чорний пішак · h7 біла тура · c6 чорний король · f6 білий кінь · h5 біла тура · a4 білий пішак · c4 чорний пішак · f4 чорний пішак · d3 чорний пішак · e3 чорна тура · b2 білий пішак · g1 білий ферзь | c8 білий кінь · d8 чорний слон · e8 чорна тура · f8 білий слон · a7 білий король · c7 білий пішак · e7 чорний пішак · h7 біла тура · c6 чорний король · f6 білий кінь · h5 біла тура · a4 білий пішак · c4 чорний пішак · f4 чорний пішак · d3 чорний пішак · e3 чорна тура · b2 білий пішак · g1 білий ферзь | c8 білий кінь · d8 чорний слон · e8 чорна тура · f8 білий слон · a7 білий король · c7 білий пішак · e7 чорний пішак · h7 біла тура · c6 чорний король · f6 білий кінь · h5 біла тура · a4 білий пішак · c4 чорний пішак · f4 чорний пішак · d3 чорний пішак · e3 чорна тура · b2 білий пішак · g1 білий ферзь | 8 |
| 7 | c8 білий кінь · d8 чорний слон · e8 чорна тура · f8 білий слон · a7 білий король · c7 білий пішак · e7 чорний пішак · h7 біла тура · c6 чорний король · f6 білий кінь · h5 біла тура · a4 білий пішак · c4 чорний пішак · f4 чорний пішак · d3 чорний пішак · e3 чорна тура · b2 білий пішак · g1 білий ферзь | c8 білий кінь · d8 чорний слон · e8 чорна тура · f8 білий слон · a7 білий король · c7 білий пішак · e7 чорний пішак · h7 біла тура · c6 чорний король · f6 білий кінь · h5 біла тура · a4 білий пішак · c4 чорний пішак · f4 чорний пішак · d3 чорний пішак · e3 чорна тура · b2 білий пішак · g1 білий ферзь | c8 білий кінь · d8 чорний слон · e8 чорна тура · f8 білий слон · a7 білий король · c7 білий пішак · e7 чорний пішак · h7 біла тура · c6 чорний король · f6 білий кінь · h5 біла тура · a4 білий пішак · c4 чорний пішак · f4 чорний пішак · d3 чорний пішак · e3 чорна тура · b2 білий пішак · g1 білий ферзь | c8 білий кінь · d8 чорний слон · e8 чорна тура · f8 білий слон · a7 білий король · c7 білий пішак · e7 чорний пішак · h7 біла тура · c6 чорний король · f6 білий кінь · h5 біла тура · a4 білий пішак · c4 чорний пішак · f4 чорний пішак · d3 чорний пішак · e3 чорна тура · b2 білий пішак · g1 білий ферзь | c8 білий кінь · d8 чорний слон · e8 чорна тура · f8 білий слон · a7 білий король · c7 білий пішак · e7 чорний пішак · h7 біла тура · c6 чорний король · f6 білий кінь · h5 біла тура · a4 білий пішак · c4 чорний пішак · f4 чорний пішак · d3 чорний пішак · e3 чорна тура · b2 білий пішак · g1 білий ферзь | c8 білий кінь · d8 чорний слон · e8 чорна тура · f8 білий слон · a7 білий король · c7 білий пішак · e7 чорний пішак · h7 біла тура · c6 чорний король · f6 білий кінь · h5 біла тура · a4 білий пішак · c4 чорний пішак · f4 чорний пішак · d3 чорний пішак · e3 чорна тура · b2 білий пішак · g1 білий ферзь | c8 білий кінь · d8 чорний слон · e8 чорна тура · f8 білий слон · a7 білий король · c7 білий пішак · e7 чорний пішак · h7 біла тура · c6 чорний король · f6 білий кінь · h5 біла тура · a4 білий пішак · c4 чорний пішак · f4 чорний пішак · d3 чорний пішак · e3 чорна тура · b2 білий пішак · g1 білий ферзь | c8 білий кінь · d8 чорний слон · e8 чорна тура · f8 білий слон · a7 білий король · c7 білий пішак · e7 чорний пішак · h7 біла тура · c6 чорний король · f6 білий кінь · h5 біла тура · a4 білий пішак · c4 чорний пішак · f4 чорний пішак · d3 чорний пішак · e3 чорна тура · b2 білий пішак · g1 білий ферзь | 7 |
| 6 | c8 білий кінь · d8 чорний слон · e8 чорна тура · f8 білий слон · a7 білий король · c7 білий пішак · e7 чорний пішак · h7 біла тура · c6 чорний король · f6 білий кінь · h5 біла тура · a4 білий пішак · c4 чорний пішак · f4 чорний пішак · d3 чорний пішак · e3 чорна тура · b2 білий пішак · g1 білий ферзь | c8 білий кінь · d8 чорний слон · e8 чорна тура · f8 білий слон · a7 білий король · c7 білий пішак · e7 чорний пішак · h7 біла тура · c6 чорний король · f6 білий кінь · h5 біла тура · a4 білий пішак · c4 чорний пішак · f4 чорний пішак · d3 чорний пішак · e3 чорна тура · b2 білий пішак · g1 білий ферзь | c8 білий кінь · d8 чорний слон · e8 чорна тура · f8 білий слон · a7 білий король · c7 білий пішак · e7 чорний пішак · h7 біла тура · c6 чорний король · f6 білий кінь · h5 біла тура · a4 білий пішак · c4 чорний пішак · f4 чорний пішак · d3 чорний пішак · e3 чорна тура · b2 білий пішак · g1 білий ферзь | c8 білий кінь · d8 чорний слон · e8 чорна тура · f8 білий слон · a7 білий король · c7 білий пішак · e7 чорний пішак · h7 біла тура · c6 чорний король · f6 білий кінь · h5 біла тура · a4 білий пішак · c4 чорний пішак · f4 чорний пішак · d3 чорний пішак · e3 чорна тура · b2 білий пішак · g1 білий ферзь | c8 білий кінь · d8 чорний слон · e8 чорна тура · f8 білий слон · a7 білий король · c7 білий пішак · e7 чорний пішак · h7 біла тура · c6 чорний король · f6 білий кінь · h5 біла тура · a4 білий пішак · c4 чорний пішак · f4 чорний пішак · d3 чорний пішак · e3 чорна тура · b2 білий пішак · g1 білий ферзь | c8 білий кінь · d8 чорний слон · e8 чорна тура · f8 білий слон · a7 білий король · c7 білий пішак · e7 чорний пішак · h7 біла тура · c6 чорний король · f6 білий кінь · h5 біла тура · a4 білий пішак · c4 чорний пішак · f4 чорний пішак · d3 чорний пішак · e3 чорна тура · b2 білий пішак · g1 білий ферзь | c8 білий кінь · d8 чорний слон · e8 чорна тура · f8 білий слон · a7 білий король · c7 білий пішак · e7 чорний пішак · h7 біла тура · c6 чорний король · f6 білий кінь · h5 біла тура · a4 білий пішак · c4 чорний пішак · f4 чорний пішак · d3 чорний пішак · e3 чорна тура · b2 білий пішак · g1 білий ферзь | c8 білий кінь · d8 чорний слон · e8 чорна тура · f8 білий слон · a7 білий король · c7 білий пішак · e7 чорний пішак · h7 біла тура · c6 чорний король · f6 білий кінь · h5 біла тура · a4 білий пішак · c4 чорний пішак · f4 чорний пішак · d3 чорний пішак · e3 чорна тура · b2 білий пішак · g1 білий ферзь | 6 |
| 5 | c8 білий кінь · d8 чорний слон · e8 чорна тура · f8 білий слон · a7 білий король · c7 білий пішак · e7 чорний пішак · h7 біла тура · c6 чорний король · f6 білий кінь · h5 біла тура · a4 білий пішак · c4 чорний пішак · f4 чорний пішак · d3 чорний пішак · e3 чорна тура · b2 білий пішак · g1 білий ферзь | c8 білий кінь · d8 чорний слон · e8 чорна тура · f8 білий слон · a7 білий король · c7 білий пішак · e7 чорний пішак · h7 біла тура · c6 чорний король · f6 білий кінь · h5 біла тура · a4 білий пішак · c4 чорний пішак · f4 чорний пішак · d3 чорний пішак · e3 чорна тура · b2 білий пішак · g1 білий ферзь | c8 білий кінь · d8 чорний слон · e8 чорна тура · f8 білий слон · a7 білий король · c7 білий пішак · e7 чорний пішак · h7 біла тура · c6 чорний король · f6 білий кінь · h5 біла тура · a4 білий пішак · c4 чорний пішак · f4 чорний пішак · d3 чорний пішак · e3 чорна тура · b2 білий пішак · g1 білий ферзь | c8 білий кінь · d8 чорний слон · e8 чорна тура · f8 білий слон · a7 білий король · c7 білий пішак · e7 чорний пішак · h7 біла тура · c6 чорний король · f6 білий кінь · h5 біла тура · a4 білий пішак · c4 чорний пішак · f4 чорний пішак · d3 чорний пішак · e3 чорна тура · b2 білий пішак · g1 білий ферзь | c8 білий кінь · d8 чорний слон · e8 чорна тура · f8 білий слон · a7 білий король · c7 білий пішак · e7 чорний пішак · h7 біла тура · c6 чорний король · f6 білий кінь · h5 біла тура · a4 білий пішак · c4 чорний пішак · f4 чорний пішак · d3 чорний пішак · e3 чорна тура · b2 білий пішак · g1 білий ферзь | c8 білий кінь · d8 чорний слон · e8 чорна тура · f8 білий слон · a7 білий король · c7 білий пішак · e7 чорний пішак · h7 біла тура · c6 чорний король · f6 білий кінь · h5 біла тура · a4 білий пішак · c4 чорний пішак · f4 чорний пішак · d3 чорний пішак · e3 чорна тура · b2 білий пішак · g1 білий ферзь | c8 білий кінь · d8 чорний слон · e8 чорна тура · f8 білий слон · a7 білий король · c7 білий пішак · e7 чорний пішак · h7 біла тура · c6 чорний король · f6 білий кінь · h5 біла тура · a4 білий пішак · c4 чорний пішак · f4 чорний пішак · d3 чорний пішак · e3 чорна тура · b2 білий пішак · g1 білий ферзь | c8 білий кінь · d8 чорний слон · e8 чорна тура · f8 білий слон · a7 білий король · c7 білий пішак · e7 чорний пішак · h7 біла тура · c6 чорний король · f6 білий кінь · h5 біла тура · a4 білий пішак · c4 чорний пішак · f4 чорний пішак · d3 чорний пішак · e3 чорна тура · b2 білий пішак · g1 білий ферзь | 5 |
| 4 | c8 білий кінь · d8 чорний слон · e8 чорна тура · f8 білий слон · a7 білий король · c7 білий пішак · e7 чорний пішак · h7 біла тура · c6 чорний король · f6 білий кінь · h5 біла тура · a4 білий пішак · c4 чорний пішак · f4 чорний пішак · d3 чорний пішак · e3 чорна тура · b2 білий пішак · g1 білий ферзь | c8 білий кінь · d8 чорний слон · e8 чорна тура · f8 білий слон · a7 білий король · c7 білий пішак · e7 чорний пішак · h7 біла тура · c6 чорний король · f6 білий кінь · h5 біла тура · a4 білий пішак · c4 чорний пішак · f4 чорний пішак · d3 чорний пішак · e3 чорна тура · b2 білий пішак · g1 білий ферзь | c8 білий кінь · d8 чорний слон · e8 чорна тура · f8 білий слон · a7 білий король · c7 білий пішак · e7 чорний пішак · h7 біла тура · c6 чорний король · f6 білий кінь · h5 біла тура · a4 білий пішак · c4 чорний пішак · f4 чорний пішак · d3 чорний пішак · e3 чорна тура · b2 білий пішак · g1 білий ферзь | c8 білий кінь · d8 чорний слон · e8 чорна тура · f8 білий слон · a7 білий король · c7 білий пішак · e7 чорний пішак · h7 біла тура · c6 чорний король · f6 білий кінь · h5 біла тура · a4 білий пішак · c4 чорний пішак · f4 чорний пішак · d3 чорний пішак · e3 чорна тура · b2 білий пішак · g1 білий ферзь | c8 білий кінь · d8 чорний слон · e8 чорна тура · f8 білий слон · a7 білий король · c7 білий пішак · e7 чорний пішак · h7 біла тура · c6 чорний король · f6 білий кінь · h5 біла тура · a4 білий пішак · c4 чорний пішак · f4 чорний пішак · d3 чорний пішак · e3 чорна тура · b2 білий пішак · g1 білий ферзь | c8 білий кінь · d8 чорний слон · e8 чорна тура · f8 білий слон · a7 білий король · c7 білий пішак · e7 чорний пішак · h7 біла тура · c6 чорний король · f6 білий кінь · h5 біла тура · a4 білий пішак · c4 чорний пішак · f4 чорний пішак · d3 чорний пішак · e3 чорна тура · b2 білий пішак · g1 білий ферзь | c8 білий кінь · d8 чорний слон · e8 чорна тура · f8 білий слон · a7 білий король · c7 білий пішак · e7 чорний пішак · h7 біла тура · c6 чорний король · f6 білий кінь · h5 біла тура · a4 білий пішак · c4 чорний пішак · f4 чорний пішак · d3 чорний пішак · e3 чорна тура · b2 білий пішак · g1 білий ферзь | c8 білий кінь · d8 чорний слон · e8 чорна тура · f8 білий слон · a7 білий король · c7 білий пішак · e7 чорний пішак · h7 біла тура · c6 чорний король · f6 білий кінь · h5 біла тура · a4 білий пішак · c4 чорний пішак · f4 чорний пішак · d3 чорний пішак · e3 чорна тура · b2 білий пішак · g1 білий ферзь | 4 |
| 3 | c8 білий кінь · d8 чорний слон · e8 чорна тура · f8 білий слон · a7 білий король · c7 білий пішак · e7 чорний пішак · h7 біла тура · c6 чорний король · f6 білий кінь · h5 біла тура · a4 білий пішак · c4 чорний пішак · f4 чорний пішак · d3 чорний пішак · e3 чорна тура · b2 білий пішак · g1 білий ферзь | c8 білий кінь · d8 чорний слон · e8 чорна тура · f8 білий слон · a7 білий король · c7 білий пішак · e7 чорний пішак · h7 біла тура · c6 чорний король · f6 білий кінь · h5 біла тура · a4 білий пішак · c4 чорний пішак · f4 чорний пішак · d3 чорний пішак · e3 чорна тура · b2 білий пішак · g1 білий ферзь | c8 білий кінь · d8 чорний слон · e8 чорна тура · f8 білий слон · a7 білий король · c7 білий пішак · e7 чорний пішак · h7 біла тура · c6 чорний король · f6 білий кінь · h5 біла тура · a4 білий пішак · c4 чорний пішак · f4 чорний пішак · d3 чорний пішак · e3 чорна тура · b2 білий пішак · g1 білий ферзь | c8 білий кінь · d8 чорний слон · e8 чорна тура · f8 білий слон · a7 білий король · c7 білий пішак · e7 чорний пішак · h7 біла тура · c6 чорний король · f6 білий кінь · h5 біла тура · a4 білий пішак · c4 чорний пішак · f4 чорний пішак · d3 чорний пішак · e3 чорна тура · b2 білий пішак · g1 білий ферзь | c8 білий кінь · d8 чорний слон · e8 чорна тура · f8 білий слон · a7 білий король · c7 білий пішак · e7 чорний пішак · h7 біла тура · c6 чорний король · f6 білий кінь · h5 біла тура · a4 білий пішак · c4 чорний пішак · f4 чорний пішак · d3 чорний пішак · e3 чорна тура · b2 білий пішак · g1 білий ферзь | c8 білий кінь · d8 чорний слон · e8 чорна тура · f8 білий слон · a7 білий король · c7 білий пішак · e7 чорний пішак · h7 біла тура · c6 чорний король · f6 білий кінь · h5 біла тура · a4 білий пішак · c4 чорний пішак · f4 чорний пішак · d3 чорний пішак · e3 чорна тура · b2 білий пішак · g1 білий ферзь | c8 білий кінь · d8 чорний слон · e8 чорна тура · f8 білий слон · a7 білий король · c7 білий пішак · e7 чорний пішак · h7 біла тура · c6 чорний король · f6 білий кінь · h5 біла тура · a4 білий пішак · c4 чорний пішак · f4 чорний пішак · d3 чорний пішак · e3 чорна тура · b2 білий пішак · g1 білий ферзь | c8 білий кінь · d8 чорний слон · e8 чорна тура · f8 білий слон · a7 білий король · c7 білий пішак · e7 чорний пішак · h7 біла тура · c6 чорний король · f6 білий кінь · h5 біла тура · a4 білий пішак · c4 чорний пішак · f4 чорний пішак · d3 чорний пішак · e3 чорна тура · b2 білий пішак · g1 білий ферзь | 3 |
| 2 | c8 білий кінь · d8 чорний слон · e8 чорна тура · f8 білий слон · a7 білий король · c7 білий пішак · e7 чорний пішак · h7 біла тура · c6 чорний король · f6 білий кінь · h5 біла тура · a4 білий пішак · c4 чорний пішак · f4 чорний пішак · d3 чорний пішак · e3 чорна тура · b2 білий пішак · g1 білий ферзь | c8 білий кінь · d8 чорний слон · e8 чорна тура · f8 білий слон · a7 білий король · c7 білий пішак · e7 чорний пішак · h7 біла тура · c6 чорний король · f6 білий кінь · h5 біла тура · a4 білий пішак · c4 чорний пішак · f4 чорний пішак · d3 чорний пішак · e3 чорна тура · b2 білий пішак · g1 білий ферзь | c8 білий кінь · d8 чорний слон · e8 чорна тура · f8 білий слон · a7 білий король · c7 білий пішак · e7 чорний пішак · h7 біла тура · c6 чорний король · f6 білий кінь · h5 біла тура · a4 білий пішак · c4 чорний пішак · f4 чорний пішак · d3 чорний пішак · e3 чорна тура · b2 білий пішак · g1 білий ферзь | c8 білий кінь · d8 чорний слон · e8 чорна тура · f8 білий слон · a7 білий король · c7 білий пішак · e7 чорний пішак · h7 біла тура · c6 чорний король · f6 білий кінь · h5 біла тура · a4 білий пішак · c4 чорний пішак · f4 чорний пішак · d3 чорний пішак · e3 чорна тура · b2 білий пішак · g1 білий ферзь | c8 білий кінь · d8 чорний слон · e8 чорна тура · f8 білий слон · a7 білий король · c7 білий пішак · e7 чорний пішак · h7 біла тура · c6 чорний король · f6 білий кінь · h5 біла тура · a4 білий пішак · c4 чорний пішак · f4 чорний пішак · d3 чорний пішак · e3 чорна тура · b2 білий пішак · g1 білий ферзь | c8 білий кінь · d8 чорний слон · e8 чорна тура · f8 білий слон · a7 білий король · c7 білий пішак · e7 чорний пішак · h7 біла тура · c6 чорний король · f6 білий кінь · h5 біла тура · a4 білий пішак · c4 чорний пішак · f4 чорний пішак · d3 чорний пішак · e3 чорна тура · b2 білий пішак · g1 білий ферзь | c8 білий кінь · d8 чорний слон · e8 чорна тура · f8 білий слон · a7 білий король · c7 білий пішак · e7 чорний пішак · h7 біла тура · c6 чорний король · f6 білий кінь · h5 біла тура · a4 білий пішак · c4 чорний пішак · f4 чорний пішак · d3 чорний пішак · e3 чорна тура · b2 білий пішак · g1 білий ферзь | c8 білий кінь · d8 чорний слон · e8 чорна тура · f8 білий слон · a7 білий король · c7 білий пішак · e7 чорний пішак · h7 біла тура · c6 чорний король · f6 білий кінь · h5 біла тура · a4 білий пішак · c4 чорний пішак · f4 чорний пішак · d3 чорний пішак · e3 чорна тура · b2 білий пішак · g1 білий ферзь | 2 |
| 1 | c8 білий кінь · d8 чорний слон · e8 чорна тура · f8 білий слон · a7 білий король · c7 білий пішак · e7 чорний пішак · h7 біла тура · c6 чорний король · f6 білий кінь · h5 біла тура · a4 білий пішак · c4 чорний пішак · f4 чорний пішак · d3 чорний пішак · e3 чорна тура · b2 білий пішак · g1 білий ферзь | c8 білий кінь · d8 чорний слон · e8 чорна тура · f8 білий слон · a7 білий король · c7 білий пішак · e7 чорний пішак · h7 біла тура · c6 чорний король · f6 білий кінь · h5 біла тура · a4 білий пішак · c4 чорний пішак · f4 чорний пішак · d3 чорний пішак · e3 чорна тура · b2 білий пішак · g1 білий ферзь | c8 білий кінь · d8 чорний слон · e8 чорна тура · f8 білий слон · a7 білий король · c7 білий пішак · e7 чорний пішак · h7 біла тура · c6 чорний король · f6 білий кінь · h5 біла тура · a4 білий пішак · c4 чорний пішак · f4 чорний пішак · d3 чорний пішак · e3 чорна тура · b2 білий пішак · g1 білий ферзь | c8 білий кінь · d8 чорний слон · e8 чорна тура · f8 білий слон · a7 білий король · c7 білий пішак · e7 чорний пішак · h7 біла тура · c6 чорний король · f6 білий кінь · h5 біла тура · a4 білий пішак · c4 чорний пішак · f4 чорний пішак · d3 чорний пішак · e3 чорна тура · b2 білий пішак · g1 білий ферзь | c8 білий кінь · d8 чорний слон · e8 чорна тура · f8 білий слон · a7 білий король · c7 білий пішак · e7 чорний пішак · h7 біла тура · c6 чорний король · f6 білий кінь · h5 біла тура · a4 білий пішак · c4 чорний пішак · f4 чорний пішак · d3 чорний пішак · e3 чорна тура · b2 білий пішак · g1 білий ферзь | c8 білий кінь · d8 чорний слон · e8 чорна тура · f8 білий слон · a7 білий король · c7 білий пішак · e7 чорний пішак · h7 біла тура · c6 чорний король · f6 білий кінь · h5 біла тура · a4 білий пішак · c4 чорний пішак · f4 чорний пішак · d3 чорний пішак · e3 чорна тура · b2 білий пішак · g1 білий ферзь | c8 білий кінь · d8 чорний слон · e8 чорна тура · f8 білий слон · a7 білий король · c7 білий пішак · e7 чорний пішак · h7 біла тура · c6 чорний король · f6 білий кінь · h5 біла тура · a4 білий пішак · c4 чорний пішак · f4 чорний пішак · d3 чорний пішак · e3 чорна тура · b2 білий пішак · g1 білий ферзь | c8 білий кінь · d8 чорний слон · e8 чорна тура · f8 білий слон · a7 білий король · c7 білий пішак · e7 чорний пішак · h7 біла тура · c6 чорний король · f6 білий кінь · h5 біла тура · a4 білий пішак · c4 чорний пішак · f4 чорний пішак · d3 чорний пішак · e3 чорна тура · b2 білий пішак · g1 білий ферзь | 1 |
|   | a | b | c | d | e | f | g | h |   |

FEN: 2NbrB2/K1P1p2R/2k2N2/7R/P1p2p2/3pr3/1P6/6Q1
1.Qg5? ~ 2. Qc5#,   1. … e5!, 1. … Re5!
1. b4! ~ 2. Rc5#
1. … e5 2. b5#
- — - — - — -
1. … Re5   2. Qb6#
1. … cb3 (e.p.) 2. Qc1#
Дебют Сокольского: перший хід білих і чорних, матуючий хід відповідає першим ходам названого дебюту.
|   | a | b | c | d | e | f | g | h |   |
| 8 | c8 чорний слон · g8 білий слон · c7 чорний пішак · g7 чорний пішак · a5 чорна тура · d5 білий кінь · g5 білий король · a4 чорна тура · e4 чорний король · f4 білий слон · e3 білий пішак · f3 чорний пішак · a2 чорний пішак · b2 чорний пішак · c2 білий пішак · d2 біла тура · a1 чорний кінь · c1 білий ферзь | c8 чорний слон · g8 білий слон · c7 чорний пішак · g7 чорний пішак · a5 чорна тура · d5 білий кінь · g5 білий король · a4 чорна тура · e4 чорний король · f4 білий слон · e3 білий пішак · f3 чорний пішак · a2 чорний пішак · b2 чорний пішак · c2 білий пішак · d2 біла тура · a1 чорний кінь · c1 білий ферзь | c8 чорний слон · g8 білий слон · c7 чорний пішак · g7 чорний пішак · a5 чорна тура · d5 білий кінь · g5 білий король · a4 чорна тура · e4 чорний король · f4 білий слон · e3 білий пішак · f3 чорний пішак · a2 чорний пішак · b2 чорний пішак · c2 білий пішак · d2 біла тура · a1 чорний кінь · c1 білий ферзь | c8 чорний слон · g8 білий слон · c7 чорний пішак · g7 чорний пішак · a5 чорна тура · d5 білий кінь · g5 білий король · a4 чорна тура · e4 чорний король · f4 білий слон · e3 білий пішак · f3 чорний пішак · a2 чорний пішак · b2 чорний пішак · c2 білий пішак · d2 біла тура · a1 чорний кінь · c1 білий ферзь | c8 чорний слон · g8 білий слон · c7 чорний пішак · g7 чорний пішак · a5 чорна тура · d5 білий кінь · g5 білий король · a4 чорна тура · e4 чорний король · f4 білий слон · e3 білий пішак · f3 чорний пішак · a2 чорний пішак · b2 чорний пішак · c2 білий пішак · d2 біла тура · a1 чорний кінь · c1 білий ферзь | c8 чорний слон · g8 білий слон · c7 чорний пішак · g7 чорний пішак · a5 чорна тура · d5 білий кінь · g5 білий король · a4 чорна тура · e4 чорний король · f4 білий слон · e3 білий пішак · f3 чорний пішак · a2 чорний пішак · b2 чорний пішак · c2 білий пішак · d2 біла тура · a1 чорний кінь · c1 білий ферзь | c8 чорний слон · g8 білий слон · c7 чорний пішак · g7 чорний пішак · a5 чорна тура · d5 білий кінь · g5 білий король · a4 чорна тура · e4 чорний король · f4 білий слон · e3 білий пішак · f3 чорний пішак · a2 чорний пішак · b2 чорний пішак · c2 білий пішак · d2 біла тура · a1 чорний кінь · c1 білий ферзь | c8 чорний слон · g8 білий слон · c7 чорний пішак · g7 чорний пішак · a5 чорна тура · d5 білий кінь · g5 білий король · a4 чорна тура · e4 чорний король · f4 білий слон · e3 білий пішак · f3 чорний пішак · a2 чорний пішак · b2 чорний пішак · c2 білий пішак · d2 біла тура · a1 чорний кінь · c1 білий ферзь | 8 |
| 7 | c8 чорний слон · g8 білий слон · c7 чорний пішак · g7 чорний пішак · a5 чорна тура · d5 білий кінь · g5 білий король · a4 чорна тура · e4 чорний король · f4 білий слон · e3 білий пішак · f3 чорний пішак · a2 чорний пішак · b2 чорний пішак · c2 білий пішак · d2 біла тура · a1 чорний кінь · c1 білий ферзь | c8 чорний слон · g8 білий слон · c7 чорний пішак · g7 чорний пішак · a5 чорна тура · d5 білий кінь · g5 білий король · a4 чорна тура · e4 чорний король · f4 білий слон · e3 білий пішак · f3 чорний пішак · a2 чорний пішак · b2 чорний пішак · c2 білий пішак · d2 біла тура · a1 чорний кінь · c1 білий ферзь | c8 чорний слон · g8 білий слон · c7 чорний пішак · g7 чорний пішак · a5 чорна тура · d5 білий кінь · g5 білий король · a4 чорна тура · e4 чорний король · f4 білий слон · e3 білий пішак · f3 чорний пішак · a2 чорний пішак · b2 чорний пішак · c2 білий пішак · d2 біла тура · a1 чорний кінь · c1 білий ферзь | c8 чорний слон · g8 білий слон · c7 чорний пішак · g7 чорний пішак · a5 чорна тура · d5 білий кінь · g5 білий король · a4 чорна тура · e4 чорний король · f4 білий слон · e3 білий пішак · f3 чорний пішак · a2 чорний пішак · b2 чорний пішак · c2 білий пішак · d2 біла тура · a1 чорний кінь · c1 білий ферзь | c8 чорний слон · g8 білий слон · c7 чорний пішак · g7 чорний пішак · a5 чорна тура · d5 білий кінь · g5 білий король · a4 чорна тура · e4 чорний король · f4 білий слон · e3 білий пішак · f3 чорний пішак · a2 чорний пішак · b2 чорний пішак · c2 білий пішак · d2 біла тура · a1 чорний кінь · c1 білий ферзь | c8 чорний слон · g8 білий слон · c7 чорний пішак · g7 чорний пішак · a5 чорна тура · d5 білий кінь · g5 білий король · a4 чорна тура · e4 чорний король · f4 білий слон · e3 білий пішак · f3 чорний пішак · a2 чорний пішак · b2 чорний пішак · c2 білий пішак · d2 біла тура · a1 чорний кінь · c1 білий ферзь | c8 чорний слон · g8 білий слон · c7 чорний пішак · g7 чорний пішак · a5 чорна тура · d5 білий кінь · g5 білий король · a4 чорна тура · e4 чорний король · f4 білий слон · e3 білий пішак · f3 чорний пішак · a2 чорний пішак · b2 чорний пішак · c2 білий пішак · d2 біла тура · a1 чорний кінь · c1 білий ферзь | c8 чорний слон · g8 білий слон · c7 чорний пішак · g7 чорний пішак · a5 чорна тура · d5 білий кінь · g5 білий король · a4 чорна тура · e4 чорний король · f4 білий слон · e3 білий пішак · f3 чорний пішак · a2 чорний пішак · b2 чорний пішак · c2 білий пішак · d2 біла тура · a1 чорний кінь · c1 білий ферзь | 7 |
| 6 | c8 чорний слон · g8 білий слон · c7 чорний пішак · g7 чорний пішак · a5 чорна тура · d5 білий кінь · g5 білий король · a4 чорна тура · e4 чорний король · f4 білий слон · e3 білий пішак · f3 чорний пішак · a2 чорний пішак · b2 чорний пішак · c2 білий пішак · d2 біла тура · a1 чорний кінь · c1 білий ферзь | c8 чорний слон · g8 білий слон · c7 чорний пішак · g7 чорний пішак · a5 чорна тура · d5 білий кінь · g5 білий король · a4 чорна тура · e4 чорний король · f4 білий слон · e3 білий пішак · f3 чорний пішак · a2 чорний пішак · b2 чорний пішак · c2 білий пішак · d2 біла тура · a1 чорний кінь · c1 білий ферзь | c8 чорний слон · g8 білий слон · c7 чорний пішак · g7 чорний пішак · a5 чорна тура · d5 білий кінь · g5 білий король · a4 чорна тура · e4 чорний король · f4 білий слон · e3 білий пішак · f3 чорний пішак · a2 чорний пішак · b2 чорний пішак · c2 білий пішак · d2 біла тура · a1 чорний кінь · c1 білий ферзь | c8 чорний слон · g8 білий слон · c7 чорний пішак · g7 чорний пішак · a5 чорна тура · d5 білий кінь · g5 білий король · a4 чорна тура · e4 чорний король · f4 білий слон · e3 білий пішак · f3 чорний пішак · a2 чорний пішак · b2 чорний пішак · c2 білий пішак · d2 біла тура · a1 чорний кінь · c1 білий ферзь | c8 чорний слон · g8 білий слон · c7 чорний пішак · g7 чорний пішак · a5 чорна тура · d5 білий кінь · g5 білий король · a4 чорна тура · e4 чорний король · f4 білий слон · e3 білий пішак · f3 чорний пішак · a2 чорний пішак · b2 чорний пішак · c2 білий пішак · d2 біла тура · a1 чорний кінь · c1 білий ферзь | c8 чорний слон · g8 білий слон · c7 чорний пішак · g7 чорний пішак · a5 чорна тура · d5 білий кінь · g5 білий король · a4 чорна тура · e4 чорний король · f4 білий слон · e3 білий пішак · f3 чорний пішак · a2 чорний пішак · b2 чорний пішак · c2 білий пішак · d2 біла тура · a1 чорний кінь · c1 білий ферзь | c8 чорний слон · g8 білий слон · c7 чорний пішак · g7 чорний пішак · a5 чорна тура · d5 білий кінь · g5 білий король · a4 чорна тура · e4 чорний король · f4 білий слон · e3 білий пішак · f3 чорний пішак · a2 чорний пішак · b2 чорний пішак · c2 білий пішак · d2 біла тура · a1 чорний кінь · c1 білий ферзь | c8 чорний слон · g8 білий слон · c7 чорний пішак · g7 чорний пішак · a5 чорна тура · d5 білий кінь · g5 білий король · a4 чорна тура · e4 чорний король · f4 білий слон · e3 білий пішак · f3 чорний пішак · a2 чорний пішак · b2 чорний пішак · c2 білий пішак · d2 біла тура · a1 чорний кінь · c1 білий ферзь | 6 |
| 5 | c8 чорний слон · g8 білий слон · c7 чорний пішак · g7 чорний пішак · a5 чорна тура · d5 білий кінь · g5 білий король · a4 чорна тура · e4 чорний король · f4 білий слон · e3 білий пішак · f3 чорний пішак · a2 чорний пішак · b2 чорний пішак · c2 білий пішак · d2 біла тура · a1 чорний кінь · c1 білий ферзь | c8 чорний слон · g8 білий слон · c7 чорний пішак · g7 чорний пішак · a5 чорна тура · d5 білий кінь · g5 білий король · a4 чорна тура · e4 чорний король · f4 білий слон · e3 білий пішак · f3 чорний пішак · a2 чорний пішак · b2 чорний пішак · c2 білий пішак · d2 біла тура · a1 чорний кінь · c1 білий ферзь | c8 чорний слон · g8 білий слон · c7 чорний пішак · g7 чорний пішак · a5 чорна тура · d5 білий кінь · g5 білий король · a4 чорна тура · e4 чорний король · f4 білий слон · e3 білий пішак · f3 чорний пішак · a2 чорний пішак · b2 чорний пішак · c2 білий пішак · d2 біла тура · a1 чорний кінь · c1 білий ферзь | c8 чорний слон · g8 білий слон · c7 чорний пішак · g7 чорний пішак · a5 чорна тура · d5 білий кінь · g5 білий король · a4 чорна тура · e4 чорний король · f4 білий слон · e3 білий пішак · f3 чорний пішак · a2 чорний пішак · b2 чорний пішак · c2 білий пішак · d2 біла тура · a1 чорний кінь · c1 білий ферзь | c8 чорний слон · g8 білий слон · c7 чорний пішак · g7 чорний пішак · a5 чорна тура · d5 білий кінь · g5 білий король · a4 чорна тура · e4 чорний король · f4 білий слон · e3 білий пішак · f3 чорний пішак · a2 чорний пішак · b2 чорний пішак · c2 білий пішак · d2 біла тура · a1 чорний кінь · c1 білий ферзь | c8 чорний слон · g8 білий слон · c7 чорний пішак · g7 чорний пішак · a5 чорна тура · d5 білий кінь · g5 білий король · a4 чорна тура · e4 чорний король · f4 білий слон · e3 білий пішак · f3 чорний пішак · a2 чорний пішак · b2 чорний пішак · c2 білий пішак · d2 біла тура · a1 чорний кінь · c1 білий ферзь | c8 чорний слон · g8 білий слон · c7 чорний пішак · g7 чорний пішак · a5 чорна тура · d5 білий кінь · g5 білий король · a4 чорна тура · e4 чорний король · f4 білий слон · e3 білий пішак · f3 чорний пішак · a2 чорний пішак · b2 чорний пішак · c2 білий пішак · d2 біла тура · a1 чорний кінь · c1 білий ферзь | c8 чорний слон · g8 білий слон · c7 чорний пішак · g7 чорний пішак · a5 чорна тура · d5 білий кінь · g5 білий король · a4 чорна тура · e4 чорний король · f4 білий слон · e3 білий пішак · f3 чорний пішак · a2 чорний пішак · b2 чорний пішак · c2 білий пішак · d2 біла тура · a1 чорний кінь · c1 білий ферзь | 5 |
| 4 | c8 чорний слон · g8 білий слон · c7 чорний пішак · g7 чорний пішак · a5 чорна тура · d5 білий кінь · g5 білий король · a4 чорна тура · e4 чорний король · f4 білий слон · e3 білий пішак · f3 чорний пішак · a2 чорний пішак · b2 чорний пішак · c2 білий пішак · d2 біла тура · a1 чорний кінь · c1 білий ферзь | c8 чорний слон · g8 білий слон · c7 чорний пішак · g7 чорний пішак · a5 чорна тура · d5 білий кінь · g5 білий король · a4 чорна тура · e4 чорний король · f4 білий слон · e3 білий пішак · f3 чорний пішак · a2 чорний пішак · b2 чорний пішак · c2 білий пішак · d2 біла тура · a1 чорний кінь · c1 білий ферзь | c8 чорний слон · g8 білий слон · c7 чорний пішак · g7 чорний пішак · a5 чорна тура · d5 білий кінь · g5 білий король · a4 чорна тура · e4 чорний король · f4 білий слон · e3 білий пішак · f3 чорний пішак · a2 чорний пішак · b2 чорний пішак · c2 білий пішак · d2 біла тура · a1 чорний кінь · c1 білий ферзь | c8 чорний слон · g8 білий слон · c7 чорний пішак · g7 чорний пішак · a5 чорна тура · d5 білий кінь · g5 білий король · a4 чорна тура · e4 чорний король · f4 білий слон · e3 білий пішак · f3 чорний пішак · a2 чорний пішак · b2 чорний пішак · c2 білий пішак · d2 біла тура · a1 чорний кінь · c1 білий ферзь | c8 чорний слон · g8 білий слон · c7 чорний пішак · g7 чорний пішак · a5 чорна тура · d5 білий кінь · g5 білий король · a4 чорна тура · e4 чорний король · f4 білий слон · e3 білий пішак · f3 чорний пішак · a2 чорний пішак · b2 чорний пішак · c2 білий пішак · d2 біла тура · a1 чорний кінь · c1 білий ферзь | c8 чорний слон · g8 білий слон · c7 чорний пішак · g7 чорний пішак · a5 чорна тура · d5 білий кінь · g5 білий король · a4 чорна тура · e4 чорний король · f4 білий слон · e3 білий пішак · f3 чорний пішак · a2 чорний пішак · b2 чорний пішак · c2 білий пішак · d2 біла тура · a1 чорний кінь · c1 білий ферзь | c8 чорний слон · g8 білий слон · c7 чорний пішак · g7 чорний пішак · a5 чорна тура · d5 білий кінь · g5 білий король · a4 чорна тура · e4 чорний король · f4 білий слон · e3 білий пішак · f3 чорний пішак · a2 чорний пішак · b2 чорний пішак · c2 білий пішак · d2 біла тура · a1 чорний кінь · c1 білий ферзь | c8 чорний слон · g8 білий слон · c7 чорний пішак · g7 чорний пішак · a5 чорна тура · d5 білий кінь · g5 білий король · a4 чорна тура · e4 чорний король · f4 білий слон · e3 білий пішак · f3 чорний пішак · a2 чорний пішак · b2 чорний пішак · c2 білий пішак · d2 біла тура · a1 чорний кінь · c1 білий ферзь | 4 |
| 3 | c8 чорний слон · g8 білий слон · c7 чорний пішак · g7 чорний пішак · a5 чорна тура · d5 білий кінь · g5 білий король · a4 чорна тура · e4 чорний король · f4 білий слон · e3 білий пішак · f3 чорний пішак · a2 чорний пішак · b2 чорний пішак · c2 білий пішак · d2 біла тура · a1 чорний кінь · c1 білий ферзь | c8 чорний слон · g8 білий слон · c7 чорний пішак · g7 чорний пішак · a5 чорна тура · d5 білий кінь · g5 білий король · a4 чорна тура · e4 чорний король · f4 білий слон · e3 білий пішак · f3 чорний пішак · a2 чорний пішак · b2 чорний пішак · c2 білий пішак · d2 біла тура · a1 чорний кінь · c1 білий ферзь | c8 чорний слон · g8 білий слон · c7 чорний пішак · g7 чорний пішак · a5 чорна тура · d5 білий кінь · g5 білий король · a4 чорна тура · e4 чорний король · f4 білий слон · e3 білий пішак · f3 чорний пішак · a2 чорний пішак · b2 чорний пішак · c2 білий пішак · d2 біла тура · a1 чорний кінь · c1 білий ферзь | c8 чорний слон · g8 білий слон · c7 чорний пішак · g7 чорний пішак · a5 чорна тура · d5 білий кінь · g5 білий король · a4 чорна тура · e4 чорний король · f4 білий слон · e3 білий пішак · f3 чорний пішак · a2 чорний пішак · b2 чорний пішак · c2 білий пішак · d2 біла тура · a1 чорний кінь · c1 білий ферзь | c8 чорний слон · g8 білий слон · c7 чорний пішак · g7 чорний пішак · a5 чорна тура · d5 білий кінь · g5 білий король · a4 чорна тура · e4 чорний король · f4 білий слон · e3 білий пішак · f3 чорний пішак · a2 чорний пішак · b2 чорний пішак · c2 білий пішак · d2 біла тура · a1 чорний кінь · c1 білий ферзь | c8 чорний слон · g8 білий слон · c7 чорний пішак · g7 чорний пішак · a5 чорна тура · d5 білий кінь · g5 білий король · a4 чорна тура · e4 чорний король · f4 білий слон · e3 білий пішак · f3 чорний пішак · a2 чорний пішак · b2 чорний пішак · c2 білий пішак · d2 біла тура · a1 чорний кінь · c1 білий ферзь | c8 чорний слон · g8 білий слон · c7 чорний пішак · g7 чорний пішак · a5 чорна тура · d5 білий кінь · g5 білий король · a4 чорна тура · e4 чорний король · f4 білий слон · e3 білий пішак · f3 чорний пішак · a2 чорний пішак · b2 чорний пішак · c2 білий пішак · d2 біла тура · a1 чорний кінь · c1 білий ферзь | c8 чорний слон · g8 білий слон · c7 чорний пішак · g7 чорний пішак · a5 чорна тура · d5 білий кінь · g5 білий король · a4 чорна тура · e4 чорний король · f4 білий слон · e3 білий пішак · f3 чорний пішак · a2 чорний пішак · b2 чорний пішак · c2 білий пішак · d2 біла тура · a1 чорний кінь · c1 білий ферзь | 3 |
| 2 | c8 чорний слон · g8 білий слон · c7 чорний пішак · g7 чорний пішак · a5 чорна тура · d5 білий кінь · g5 білий король · a4 чорна тура · e4 чорний король · f4 білий слон · e3 білий пішак · f3 чорний пішак · a2 чорний пішак · b2 чорний пішак · c2 білий пішак · d2 біла тура · a1 чорний кінь · c1 білий ферзь | c8 чорний слон · g8 білий слон · c7 чорний пішак · g7 чорний пішак · a5 чорна тура · d5 білий кінь · g5 білий король · a4 чорна тура · e4 чорний король · f4 білий слон · e3 білий пішак · f3 чорний пішак · a2 чорний пішак · b2 чорний пішак · c2 білий пішак · d2 біла тура · a1 чорний кінь · c1 білий ферзь | c8 чорний слон · g8 білий слон · c7 чорний пішак · g7 чорний пішак · a5 чорна тура · d5 білий кінь · g5 білий король · a4 чорна тура · e4 чорний король · f4 білий слон · e3 білий пішак · f3 чорний пішак · a2 чорний пішак · b2 чорний пішак · c2 білий пішак · d2 біла тура · a1 чорний кінь · c1 білий ферзь | c8 чорний слон · g8 білий слон · c7 чорний пішак · g7 чорний пішак · a5 чорна тура · d5 білий кінь · g5 білий король · a4 чорна тура · e4 чорний король · f4 білий слон · e3 білий пішак · f3 чорний пішак · a2 чорний пішак · b2 чорний пішак · c2 білий пішак · d2 біла тура · a1 чорний кінь · c1 білий ферзь | c8 чорний слон · g8 білий слон · c7 чорний пішак · g7 чорний пішак · a5 чорна тура · d5 білий кінь · g5 білий король · a4 чорна тура · e4 чорний король · f4 білий слон · e3 білий пішак · f3 чорний пішак · a2 чорний пішак · b2 чорний пішак · c2 білий пішак · d2 біла тура · a1 чорний кінь · c1 білий ферзь | c8 чорний слон · g8 білий слон · c7 чорний пішак · g7 чорний пішак · a5 чорна тура · d5 білий кінь · g5 білий король · a4 чорна тура · e4 чорний король · f4 білий слон · e3 білий пішак · f3 чорний пішак · a2 чорний пішак · b2 чорний пішак · c2 білий пішак · d2 біла тура · a1 чорний кінь · c1 білий ферзь | c8 чорний слон · g8 білий слон · c7 чорний пішак · g7 чорний пішак · a5 чорна тура · d5 білий кінь · g5 білий король · a4 чорна тура · e4 чорний король · f4 білий слон · e3 білий пішак · f3 чорний пішак · a2 чорний пішак · b2 чорний пішак · c2 білий пішак · d2 біла тура · a1 чорний кінь · c1 білий ферзь | c8 чорний слон · g8 білий слон · c7 чорний пішак · g7 чорний пішак · a5 чорна тура · d5 білий кінь · g5 білий король · a4 чорна тура · e4 чорний король · f4 білий слон · e3 білий пішак · f3 чорний пішак · a2 чорний пішак · b2 чорний пішак · c2 білий пішак · d2 біла тура · a1 чорний кінь · c1 білий ферзь | 2 |
| 1 | c8 чорний слон · g8 білий слон · c7 чорний пішак · g7 чорний пішак · a5 чорна тура · d5 білий кінь · g5 білий король · a4 чорна тура · e4 чорний король · f4 білий слон · e3 білий пішак · f3 чорний пішак · a2 чорний пішак · b2 чорний пішак · c2 білий пішак · d2 біла тура · a1 чорний кінь · c1 білий ферзь | c8 чорний слон · g8 білий слон · c7 чорний пішак · g7 чорний пішак · a5 чорна тура · d5 білий кінь · g5 білий король · a4 чорна тура · e4 чорний король · f4 білий слон · e3 білий пішак · f3 чорний пішак · a2 чорний пішак · b2 чорний пішак · c2 білий пішак · d2 біла тура · a1 чорний кінь · c1 білий ферзь | c8 чорний слон · g8 білий слон · c7 чорний пішак · g7 чорний пішак · a5 чорна тура · d5 білий кінь · g5 білий король · a4 чорна тура · e4 чорний король · f4 білий слон · e3 білий пішак · f3 чорний пішак · a2 чорний пішак · b2 чорний пішак · c2 білий пішак · d2 біла тура · a1 чорний кінь · c1 білий ферзь | c8 чорний слон · g8 білий слон · c7 чорний пішак · g7 чорний пішак · a5 чорна тура · d5 білий кінь · g5 білий король · a4 чорна тура · e4 чорний король · f4 білий слон · e3 білий пішак · f3 чорний пішак · a2 чорний пішак · b2 чорний пішак · c2 білий пішак · d2 біла тура · a1 чорний кінь · c1 білий ферзь | c8 чорний слон · g8 білий слон · c7 чорний пішак · g7 чорний пішак · a5 чорна тура · d5 білий кінь · g5 білий король · a4 чорна тура · e4 чорний король · f4 білий слон · e3 білий пішак · f3 чорний пішак · a2 чорний пішак · b2 чорний пішак · c2 білий пішак · d2 біла тура · a1 чорний кінь · c1 білий ферзь | c8 чорний слон · g8 білий слон · c7 чорний пішак · g7 чорний пішак · a5 чорна тура · d5 білий кінь · g5 білий король · a4 чорна тура · e4 чорний король · f4 білий слон · e3 білий пішак · f3 чорний пішак · a2 чорний пішак · b2 чорний пішак · c2 білий пішак · d2 біла тура · a1 чорний кінь · c1 білий ферзь | c8 чорний слон · g8 білий слон · c7 чорний пішак · g7 чорний пішак · a5 чорна тура · d5 білий кінь · g5 білий король · a4 чорна тура · e4 чорний король · f4 білий слон · e3 білий пішак · f3 чорний пішак · a2 чорний пішак · b2 чорний пішак · c2 білий пішак · d2 біла тура · a1 чорний кінь · c1 білий ферзь | c8 чорний слон · g8 білий слон · c7 чорний пішак · g7 чорний пішак · a5 чорна тура · d5 білий кінь · g5 білий король · a4 чорна тура · e4 чорний король · f4 білий слон · e3 білий пішак · f3 чорний пішак · a2 чорний пішак · b2 чорний пішак · c2 білий пішак · d2 біла тура · a1 чорний кінь · c1 білий ферзь | 1 |
|   | a | b | c | d | e | f | g | h |   |

FEN: 2b3B1/2p3p1/8/r2N2K1/r3kB2/4Pp2/ppPR4/n1Q5
1. c4! ~ 2. Rd4#
1. … c5 2. Sc3#
- — - — - — -
1. … Rxc4 2. Qxc4#
1. … Sb3 2. Qc2#
1. … f2   2. Qh1#
1. … Rxd5+ 2. Bxd5#
Вступний хід білих, захист чорних і матуючий хід відповідають ходам дебюту, який має назву англійський початок.
|   | a | b | c | d | e | f | g | h |   |
| 8 | b8 білий слон · g8 білий слон · a7 білий ферзь · b7 білий король · d7 чорний пішак · e7 чорний пішак · f7 чорний пішак · d6 чорний пішак · e6 білий пішак · d5 чорний король · e5 білий пішак · g4 білий пішак · a3 чорний слон · b2 білий кінь · c2 білий пішак · d2 білий пішак · d1 біла тура · e1 біла тура | b8 білий слон · g8 білий слон · a7 білий ферзь · b7 білий король · d7 чорний пішак · e7 чорний пішак · f7 чорний пішак · d6 чорний пішак · e6 білий пішак · d5 чорний король · e5 білий пішак · g4 білий пішак · a3 чорний слон · b2 білий кінь · c2 білий пішак · d2 білий пішак · d1 біла тура · e1 біла тура | b8 білий слон · g8 білий слон · a7 білий ферзь · b7 білий король · d7 чорний пішак · e7 чорний пішак · f7 чорний пішак · d6 чорний пішак · e6 білий пішак · d5 чорний король · e5 білий пішак · g4 білий пішак · a3 чорний слон · b2 білий кінь · c2 білий пішак · d2 білий пішак · d1 біла тура · e1 біла тура | b8 білий слон · g8 білий слон · a7 білий ферзь · b7 білий король · d7 чорний пішак · e7 чорний пішак · f7 чорний пішак · d6 чорний пішак · e6 білий пішак · d5 чорний король · e5 білий пішак · g4 білий пішак · a3 чорний слон · b2 білий кінь · c2 білий пішак · d2 білий пішак · d1 біла тура · e1 біла тура | b8 білий слон · g8 білий слон · a7 білий ферзь · b7 білий король · d7 чорний пішак · e7 чорний пішак · f7 чорний пішак · d6 чорний пішак · e6 білий пішак · d5 чорний король · e5 білий пішак · g4 білий пішак · a3 чорний слон · b2 білий кінь · c2 білий пішак · d2 білий пішак · d1 біла тура · e1 біла тура | b8 білий слон · g8 білий слон · a7 білий ферзь · b7 білий король · d7 чорний пішак · e7 чорний пішак · f7 чорний пішак · d6 чорний пішак · e6 білий пішак · d5 чорний король · e5 білий пішак · g4 білий пішак · a3 чорний слон · b2 білий кінь · c2 білий пішак · d2 білий пішак · d1 біла тура · e1 біла тура | b8 білий слон · g8 білий слон · a7 білий ферзь · b7 білий король · d7 чорний пішак · e7 чорний пішак · f7 чорний пішак · d6 чорний пішак · e6 білий пішак · d5 чорний король · e5 білий пішак · g4 білий пішак · a3 чорний слон · b2 білий кінь · c2 білий пішак · d2 білий пішак · d1 біла тура · e1 біла тура | b8 білий слон · g8 білий слон · a7 білий ферзь · b7 білий король · d7 чорний пішак · e7 чорний пішак · f7 чорний пішак · d6 чорний пішак · e6 білий пішак · d5 чорний король · e5 білий пішак · g4 білий пішак · a3 чорний слон · b2 білий кінь · c2 білий пішак · d2 білий пішак · d1 біла тура · e1 біла тура | 8 |
| 7 | b8 білий слон · g8 білий слон · a7 білий ферзь · b7 білий король · d7 чорний пішак · e7 чорний пішак · f7 чорний пішак · d6 чорний пішак · e6 білий пішак · d5 чорний король · e5 білий пішак · g4 білий пішак · a3 чорний слон · b2 білий кінь · c2 білий пішак · d2 білий пішак · d1 біла тура · e1 біла тура | b8 білий слон · g8 білий слон · a7 білий ферзь · b7 білий король · d7 чорний пішак · e7 чорний пішак · f7 чорний пішак · d6 чорний пішак · e6 білий пішак · d5 чорний король · e5 білий пішак · g4 білий пішак · a3 чорний слон · b2 білий кінь · c2 білий пішак · d2 білий пішак · d1 біла тура · e1 біла тура | b8 білий слон · g8 білий слон · a7 білий ферзь · b7 білий король · d7 чорний пішак · e7 чорний пішак · f7 чорний пішак · d6 чорний пішак · e6 білий пішак · d5 чорний король · e5 білий пішак · g4 білий пішак · a3 чорний слон · b2 білий кінь · c2 білий пішак · d2 білий пішак · d1 біла тура · e1 біла тура | b8 білий слон · g8 білий слон · a7 білий ферзь · b7 білий король · d7 чорний пішак · e7 чорний пішак · f7 чорний пішак · d6 чорний пішак · e6 білий пішак · d5 чорний король · e5 білий пішак · g4 білий пішак · a3 чорний слон · b2 білий кінь · c2 білий пішак · d2 білий пішак · d1 біла тура · e1 біла тура | b8 білий слон · g8 білий слон · a7 білий ферзь · b7 білий король · d7 чорний пішак · e7 чорний пішак · f7 чорний пішак · d6 чорний пішак · e6 білий пішак · d5 чорний король · e5 білий пішак · g4 білий пішак · a3 чорний слон · b2 білий кінь · c2 білий пішак · d2 білий пішак · d1 біла тура · e1 біла тура | b8 білий слон · g8 білий слон · a7 білий ферзь · b7 білий король · d7 чорний пішак · e7 чорний пішак · f7 чорний пішак · d6 чорний пішак · e6 білий пішак · d5 чорний король · e5 білий пішак · g4 білий пішак · a3 чорний слон · b2 білий кінь · c2 білий пішак · d2 білий пішак · d1 біла тура · e1 біла тура | b8 білий слон · g8 білий слон · a7 білий ферзь · b7 білий король · d7 чорний пішак · e7 чорний пішак · f7 чорний пішак · d6 чорний пішак · e6 білий пішак · d5 чорний король · e5 білий пішак · g4 білий пішак · a3 чорний слон · b2 білий кінь · c2 білий пішак · d2 білий пішак · d1 біла тура · e1 біла тура | b8 білий слон · g8 білий слон · a7 білий ферзь · b7 білий король · d7 чорний пішак · e7 чорний пішак · f7 чорний пішак · d6 чорний пішак · e6 білий пішак · d5 чорний король · e5 білий пішак · g4 білий пішак · a3 чорний слон · b2 білий кінь · c2 білий пішак · d2 білий пішак · d1 біла тура · e1 біла тура | 7 |
| 6 | b8 білий слон · g8 білий слон · a7 білий ферзь · b7 білий король · d7 чорний пішак · e7 чорний пішак · f7 чорний пішак · d6 чорний пішак · e6 білий пішак · d5 чорний король · e5 білий пішак · g4 білий пішак · a3 чорний слон · b2 білий кінь · c2 білий пішак · d2 білий пішак · d1 біла тура · e1 біла тура | b8 білий слон · g8 білий слон · a7 білий ферзь · b7 білий король · d7 чорний пішак · e7 чорний пішак · f7 чорний пішак · d6 чорний пішак · e6 білий пішак · d5 чорний король · e5 білий пішак · g4 білий пішак · a3 чорний слон · b2 білий кінь · c2 білий пішак · d2 білий пішак · d1 біла тура · e1 біла тура | b8 білий слон · g8 білий слон · a7 білий ферзь · b7 білий король · d7 чорний пішак · e7 чорний пішак · f7 чорний пішак · d6 чорний пішак · e6 білий пішак · d5 чорний король · e5 білий пішак · g4 білий пішак · a3 чорний слон · b2 білий кінь · c2 білий пішак · d2 білий пішак · d1 біла тура · e1 біла тура | b8 білий слон · g8 білий слон · a7 білий ферзь · b7 білий король · d7 чорний пішак · e7 чорний пішак · f7 чорний пішак · d6 чорний пішак · e6 білий пішак · d5 чорний король · e5 білий пішак · g4 білий пішак · a3 чорний слон · b2 білий кінь · c2 білий пішак · d2 білий пішак · d1 біла тура · e1 біла тура | b8 білий слон · g8 білий слон · a7 білий ферзь · b7 білий король · d7 чорний пішак · e7 чорний пішак · f7 чорний пішак · d6 чорний пішак · e6 білий пішак · d5 чорний король · e5 білий пішак · g4 білий пішак · a3 чорний слон · b2 білий кінь · c2 білий пішак · d2 білий пішак · d1 біла тура · e1 біла тура | b8 білий слон · g8 білий слон · a7 білий ферзь · b7 білий король · d7 чорний пішак · e7 чорний пішак · f7 чорний пішак · d6 чорний пішак · e6 білий пішак · d5 чорний король · e5 білий пішак · g4 білий пішак · a3 чорний слон · b2 білий кінь · c2 білий пішак · d2 білий пішак · d1 біла тура · e1 біла тура | b8 білий слон · g8 білий слон · a7 білий ферзь · b7 білий король · d7 чорний пішак · e7 чорний пішак · f7 чорний пішак · d6 чорний пішак · e6 білий пішак · d5 чорний король · e5 білий пішак · g4 білий пішак · a3 чорний слон · b2 білий кінь · c2 білий пішак · d2 білий пішак · d1 біла тура · e1 біла тура | b8 білий слон · g8 білий слон · a7 білий ферзь · b7 білий король · d7 чорний пішак · e7 чорний пішак · f7 чорний пішак · d6 чорний пішак · e6 білий пішак · d5 чорний король · e5 білий пішак · g4 білий пішак · a3 чорний слон · b2 білий кінь · c2 білий пішак · d2 білий пішак · d1 біла тура · e1 біла тура | 6 |
| 5 | b8 білий слон · g8 білий слон · a7 білий ферзь · b7 білий король · d7 чорний пішак · e7 чорний пішак · f7 чорний пішак · d6 чорний пішак · e6 білий пішак · d5 чорний король · e5 білий пішак · g4 білий пішак · a3 чорний слон · b2 білий кінь · c2 білий пішак · d2 білий пішак · d1 біла тура · e1 біла тура | b8 білий слон · g8 білий слон · a7 білий ферзь · b7 білий король · d7 чорний пішак · e7 чорний пішак · f7 чорний пішак · d6 чорний пішак · e6 білий пішак · d5 чорний король · e5 білий пішак · g4 білий пішак · a3 чорний слон · b2 білий кінь · c2 білий пішак · d2 білий пішак · d1 біла тура · e1 біла тура | b8 білий слон · g8 білий слон · a7 білий ферзь · b7 білий король · d7 чорний пішак · e7 чорний пішак · f7 чорний пішак · d6 чорний пішак · e6 білий пішак · d5 чорний король · e5 білий пішак · g4 білий пішак · a3 чорний слон · b2 білий кінь · c2 білий пішак · d2 білий пішак · d1 біла тура · e1 біла тура | b8 білий слон · g8 білий слон · a7 білий ферзь · b7 білий король · d7 чорний пішак · e7 чорний пішак · f7 чорний пішак · d6 чорний пішак · e6 білий пішак · d5 чорний король · e5 білий пішак · g4 білий пішак · a3 чорний слон · b2 білий кінь · c2 білий пішак · d2 білий пішак · d1 біла тура · e1 біла тура | b8 білий слон · g8 білий слон · a7 білий ферзь · b7 білий король · d7 чорний пішак · e7 чорний пішак · f7 чорний пішак · d6 чорний пішак · e6 білий пішак · d5 чорний король · e5 білий пішак · g4 білий пішак · a3 чорний слон · b2 білий кінь · c2 білий пішак · d2 білий пішак · d1 біла тура · e1 біла тура | b8 білий слон · g8 білий слон · a7 білий ферзь · b7 білий король · d7 чорний пішак · e7 чорний пішак · f7 чорний пішак · d6 чорний пішак · e6 білий пішак · d5 чорний король · e5 білий пішак · g4 білий пішак · a3 чорний слон · b2 білий кінь · c2 білий пішак · d2 білий пішак · d1 біла тура · e1 біла тура | b8 білий слон · g8 білий слон · a7 білий ферзь · b7 білий король · d7 чорний пішак · e7 чорний пішак · f7 чорний пішак · d6 чорний пішак · e6 білий пішак · d5 чорний король · e5 білий пішак · g4 білий пішак · a3 чорний слон · b2 білий кінь · c2 білий пішак · d2 білий пішак · d1 біла тура · e1 біла тура | b8 білий слон · g8 білий слон · a7 білий ферзь · b7 білий король · d7 чорний пішак · e7 чорний пішак · f7 чорний пішак · d6 чорний пішак · e6 білий пішак · d5 чорний король · e5 білий пішак · g4 білий пішак · a3 чорний слон · b2 білий кінь · c2 білий пішак · d2 білий пішак · d1 біла тура · e1 біла тура | 5 |
| 4 | b8 білий слон · g8 білий слон · a7 білий ферзь · b7 білий король · d7 чорний пішак · e7 чорний пішак · f7 чорний пішак · d6 чорний пішак · e6 білий пішак · d5 чорний король · e5 білий пішак · g4 білий пішак · a3 чорний слон · b2 білий кінь · c2 білий пішак · d2 білий пішак · d1 біла тура · e1 біла тура | b8 білий слон · g8 білий слон · a7 білий ферзь · b7 білий король · d7 чорний пішак · e7 чорний пішак · f7 чорний пішак · d6 чорний пішак · e6 білий пішак · d5 чорний король · e5 білий пішак · g4 білий пішак · a3 чорний слон · b2 білий кінь · c2 білий пішак · d2 білий пішак · d1 біла тура · e1 біла тура | b8 білий слон · g8 білий слон · a7 білий ферзь · b7 білий король · d7 чорний пішак · e7 чорний пішак · f7 чорний пішак · d6 чорний пішак · e6 білий пішак · d5 чорний король · e5 білий пішак · g4 білий пішак · a3 чорний слон · b2 білий кінь · c2 білий пішак · d2 білий пішак · d1 біла тура · e1 біла тура | b8 білий слон · g8 білий слон · a7 білий ферзь · b7 білий король · d7 чорний пішак · e7 чорний пішак · f7 чорний пішак · d6 чорний пішак · e6 білий пішак · d5 чорний король · e5 білий пішак · g4 білий пішак · a3 чорний слон · b2 білий кінь · c2 білий пішак · d2 білий пішак · d1 біла тура · e1 біла тура | b8 білий слон · g8 білий слон · a7 білий ферзь · b7 білий король · d7 чорний пішак · e7 чорний пішак · f7 чорний пішак · d6 чорний пішак · e6 білий пішак · d5 чорний король · e5 білий пішак · g4 білий пішак · a3 чорний слон · b2 білий кінь · c2 білий пішак · d2 білий пішак · d1 біла тура · e1 біла тура | b8 білий слон · g8 білий слон · a7 білий ферзь · b7 білий король · d7 чорний пішак · e7 чорний пішак · f7 чорний пішак · d6 чорний пішак · e6 білий пішак · d5 чорний король · e5 білий пішак · g4 білий пішак · a3 чорний слон · b2 білий кінь · c2 білий пішак · d2 білий пішак · d1 біла тура · e1 біла тура | b8 білий слон · g8 білий слон · a7 білий ферзь · b7 білий король · d7 чорний пішак · e7 чорний пішак · f7 чорний пішак · d6 чорний пішак · e6 білий пішак · d5 чорний король · e5 білий пішак · g4 білий пішак · a3 чорний слон · b2 білий кінь · c2 білий пішак · d2 білий пішак · d1 біла тура · e1 біла тура | b8 білий слон · g8 білий слон · a7 білий ферзь · b7 білий король · d7 чорний пішак · e7 чорний пішак · f7 чорний пішак · d6 чорний пішак · e6 білий пішак · d5 чорний король · e5 білий пішак · g4 білий пішак · a3 чорний слон · b2 білий кінь · c2 білий пішак · d2 білий пішак · d1 біла тура · e1 біла тура | 4 |
| 3 | b8 білий слон · g8 білий слон · a7 білий ферзь · b7 білий король · d7 чорний пішак · e7 чорний пішак · f7 чорний пішак · d6 чорний пішак · e6 білий пішак · d5 чорний король · e5 білий пішак · g4 білий пішак · a3 чорний слон · b2 білий кінь · c2 білий пішак · d2 білий пішак · d1 біла тура · e1 біла тура | b8 білий слон · g8 білий слон · a7 білий ферзь · b7 білий король · d7 чорний пішак · e7 чорний пішак · f7 чорний пішак · d6 чорний пішак · e6 білий пішак · d5 чорний король · e5 білий пішак · g4 білий пішак · a3 чорний слон · b2 білий кінь · c2 білий пішак · d2 білий пішак · d1 біла тура · e1 біла тура | b8 білий слон · g8 білий слон · a7 білий ферзь · b7 білий король · d7 чорний пішак · e7 чорний пішак · f7 чорний пішак · d6 чорний пішак · e6 білий пішак · d5 чорний король · e5 білий пішак · g4 білий пішак · a3 чорний слон · b2 білий кінь · c2 білий пішак · d2 білий пішак · d1 біла тура · e1 біла тура | b8 білий слон · g8 білий слон · a7 білий ферзь · b7 білий король · d7 чорний пішак · e7 чорний пішак · f7 чорний пішак · d6 чорний пішак · e6 білий пішак · d5 чорний король · e5 білий пішак · g4 білий пішак · a3 чорний слон · b2 білий кінь · c2 білий пішак · d2 білий пішак · d1 біла тура · e1 біла тура | b8 білий слон · g8 білий слон · a7 білий ферзь · b7 білий король · d7 чорний пішак · e7 чорний пішак · f7 чорний пішак · d6 чорний пішак · e6 білий пішак · d5 чорний король · e5 білий пішак · g4 білий пішак · a3 чорний слон · b2 білий кінь · c2 білий пішак · d2 білий пішак · d1 біла тура · e1 біла тура | b8 білий слон · g8 білий слон · a7 білий ферзь · b7 білий король · d7 чорний пішак · e7 чорний пішак · f7 чорний пішак · d6 чорний пішак · e6 білий пішак · d5 чорний король · e5 білий пішак · g4 білий пішак · a3 чорний слон · b2 білий кінь · c2 білий пішак · d2 білий пішак · d1 біла тура · e1 біла тура | b8 білий слон · g8 білий слон · a7 білий ферзь · b7 білий король · d7 чорний пішак · e7 чорний пішак · f7 чорний пішак · d6 чорний пішак · e6 білий пішак · d5 чорний король · e5 білий пішак · g4 білий пішак · a3 чорний слон · b2 білий кінь · c2 білий пішак · d2 білий пішак · d1 біла тура · e1 біла тура | b8 білий слон · g8 білий слон · a7 білий ферзь · b7 білий король · d7 чорний пішак · e7 чорний пішак · f7 чорний пішак · d6 чорний пішак · e6 білий пішак · d5 чорний король · e5 білий пішак · g4 білий пішак · a3 чорний слон · b2 білий кінь · c2 білий пішак · d2 білий пішак · d1 біла тура · e1 біла тура | 3 |
| 2 | b8 білий слон · g8 білий слон · a7 білий ферзь · b7 білий король · d7 чорний пішак · e7 чорний пішак · f7 чорний пішак · d6 чорний пішак · e6 білий пішак · d5 чорний король · e5 білий пішак · g4 білий пішак · a3 чорний слон · b2 білий кінь · c2 білий пішак · d2 білий пішак · d1 біла тура · e1 біла тура | b8 білий слон · g8 білий слон · a7 білий ферзь · b7 білий король · d7 чорний пішак · e7 чорний пішак · f7 чорний пішак · d6 чорний пішак · e6 білий пішак · d5 чорний король · e5 білий пішак · g4 білий пішак · a3 чорний слон · b2 білий кінь · c2 білий пішак · d2 білий пішак · d1 біла тура · e1 біла тура | b8 білий слон · g8 білий слон · a7 білий ферзь · b7 білий король · d7 чорний пішак · e7 чорний пішак · f7 чорний пішак · d6 чорний пішак · e6 білий пішак · d5 чорний король · e5 білий пішак · g4 білий пішак · a3 чорний слон · b2 білий кінь · c2 білий пішак · d2 білий пішак · d1 біла тура · e1 біла тура | b8 білий слон · g8 білий слон · a7 білий ферзь · b7 білий король · d7 чорний пішак · e7 чорний пішак · f7 чорний пішак · d6 чорний пішак · e6 білий пішак · d5 чорний король · e5 білий пішак · g4 білий пішак · a3 чорний слон · b2 білий кінь · c2 білий пішак · d2 білий пішак · d1 біла тура · e1 біла тура | b8 білий слон · g8 білий слон · a7 білий ферзь · b7 білий король · d7 чорний пішак · e7 чорний пішак · f7 чорний пішак · d6 чорний пішак · e6 білий пішак · d5 чорний король · e5 білий пішак · g4 білий пішак · a3 чорний слон · b2 білий кінь · c2 білий пішак · d2 білий пішак · d1 біла тура · e1 біла тура | b8 білий слон · g8 білий слон · a7 білий ферзь · b7 білий король · d7 чорний пішак · e7 чорний пішак · f7 чорний пішак · d6 чорний пішак · e6 білий пішак · d5 чорний король · e5 білий пішак · g4 білий пішак · a3 чорний слон · b2 білий кінь · c2 білий пішак · d2 білий пішак · d1 біла тура · e1 біла тура | b8 білий слон · g8 білий слон · a7 білий ферзь · b7 білий король · d7 чорний пішак · e7 чорний пішак · f7 чорний пішак · d6 чорний пішак · e6 білий пішак · d5 чорний король · e5 білий пішак · g4 білий пішак · a3 чорний слон · b2 білий кінь · c2 білий пішак · d2 білий пішак · d1 біла тура · e1 біла тура | b8 білий слон · g8 білий слон · a7 білий ферзь · b7 білий король · d7 чорний пішак · e7 чорний пішак · f7 чорний пішак · d6 чорний пішак · e6 білий пішак · d5 чорний король · e5 білий пішак · g4 білий пішак · a3 чорний слон · b2 білий кінь · c2 білий пішак · d2 білий пішак · d1 біла тура · e1 біла тура | 2 |
| 1 | b8 білий слон · g8 білий слон · a7 білий ферзь · b7 білий король · d7 чорний пішак · e7 чорний пішак · f7 чорний пішак · d6 чорний пішак · e6 білий пішак · d5 чорний король · e5 білий пішак · g4 білий пішак · a3 чорний слон · b2 білий кінь · c2 білий пішак · d2 білий пішак · d1 біла тура · e1 біла тура | b8 білий слон · g8 білий слон · a7 білий ферзь · b7 білий король · d7 чорний пішак · e7 чорний пішак · f7 чорний пішак · d6 чорний пішак · e6 білий пішак · d5 чорний король · e5 білий пішак · g4 білий пішак · a3 чорний слон · b2 білий кінь · c2 білий пішак · d2 білий пішак · d1 біла тура · e1 біла тура | b8 білий слон · g8 білий слон · a7 білий ферзь · b7 білий король · d7 чорний пішак · e7 чорний пішак · f7 чорний пішак · d6 чорний пішак · e6 білий пішак · d5 чорний король · e5 білий пішак · g4 білий пішак · a3 чорний слон · b2 білий кінь · c2 білий пішак · d2 білий пішак · d1 біла тура · e1 біла тура | b8 білий слон · g8 білий слон · a7 білий ферзь · b7 білий король · d7 чорний пішак · e7 чорний пішак · f7 чорний пішак · d6 чорний пішак · e6 білий пішак · d5 чорний король · e5 білий пішак · g4 білий пішак · a3 чорний слон · b2 білий кінь · c2 білий пішак · d2 білий пішак · d1 біла тура · e1 біла тура | b8 білий слон · g8 білий слон · a7 білий ферзь · b7 білий король · d7 чорний пішак · e7 чорний пішак · f7 чорний пішак · d6 чорний пішак · e6 білий пішак · d5 чорний король · e5 білий пішак · g4 білий пішак · a3 чорний слон · b2 білий кінь · c2 білий пішак · d2 білий пішак · d1 біла тура · e1 біла тура | b8 білий слон · g8 білий слон · a7 білий ферзь · b7 білий король · d7 чорний пішак · e7 чорний пішак · f7 чорний пішак · d6 чорний пішак · e6 білий пішак · d5 чорний король · e5 білий пішак · g4 білий пішак · a3 чорний слон · b2 білий кінь · c2 білий пішак · d2 білий пішак · d1 біла тура · e1 біла тура | b8 білий слон · g8 білий слон · a7 білий ферзь · b7 білий король · d7 чорний пішак · e7 чорний пішак · f7 чорний пішак · d6 чорний пішак · e6 білий пішак · d5 чорний король · e5 білий пішак · g4 білий пішак · a3 чорний слон · b2 білий кінь · c2 білий пішак · d2 білий пішак · d1 біла тура · e1 біла тура | b8 білий слон · g8 білий слон · a7 білий ферзь · b7 білий король · d7 чорний пішак · e7 чорний пішак · f7 чорний пішак · d6 чорний пішак · e6 білий пішак · d5 чорний король · e5 білий пішак · g4 білий пішак · a3 чорний слон · b2 білий кінь · c2 білий пішак · d2 білий пішак · d1 біла тура · e1 біла тура | 1 |
|   | a | b | c | d | e | f | g | h |   |

FEN: 1B4B1/QK1ppp2/3pP3/3kP3/6P1/b7/1NPP4/3RR3
1. d3? — Дебют ферзевих пішаків 1. … Kxe6!
1. d4! Zz
1. … f5 2. c4#
- — - — - — -
1. … Kxe6 2. d5#
1. … La~ 2. Qa2 #
1. … de(fe) 2. c4#
Вступний хід білих, захист чорних і матуючий хід відповідають ходам дебюту, який має назву дебют ферзевих пішаків — гамбіт Стаунтона.
|   | a | b | c | d | e | f | g | h |   |
| 8 | b8 біла тура · d8 білий кінь · a7 чорна тура · b7 чорний слон · e7 чорний пішак · a6 чорний пішак · d6 чорний пішак · e6 білий пішак · a5 білий слон · b5 чорний король · c4 чорний пішак · e4 білий кінь · d2 білий пішак · a1 біла тура · b1 білий слон · h1 білий король | b8 біла тура · d8 білий кінь · a7 чорна тура · b7 чорний слон · e7 чорний пішак · a6 чорний пішак · d6 чорний пішак · e6 білий пішак · a5 білий слон · b5 чорний король · c4 чорний пішак · e4 білий кінь · d2 білий пішак · a1 біла тура · b1 білий слон · h1 білий король | b8 біла тура · d8 білий кінь · a7 чорна тура · b7 чорний слон · e7 чорний пішак · a6 чорний пішак · d6 чорний пішак · e6 білий пішак · a5 білий слон · b5 чорний король · c4 чорний пішак · e4 білий кінь · d2 білий пішак · a1 біла тура · b1 білий слон · h1 білий король | b8 біла тура · d8 білий кінь · a7 чорна тура · b7 чорний слон · e7 чорний пішак · a6 чорний пішак · d6 чорний пішак · e6 білий пішак · a5 білий слон · b5 чорний король · c4 чорний пішак · e4 білий кінь · d2 білий пішак · a1 біла тура · b1 білий слон · h1 білий король | b8 біла тура · d8 білий кінь · a7 чорна тура · b7 чорний слон · e7 чорний пішак · a6 чорний пішак · d6 чорний пішак · e6 білий пішак · a5 білий слон · b5 чорний король · c4 чорний пішак · e4 білий кінь · d2 білий пішак · a1 біла тура · b1 білий слон · h1 білий король | b8 біла тура · d8 білий кінь · a7 чорна тура · b7 чорний слон · e7 чорний пішак · a6 чорний пішак · d6 чорний пішак · e6 білий пішак · a5 білий слон · b5 чорний король · c4 чорний пішак · e4 білий кінь · d2 білий пішак · a1 біла тура · b1 білий слон · h1 білий король | b8 біла тура · d8 білий кінь · a7 чорна тура · b7 чорний слон · e7 чорний пішак · a6 чорний пішак · d6 чорний пішак · e6 білий пішак · a5 білий слон · b5 чорний король · c4 чорний пішак · e4 білий кінь · d2 білий пішак · a1 біла тура · b1 білий слон · h1 білий король | b8 біла тура · d8 білий кінь · a7 чорна тура · b7 чорний слон · e7 чорний пішак · a6 чорний пішак · d6 чорний пішак · e6 білий пішак · a5 білий слон · b5 чорний король · c4 чорний пішак · e4 білий кінь · d2 білий пішак · a1 біла тура · b1 білий слон · h1 білий король | 8 |
| 7 | b8 біла тура · d8 білий кінь · a7 чорна тура · b7 чорний слон · e7 чорний пішак · a6 чорний пішак · d6 чорний пішак · e6 білий пішак · a5 білий слон · b5 чорний король · c4 чорний пішак · e4 білий кінь · d2 білий пішак · a1 біла тура · b1 білий слон · h1 білий король | b8 біла тура · d8 білий кінь · a7 чорна тура · b7 чорний слон · e7 чорний пішак · a6 чорний пішак · d6 чорний пішак · e6 білий пішак · a5 білий слон · b5 чорний король · c4 чорний пішак · e4 білий кінь · d2 білий пішак · a1 біла тура · b1 білий слон · h1 білий король | b8 біла тура · d8 білий кінь · a7 чорна тура · b7 чорний слон · e7 чорний пішак · a6 чорний пішак · d6 чорний пішак · e6 білий пішак · a5 білий слон · b5 чорний король · c4 чорний пішак · e4 білий кінь · d2 білий пішак · a1 біла тура · b1 білий слон · h1 білий король | b8 біла тура · d8 білий кінь · a7 чорна тура · b7 чорний слон · e7 чорний пішак · a6 чорний пішак · d6 чорний пішак · e6 білий пішак · a5 білий слон · b5 чорний король · c4 чорний пішак · e4 білий кінь · d2 білий пішак · a1 біла тура · b1 білий слон · h1 білий король | b8 біла тура · d8 білий кінь · a7 чорна тура · b7 чорний слон · e7 чорний пішак · a6 чорний пішак · d6 чорний пішак · e6 білий пішак · a5 білий слон · b5 чорний король · c4 чорний пішак · e4 білий кінь · d2 білий пішак · a1 біла тура · b1 білий слон · h1 білий король | b8 біла тура · d8 білий кінь · a7 чорна тура · b7 чорний слон · e7 чорний пішак · a6 чорний пішак · d6 чорний пішак · e6 білий пішак · a5 білий слон · b5 чорний король · c4 чорний пішак · e4 білий кінь · d2 білий пішак · a1 біла тура · b1 білий слон · h1 білий король | b8 біла тура · d8 білий кінь · a7 чорна тура · b7 чорний слон · e7 чорний пішак · a6 чорний пішак · d6 чорний пішак · e6 білий пішак · a5 білий слон · b5 чорний король · c4 чорний пішак · e4 білий кінь · d2 білий пішак · a1 біла тура · b1 білий слон · h1 білий король | b8 біла тура · d8 білий кінь · a7 чорна тура · b7 чорний слон · e7 чорний пішак · a6 чорний пішак · d6 чорний пішак · e6 білий пішак · a5 білий слон · b5 чорний король · c4 чорний пішак · e4 білий кінь · d2 білий пішак · a1 біла тура · b1 білий слон · h1 білий король | 7 |
| 6 | b8 біла тура · d8 білий кінь · a7 чорна тура · b7 чорний слон · e7 чорний пішак · a6 чорний пішак · d6 чорний пішак · e6 білий пішак · a5 білий слон · b5 чорний король · c4 чорний пішак · e4 білий кінь · d2 білий пішак · a1 біла тура · b1 білий слон · h1 білий король | b8 біла тура · d8 білий кінь · a7 чорна тура · b7 чорний слон · e7 чорний пішак · a6 чорний пішак · d6 чорний пішак · e6 білий пішак · a5 білий слон · b5 чорний король · c4 чорний пішак · e4 білий кінь · d2 білий пішак · a1 біла тура · b1 білий слон · h1 білий король | b8 біла тура · d8 білий кінь · a7 чорна тура · b7 чорний слон · e7 чорний пішак · a6 чорний пішак · d6 чорний пішак · e6 білий пішак · a5 білий слон · b5 чорний король · c4 чорний пішак · e4 білий кінь · d2 білий пішак · a1 біла тура · b1 білий слон · h1 білий король | b8 біла тура · d8 білий кінь · a7 чорна тура · b7 чорний слон · e7 чорний пішак · a6 чорний пішак · d6 чорний пішак · e6 білий пішак · a5 білий слон · b5 чорний король · c4 чорний пішак · e4 білий кінь · d2 білий пішак · a1 біла тура · b1 білий слон · h1 білий король | b8 біла тура · d8 білий кінь · a7 чорна тура · b7 чорний слон · e7 чорний пішак · a6 чорний пішак · d6 чорний пішак · e6 білий пішак · a5 білий слон · b5 чорний король · c4 чорний пішак · e4 білий кінь · d2 білий пішак · a1 біла тура · b1 білий слон · h1 білий король | b8 біла тура · d8 білий кінь · a7 чорна тура · b7 чорний слон · e7 чорний пішак · a6 чорний пішак · d6 чорний пішак · e6 білий пішак · a5 білий слон · b5 чорний король · c4 чорний пішак · e4 білий кінь · d2 білий пішак · a1 біла тура · b1 білий слон · h1 білий король | b8 біла тура · d8 білий кінь · a7 чорна тура · b7 чорний слон · e7 чорний пішак · a6 чорний пішак · d6 чорний пішак · e6 білий пішак · a5 білий слон · b5 чорний король · c4 чорний пішак · e4 білий кінь · d2 білий пішак · a1 біла тура · b1 білий слон · h1 білий король | b8 біла тура · d8 білий кінь · a7 чорна тура · b7 чорний слон · e7 чорний пішак · a6 чорний пішак · d6 чорний пішак · e6 білий пішак · a5 білий слон · b5 чорний король · c4 чорний пішак · e4 білий кінь · d2 білий пішак · a1 біла тура · b1 білий слон · h1 білий король | 6 |
| 5 | b8 біла тура · d8 білий кінь · a7 чорна тура · b7 чорний слон · e7 чорний пішак · a6 чорний пішак · d6 чорний пішак · e6 білий пішак · a5 білий слон · b5 чорний король · c4 чорний пішак · e4 білий кінь · d2 білий пішак · a1 біла тура · b1 білий слон · h1 білий король | b8 біла тура · d8 білий кінь · a7 чорна тура · b7 чорний слон · e7 чорний пішак · a6 чорний пішак · d6 чорний пішак · e6 білий пішак · a5 білий слон · b5 чорний король · c4 чорний пішак · e4 білий кінь · d2 білий пішак · a1 біла тура · b1 білий слон · h1 білий король | b8 біла тура · d8 білий кінь · a7 чорна тура · b7 чорний слон · e7 чорний пішак · a6 чорний пішак · d6 чорний пішак · e6 білий пішак · a5 білий слон · b5 чорний король · c4 чорний пішак · e4 білий кінь · d2 білий пішак · a1 біла тура · b1 білий слон · h1 білий король | b8 біла тура · d8 білий кінь · a7 чорна тура · b7 чорний слон · e7 чорний пішак · a6 чорний пішак · d6 чорний пішак · e6 білий пішак · a5 білий слон · b5 чорний король · c4 чорний пішак · e4 білий кінь · d2 білий пішак · a1 біла тура · b1 білий слон · h1 білий король | b8 біла тура · d8 білий кінь · a7 чорна тура · b7 чорний слон · e7 чорний пішак · a6 чорний пішак · d6 чорний пішак · e6 білий пішак · a5 білий слон · b5 чорний король · c4 чорний пішак · e4 білий кінь · d2 білий пішак · a1 біла тура · b1 білий слон · h1 білий король | b8 біла тура · d8 білий кінь · a7 чорна тура · b7 чорний слон · e7 чорний пішак · a6 чорний пішак · d6 чорний пішак · e6 білий пішак · a5 білий слон · b5 чорний король · c4 чорний пішак · e4 білий кінь · d2 білий пішак · a1 біла тура · b1 білий слон · h1 білий король | b8 біла тура · d8 білий кінь · a7 чорна тура · b7 чорний слон · e7 чорний пішак · a6 чорний пішак · d6 чорний пішак · e6 білий пішак · a5 білий слон · b5 чорний король · c4 чорний пішак · e4 білий кінь · d2 білий пішак · a1 біла тура · b1 білий слон · h1 білий король | b8 біла тура · d8 білий кінь · a7 чорна тура · b7 чорний слон · e7 чорний пішак · a6 чорний пішак · d6 чорний пішак · e6 білий пішак · a5 білий слон · b5 чорний король · c4 чорний пішак · e4 білий кінь · d2 білий пішак · a1 біла тура · b1 білий слон · h1 білий король | 5 |
| 4 | b8 біла тура · d8 білий кінь · a7 чорна тура · b7 чорний слон · e7 чорний пішак · a6 чорний пішак · d6 чорний пішак · e6 білий пішак · a5 білий слон · b5 чорний король · c4 чорний пішак · e4 білий кінь · d2 білий пішак · a1 біла тура · b1 білий слон · h1 білий король | b8 біла тура · d8 білий кінь · a7 чорна тура · b7 чорний слон · e7 чорний пішак · a6 чорний пішак · d6 чорний пішак · e6 білий пішак · a5 білий слон · b5 чорний король · c4 чорний пішак · e4 білий кінь · d2 білий пішак · a1 біла тура · b1 білий слон · h1 білий король | b8 біла тура · d8 білий кінь · a7 чорна тура · b7 чорний слон · e7 чорний пішак · a6 чорний пішак · d6 чорний пішак · e6 білий пішак · a5 білий слон · b5 чорний король · c4 чорний пішак · e4 білий кінь · d2 білий пішак · a1 біла тура · b1 білий слон · h1 білий король | b8 біла тура · d8 білий кінь · a7 чорна тура · b7 чорний слон · e7 чорний пішак · a6 чорний пішак · d6 чорний пішак · e6 білий пішак · a5 білий слон · b5 чорний король · c4 чорний пішак · e4 білий кінь · d2 білий пішак · a1 біла тура · b1 білий слон · h1 білий король | b8 біла тура · d8 білий кінь · a7 чорна тура · b7 чорний слон · e7 чорний пішак · a6 чорний пішак · d6 чорний пішак · e6 білий пішак · a5 білий слон · b5 чорний король · c4 чорний пішак · e4 білий кінь · d2 білий пішак · a1 біла тура · b1 білий слон · h1 білий король | b8 біла тура · d8 білий кінь · a7 чорна тура · b7 чорний слон · e7 чорний пішак · a6 чорний пішак · d6 чорний пішак · e6 білий пішак · a5 білий слон · b5 чорний король · c4 чорний пішак · e4 білий кінь · d2 білий пішак · a1 біла тура · b1 білий слон · h1 білий король | b8 біла тура · d8 білий кінь · a7 чорна тура · b7 чорний слон · e7 чорний пішак · a6 чорний пішак · d6 чорний пішак · e6 білий пішак · a5 білий слон · b5 чорний король · c4 чорний пішак · e4 білий кінь · d2 білий пішак · a1 біла тура · b1 білий слон · h1 білий король | b8 біла тура · d8 білий кінь · a7 чорна тура · b7 чорний слон · e7 чорний пішак · a6 чорний пішак · d6 чорний пішак · e6 білий пішак · a5 білий слон · b5 чорний король · c4 чорний пішак · e4 білий кінь · d2 білий пішак · a1 біла тура · b1 білий слон · h1 білий король | 4 |
| 3 | b8 біла тура · d8 білий кінь · a7 чорна тура · b7 чорний слон · e7 чорний пішак · a6 чорний пішак · d6 чорний пішак · e6 білий пішак · a5 білий слон · b5 чорний король · c4 чорний пішак · e4 білий кінь · d2 білий пішак · a1 біла тура · b1 білий слон · h1 білий король | b8 біла тура · d8 білий кінь · a7 чорна тура · b7 чорний слон · e7 чорний пішак · a6 чорний пішак · d6 чорний пішак · e6 білий пішак · a5 білий слон · b5 чорний король · c4 чорний пішак · e4 білий кінь · d2 білий пішак · a1 біла тура · b1 білий слон · h1 білий король | b8 біла тура · d8 білий кінь · a7 чорна тура · b7 чорний слон · e7 чорний пішак · a6 чорний пішак · d6 чорний пішак · e6 білий пішак · a5 білий слон · b5 чорний король · c4 чорний пішак · e4 білий кінь · d2 білий пішак · a1 біла тура · b1 білий слон · h1 білий король | b8 біла тура · d8 білий кінь · a7 чорна тура · b7 чорний слон · e7 чорний пішак · a6 чорний пішак · d6 чорний пішак · e6 білий пішак · a5 білий слон · b5 чорний король · c4 чорний пішак · e4 білий кінь · d2 білий пішак · a1 біла тура · b1 білий слон · h1 білий король | b8 біла тура · d8 білий кінь · a7 чорна тура · b7 чорний слон · e7 чорний пішак · a6 чорний пішак · d6 чорний пішак · e6 білий пішак · a5 білий слон · b5 чорний король · c4 чорний пішак · e4 білий кінь · d2 білий пішак · a1 біла тура · b1 білий слон · h1 білий король | b8 біла тура · d8 білий кінь · a7 чорна тура · b7 чорний слон · e7 чорний пішак · a6 чорний пішак · d6 чорний пішак · e6 білий пішак · a5 білий слон · b5 чорний король · c4 чорний пішак · e4 білий кінь · d2 білий пішак · a1 біла тура · b1 білий слон · h1 білий король | b8 біла тура · d8 білий кінь · a7 чорна тура · b7 чорний слон · e7 чорний пішак · a6 чорний пішак · d6 чорний пішак · e6 білий пішак · a5 білий слон · b5 чорний король · c4 чорний пішак · e4 білий кінь · d2 білий пішак · a1 біла тура · b1 білий слон · h1 білий король | b8 біла тура · d8 білий кінь · a7 чорна тура · b7 чорний слон · e7 чорний пішак · a6 чорний пішак · d6 чорний пішак · e6 білий пішак · a5 білий слон · b5 чорний король · c4 чорний пішак · e4 білий кінь · d2 білий пішак · a1 біла тура · b1 білий слон · h1 білий король | 3 |
| 2 | b8 біла тура · d8 білий кінь · a7 чорна тура · b7 чорний слон · e7 чорний пішак · a6 чорний пішак · d6 чорний пішак · e6 білий пішак · a5 білий слон · b5 чорний король · c4 чорний пішак · e4 білий кінь · d2 білий пішак · a1 біла тура · b1 білий слон · h1 білий король | b8 біла тура · d8 білий кінь · a7 чорна тура · b7 чорний слон · e7 чорний пішак · a6 чорний пішак · d6 чорний пішак · e6 білий пішак · a5 білий слон · b5 чорний король · c4 чорний пішак · e4 білий кінь · d2 білий пішак · a1 біла тура · b1 білий слон · h1 білий король | b8 біла тура · d8 білий кінь · a7 чорна тура · b7 чорний слон · e7 чорний пішак · a6 чорний пішак · d6 чорний пішак · e6 білий пішак · a5 білий слон · b5 чорний король · c4 чорний пішак · e4 білий кінь · d2 білий пішак · a1 біла тура · b1 білий слон · h1 білий король | b8 біла тура · d8 білий кінь · a7 чорна тура · b7 чорний слон · e7 чорний пішак · a6 чорний пішак · d6 чорний пішак · e6 білий пішак · a5 білий слон · b5 чорний король · c4 чорний пішак · e4 білий кінь · d2 білий пішак · a1 біла тура · b1 білий слон · h1 білий король | b8 біла тура · d8 білий кінь · a7 чорна тура · b7 чорний слон · e7 чорний пішак · a6 чорний пішак · d6 чорний пішак · e6 білий пішак · a5 білий слон · b5 чорний король · c4 чорний пішак · e4 білий кінь · d2 білий пішак · a1 біла тура · b1 білий слон · h1 білий король | b8 біла тура · d8 білий кінь · a7 чорна тура · b7 чорний слон · e7 чорний пішак · a6 чорний пішак · d6 чорний пішак · e6 білий пішак · a5 білий слон · b5 чорний король · c4 чорний пішак · e4 білий кінь · d2 білий пішак · a1 біла тура · b1 білий слон · h1 білий король | b8 біла тура · d8 білий кінь · a7 чорна тура · b7 чорний слон · e7 чорний пішак · a6 чорний пішак · d6 чорний пішак · e6 білий пішак · a5 білий слон · b5 чорний король · c4 чорний пішак · e4 білий кінь · d2 білий пішак · a1 біла тура · b1 білий слон · h1 білий король | b8 біла тура · d8 білий кінь · a7 чорна тура · b7 чорний слон · e7 чорний пішак · a6 чорний пішак · d6 чорний пішак · e6 білий пішак · a5 білий слон · b5 чорний король · c4 чорний пішак · e4 білий кінь · d2 білий пішак · a1 біла тура · b1 білий слон · h1 білий король | 2 |
| 1 | b8 біла тура · d8 білий кінь · a7 чорна тура · b7 чорний слон · e7 чорний пішак · a6 чорний пішак · d6 чорний пішак · e6 білий пішак · a5 білий слон · b5 чорний король · c4 чорний пішак · e4 білий кінь · d2 білий пішак · a1 біла тура · b1 білий слон · h1 білий король | b8 біла тура · d8 білий кінь · a7 чорна тура · b7 чорний слон · e7 чорний пішак · a6 чорний пішак · d6 чорний пішак · e6 білий пішак · a5 білий слон · b5 чорний король · c4 чорний пішак · e4 білий кінь · d2 білий пішак · a1 біла тура · b1 білий слон · h1 білий король | b8 біла тура · d8 білий кінь · a7 чорна тура · b7 чорний слон · e7 чорний пішак · a6 чорний пішак · d6 чорний пішак · e6 білий пішак · a5 білий слон · b5 чорний король · c4 чорний пішак · e4 білий кінь · d2 білий пішак · a1 біла тура · b1 білий слон · h1 білий король | b8 біла тура · d8 білий кінь · a7 чорна тура · b7 чорний слон · e7 чорний пішак · a6 чорний пішак · d6 чорний пішак · e6 білий пішак · a5 білий слон · b5 чорний король · c4 чорний пішак · e4 білий кінь · d2 білий пішак · a1 біла тура · b1 білий слон · h1 білий король | b8 біла тура · d8 білий кінь · a7 чорна тура · b7 чорний слон · e7 чорний пішак · a6 чорний пішак · d6 чорний пішак · e6 білий пішак · a5 білий слон · b5 чорний король · c4 чорний пішак · e4 білий кінь · d2 білий пішак · a1 біла тура · b1 білий слон · h1 білий король | b8 біла тура · d8 білий кінь · a7 чорна тура · b7 чорний слон · e7 чорний пішак · a6 чорний пішак · d6 чорний пішак · e6 білий пішак · a5 білий слон · b5 чорний король · c4 чорний пішак · e4 білий кінь · d2 білий пішак · a1 біла тура · b1 білий слон · h1 білий король | b8 біла тура · d8 білий кінь · a7 чорна тура · b7 чорний слон · e7 чорний пішак · a6 чорний пішак · d6 чорний пішак · e6 білий пішак · a5 білий слон · b5 чорний король · c4 чорний пішак · e4 білий кінь · d2 білий пішак · a1 біла тура · b1 білий слон · h1 білий король | b8 біла тура · d8 білий кінь · a7 чорна тура · b7 чорний слон · e7 чорний пішак · a6 чорний пішак · d6 чорний пішак · e6 білий пішак · a5 білий слон · b5 чорний король · c4 чорний пішак · e4 білий кінь · d2 білий пішак · a1 біла тура · b1 білий слон · h1 білий король | 1 |
|   | a | b | c | d | e | f | g | h |   |

FEN: 1R1N4/rb2p3/p2pP3/Bk6/2p1N3/8/3P4/RB5K
1. d3? — Дебют ферзевих пішаків.
1. … cd3 2. Bxd3#
1. … c3!
1.d4! Zz
1. … d5 2. Sc3#
- — - — - — -
1. … cd3 (e.p.) 2. Bd3#
1. … Ra8 2. Rxb7#
1. … c3 2. Bd3#
Хід у відповідь на 1. d4 і сам матуючий хід належать до початкових ходів практичної партії і мають назву дебют ферзевих пішаків — системи Вересова — Ріхтера.
|   | a | b | c | d | e | f | g | h |   |
| 8 | a8 білий ферзь · c8 білий кінь · f8 білий король · g8 білий слон · c7 чорний пішак · f7 чорний пішак · b6 білий пішак · b5 чорний король · c5 чорний пішак · h5 біла тура · b4 чорний слон · b3 біла тура · e3 білий пішак · c2 білий пішак · d2 білий пішак · e1 чорна тура | a8 білий ферзь · c8 білий кінь · f8 білий король · g8 білий слон · c7 чорний пішак · f7 чорний пішак · b6 білий пішак · b5 чорний король · c5 чорний пішак · h5 біла тура · b4 чорний слон · b3 біла тура · e3 білий пішак · c2 білий пішак · d2 білий пішак · e1 чорна тура | a8 білий ферзь · c8 білий кінь · f8 білий король · g8 білий слон · c7 чорний пішак · f7 чорний пішак · b6 білий пішак · b5 чорний король · c5 чорний пішак · h5 біла тура · b4 чорний слон · b3 біла тура · e3 білий пішак · c2 білий пішак · d2 білий пішак · e1 чорна тура | a8 білий ферзь · c8 білий кінь · f8 білий король · g8 білий слон · c7 чорний пішак · f7 чорний пішак · b6 білий пішак · b5 чорний король · c5 чорний пішак · h5 біла тура · b4 чорний слон · b3 біла тура · e3 білий пішак · c2 білий пішак · d2 білий пішак · e1 чорна тура | a8 білий ферзь · c8 білий кінь · f8 білий король · g8 білий слон · c7 чорний пішак · f7 чорний пішак · b6 білий пішак · b5 чорний король · c5 чорний пішак · h5 біла тура · b4 чорний слон · b3 біла тура · e3 білий пішак · c2 білий пішак · d2 білий пішак · e1 чорна тура | a8 білий ферзь · c8 білий кінь · f8 білий король · g8 білий слон · c7 чорний пішак · f7 чорний пішак · b6 білий пішак · b5 чорний король · c5 чорний пішак · h5 біла тура · b4 чорний слон · b3 біла тура · e3 білий пішак · c2 білий пішак · d2 білий пішак · e1 чорна тура | a8 білий ферзь · c8 білий кінь · f8 білий король · g8 білий слон · c7 чорний пішак · f7 чорний пішак · b6 білий пішак · b5 чорний король · c5 чорний пішак · h5 біла тура · b4 чорний слон · b3 біла тура · e3 білий пішак · c2 білий пішак · d2 білий пішак · e1 чорна тура | a8 білий ферзь · c8 білий кінь · f8 білий король · g8 білий слон · c7 чорний пішак · f7 чорний пішак · b6 білий пішак · b5 чорний король · c5 чорний пішак · h5 біла тура · b4 чорний слон · b3 біла тура · e3 білий пішак · c2 білий пішак · d2 білий пішак · e1 чорна тура | 8 |
| 7 | a8 білий ферзь · c8 білий кінь · f8 білий король · g8 білий слон · c7 чорний пішак · f7 чорний пішак · b6 білий пішак · b5 чорний король · c5 чорний пішак · h5 біла тура · b4 чорний слон · b3 біла тура · e3 білий пішак · c2 білий пішак · d2 білий пішак · e1 чорна тура | a8 білий ферзь · c8 білий кінь · f8 білий король · g8 білий слон · c7 чорний пішак · f7 чорний пішак · b6 білий пішак · b5 чорний король · c5 чорний пішак · h5 біла тура · b4 чорний слон · b3 біла тура · e3 білий пішак · c2 білий пішак · d2 білий пішак · e1 чорна тура | a8 білий ферзь · c8 білий кінь · f8 білий король · g8 білий слон · c7 чорний пішак · f7 чорний пішак · b6 білий пішак · b5 чорний король · c5 чорний пішак · h5 біла тура · b4 чорний слон · b3 біла тура · e3 білий пішак · c2 білий пішак · d2 білий пішак · e1 чорна тура | a8 білий ферзь · c8 білий кінь · f8 білий король · g8 білий слон · c7 чорний пішак · f7 чорний пішак · b6 білий пішак · b5 чорний король · c5 чорний пішак · h5 біла тура · b4 чорний слон · b3 біла тура · e3 білий пішак · c2 білий пішак · d2 білий пішак · e1 чорна тура | a8 білий ферзь · c8 білий кінь · f8 білий король · g8 білий слон · c7 чорний пішак · f7 чорний пішак · b6 білий пішак · b5 чорний король · c5 чорний пішак · h5 біла тура · b4 чорний слон · b3 біла тура · e3 білий пішак · c2 білий пішак · d2 білий пішак · e1 чорна тура | a8 білий ферзь · c8 білий кінь · f8 білий король · g8 білий слон · c7 чорний пішак · f7 чорний пішак · b6 білий пішак · b5 чорний король · c5 чорний пішак · h5 біла тура · b4 чорний слон · b3 біла тура · e3 білий пішак · c2 білий пішак · d2 білий пішак · e1 чорна тура | a8 білий ферзь · c8 білий кінь · f8 білий король · g8 білий слон · c7 чорний пішак · f7 чорний пішак · b6 білий пішак · b5 чорний король · c5 чорний пішак · h5 біла тура · b4 чорний слон · b3 біла тура · e3 білий пішак · c2 білий пішак · d2 білий пішак · e1 чорна тура | a8 білий ферзь · c8 білий кінь · f8 білий король · g8 білий слон · c7 чорний пішак · f7 чорний пішак · b6 білий пішак · b5 чорний король · c5 чорний пішак · h5 біла тура · b4 чорний слон · b3 біла тура · e3 білий пішак · c2 білий пішак · d2 білий пішак · e1 чорна тура | 7 |
| 6 | a8 білий ферзь · c8 білий кінь · f8 білий король · g8 білий слон · c7 чорний пішак · f7 чорний пішак · b6 білий пішак · b5 чорний король · c5 чорний пішак · h5 біла тура · b4 чорний слон · b3 біла тура · e3 білий пішак · c2 білий пішак · d2 білий пішак · e1 чорна тура | a8 білий ферзь · c8 білий кінь · f8 білий король · g8 білий слон · c7 чорний пішак · f7 чорний пішак · b6 білий пішак · b5 чорний король · c5 чорний пішак · h5 біла тура · b4 чорний слон · b3 біла тура · e3 білий пішак · c2 білий пішак · d2 білий пішак · e1 чорна тура | a8 білий ферзь · c8 білий кінь · f8 білий король · g8 білий слон · c7 чорний пішак · f7 чорний пішак · b6 білий пішак · b5 чорний король · c5 чорний пішак · h5 біла тура · b4 чорний слон · b3 біла тура · e3 білий пішак · c2 білий пішак · d2 білий пішак · e1 чорна тура | a8 білий ферзь · c8 білий кінь · f8 білий король · g8 білий слон · c7 чорний пішак · f7 чорний пішак · b6 білий пішак · b5 чорний король · c5 чорний пішак · h5 біла тура · b4 чорний слон · b3 біла тура · e3 білий пішак · c2 білий пішак · d2 білий пішак · e1 чорна тура | a8 білий ферзь · c8 білий кінь · f8 білий король · g8 білий слон · c7 чорний пішак · f7 чорний пішак · b6 білий пішак · b5 чорний король · c5 чорний пішак · h5 біла тура · b4 чорний слон · b3 біла тура · e3 білий пішак · c2 білий пішак · d2 білий пішак · e1 чорна тура | a8 білий ферзь · c8 білий кінь · f8 білий король · g8 білий слон · c7 чорний пішак · f7 чорний пішак · b6 білий пішак · b5 чорний король · c5 чорний пішак · h5 біла тура · b4 чорний слон · b3 біла тура · e3 білий пішак · c2 білий пішак · d2 білий пішак · e1 чорна тура | a8 білий ферзь · c8 білий кінь · f8 білий король · g8 білий слон · c7 чорний пішак · f7 чорний пішак · b6 білий пішак · b5 чорний король · c5 чорний пішак · h5 біла тура · b4 чорний слон · b3 біла тура · e3 білий пішак · c2 білий пішак · d2 білий пішак · e1 чорна тура | a8 білий ферзь · c8 білий кінь · f8 білий король · g8 білий слон · c7 чорний пішак · f7 чорний пішак · b6 білий пішак · b5 чорний король · c5 чорний пішак · h5 біла тура · b4 чорний слон · b3 біла тура · e3 білий пішак · c2 білий пішак · d2 білий пішак · e1 чорна тура | 6 |
| 5 | a8 білий ферзь · c8 білий кінь · f8 білий король · g8 білий слон · c7 чорний пішак · f7 чорний пішак · b6 білий пішак · b5 чорний король · c5 чорний пішак · h5 біла тура · b4 чорний слон · b3 біла тура · e3 білий пішак · c2 білий пішак · d2 білий пішак · e1 чорна тура | a8 білий ферзь · c8 білий кінь · f8 білий король · g8 білий слон · c7 чорний пішак · f7 чорний пішак · b6 білий пішак · b5 чорний король · c5 чорний пішак · h5 біла тура · b4 чорний слон · b3 біла тура · e3 білий пішак · c2 білий пішак · d2 білий пішак · e1 чорна тура | a8 білий ферзь · c8 білий кінь · f8 білий король · g8 білий слон · c7 чорний пішак · f7 чорний пішак · b6 білий пішак · b5 чорний король · c5 чорний пішак · h5 біла тура · b4 чорний слон · b3 біла тура · e3 білий пішак · c2 білий пішак · d2 білий пішак · e1 чорна тура | a8 білий ферзь · c8 білий кінь · f8 білий король · g8 білий слон · c7 чорний пішак · f7 чорний пішак · b6 білий пішак · b5 чорний король · c5 чорний пішак · h5 біла тура · b4 чорний слон · b3 біла тура · e3 білий пішак · c2 білий пішак · d2 білий пішак · e1 чорна тура | a8 білий ферзь · c8 білий кінь · f8 білий король · g8 білий слон · c7 чорний пішак · f7 чорний пішак · b6 білий пішак · b5 чорний король · c5 чорний пішак · h5 біла тура · b4 чорний слон · b3 біла тура · e3 білий пішак · c2 білий пішак · d2 білий пішак · e1 чорна тура | a8 білий ферзь · c8 білий кінь · f8 білий король · g8 білий слон · c7 чорний пішак · f7 чорний пішак · b6 білий пішак · b5 чорний король · c5 чорний пішак · h5 біла тура · b4 чорний слон · b3 біла тура · e3 білий пішак · c2 білий пішак · d2 білий пішак · e1 чорна тура | a8 білий ферзь · c8 білий кінь · f8 білий король · g8 білий слон · c7 чорний пішак · f7 чорний пішак · b6 білий пішак · b5 чорний король · c5 чорний пішак · h5 біла тура · b4 чорний слон · b3 біла тура · e3 білий пішак · c2 білий пішак · d2 білий пішак · e1 чорна тура | a8 білий ферзь · c8 білий кінь · f8 білий король · g8 білий слон · c7 чорний пішак · f7 чорний пішак · b6 білий пішак · b5 чорний король · c5 чорний пішак · h5 біла тура · b4 чорний слон · b3 біла тура · e3 білий пішак · c2 білий пішак · d2 білий пішак · e1 чорна тура | 5 |
| 4 | a8 білий ферзь · c8 білий кінь · f8 білий король · g8 білий слон · c7 чорний пішак · f7 чорний пішак · b6 білий пішак · b5 чорний король · c5 чорний пішак · h5 біла тура · b4 чорний слон · b3 біла тура · e3 білий пішак · c2 білий пішак · d2 білий пішак · e1 чорна тура | a8 білий ферзь · c8 білий кінь · f8 білий король · g8 білий слон · c7 чорний пішак · f7 чорний пішак · b6 білий пішак · b5 чорний король · c5 чорний пішак · h5 біла тура · b4 чорний слон · b3 біла тура · e3 білий пішак · c2 білий пішак · d2 білий пішак · e1 чорна тура | a8 білий ферзь · c8 білий кінь · f8 білий король · g8 білий слон · c7 чорний пішак · f7 чорний пішак · b6 білий пішак · b5 чорний король · c5 чорний пішак · h5 біла тура · b4 чорний слон · b3 біла тура · e3 білий пішак · c2 білий пішак · d2 білий пішак · e1 чорна тура | a8 білий ферзь · c8 білий кінь · f8 білий король · g8 білий слон · c7 чорний пішак · f7 чорний пішак · b6 білий пішак · b5 чорний король · c5 чорний пішак · h5 біла тура · b4 чорний слон · b3 біла тура · e3 білий пішак · c2 білий пішак · d2 білий пішак · e1 чорна тура | a8 білий ферзь · c8 білий кінь · f8 білий король · g8 білий слон · c7 чорний пішак · f7 чорний пішак · b6 білий пішак · b5 чорний король · c5 чорний пішак · h5 біла тура · b4 чорний слон · b3 біла тура · e3 білий пішак · c2 білий пішак · d2 білий пішак · e1 чорна тура | a8 білий ферзь · c8 білий кінь · f8 білий король · g8 білий слон · c7 чорний пішак · f7 чорний пішак · b6 білий пішак · b5 чорний король · c5 чорний пішак · h5 біла тура · b4 чорний слон · b3 біла тура · e3 білий пішак · c2 білий пішак · d2 білий пішак · e1 чорна тура | a8 білий ферзь · c8 білий кінь · f8 білий король · g8 білий слон · c7 чорний пішак · f7 чорний пішак · b6 білий пішак · b5 чорний король · c5 чорний пішак · h5 біла тура · b4 чорний слон · b3 біла тура · e3 білий пішак · c2 білий пішак · d2 білий пішак · e1 чорна тура | a8 білий ферзь · c8 білий кінь · f8 білий король · g8 білий слон · c7 чорний пішак · f7 чорний пішак · b6 білий пішак · b5 чорний король · c5 чорний пішак · h5 біла тура · b4 чорний слон · b3 біла тура · e3 білий пішак · c2 білий пішак · d2 білий пішак · e1 чорна тура | 4 |
| 3 | a8 білий ферзь · c8 білий кінь · f8 білий король · g8 білий слон · c7 чорний пішак · f7 чорний пішак · b6 білий пішак · b5 чорний король · c5 чорний пішак · h5 біла тура · b4 чорний слон · b3 біла тура · e3 білий пішак · c2 білий пішак · d2 білий пішак · e1 чорна тура | a8 білий ферзь · c8 білий кінь · f8 білий король · g8 білий слон · c7 чорний пішак · f7 чорний пішак · b6 білий пішак · b5 чорний король · c5 чорний пішак · h5 біла тура · b4 чорний слон · b3 біла тура · e3 білий пішак · c2 білий пішак · d2 білий пішак · e1 чорна тура | a8 білий ферзь · c8 білий кінь · f8 білий король · g8 білий слон · c7 чорний пішак · f7 чорний пішак · b6 білий пішак · b5 чорний король · c5 чорний пішак · h5 біла тура · b4 чорний слон · b3 біла тура · e3 білий пішак · c2 білий пішак · d2 білий пішак · e1 чорна тура | a8 білий ферзь · c8 білий кінь · f8 білий король · g8 білий слон · c7 чорний пішак · f7 чорний пішак · b6 білий пішак · b5 чорний король · c5 чорний пішак · h5 біла тура · b4 чорний слон · b3 біла тура · e3 білий пішак · c2 білий пішак · d2 білий пішак · e1 чорна тура | a8 білий ферзь · c8 білий кінь · f8 білий король · g8 білий слон · c7 чорний пішак · f7 чорний пішак · b6 білий пішак · b5 чорний король · c5 чорний пішак · h5 біла тура · b4 чорний слон · b3 біла тура · e3 білий пішак · c2 білий пішак · d2 білий пішак · e1 чорна тура | a8 білий ферзь · c8 білий кінь · f8 білий король · g8 білий слон · c7 чорний пішак · f7 чорний пішак · b6 білий пішак · b5 чорний король · c5 чорний пішак · h5 біла тура · b4 чорний слон · b3 біла тура · e3 білий пішак · c2 білий пішак · d2 білий пішак · e1 чорна тура | a8 білий ферзь · c8 білий кінь · f8 білий король · g8 білий слон · c7 чорний пішак · f7 чорний пішак · b6 білий пішак · b5 чорний король · c5 чорний пішак · h5 біла тура · b4 чорний слон · b3 біла тура · e3 білий пішак · c2 білий пішак · d2 білий пішак · e1 чорна тура | a8 білий ферзь · c8 білий кінь · f8 білий король · g8 білий слон · c7 чорний пішак · f7 чорний пішак · b6 білий пішак · b5 чорний король · c5 чорний пішак · h5 біла тура · b4 чорний слон · b3 біла тура · e3 білий пішак · c2 білий пішак · d2 білий пішак · e1 чорна тура | 3 |
| 2 | a8 білий ферзь · c8 білий кінь · f8 білий король · g8 білий слон · c7 чорний пішак · f7 чорний пішак · b6 білий пішак · b5 чорний король · c5 чорний пішак · h5 біла тура · b4 чорний слон · b3 біла тура · e3 білий пішак · c2 білий пішак · d2 білий пішак · e1 чорна тура | a8 білий ферзь · c8 білий кінь · f8 білий король · g8 білий слон · c7 чорний пішак · f7 чорний пішак · b6 білий пішак · b5 чорний король · c5 чорний пішак · h5 біла тура · b4 чорний слон · b3 біла тура · e3 білий пішак · c2 білий пішак · d2 білий пішак · e1 чорна тура | a8 білий ферзь · c8 білий кінь · f8 білий король · g8 білий слон · c7 чорний пішак · f7 чорний пішак · b6 білий пішак · b5 чорний король · c5 чорний пішак · h5 біла тура · b4 чорний слон · b3 біла тура · e3 білий пішак · c2 білий пішак · d2 білий пішак · e1 чорна тура | a8 білий ферзь · c8 білий кінь · f8 білий король · g8 білий слон · c7 чорний пішак · f7 чорний пішак · b6 білий пішак · b5 чорний король · c5 чорний пішак · h5 біла тура · b4 чорний слон · b3 біла тура · e3 білий пішак · c2 білий пішак · d2 білий пішак · e1 чорна тура | a8 білий ферзь · c8 білий кінь · f8 білий король · g8 білий слон · c7 чорний пішак · f7 чорний пішак · b6 білий пішак · b5 чорний король · c5 чорний пішак · h5 біла тура · b4 чорний слон · b3 біла тура · e3 білий пішак · c2 білий пішак · d2 білий пішак · e1 чорна тура | a8 білий ферзь · c8 білий кінь · f8 білий король · g8 білий слон · c7 чорний пішак · f7 чорний пішак · b6 білий пішак · b5 чорний король · c5 чорний пішак · h5 біла тура · b4 чорний слон · b3 біла тура · e3 білий пішак · c2 білий пішак · d2 білий пішак · e1 чорна тура | a8 білий ферзь · c8 білий кінь · f8 білий король · g8 білий слон · c7 чорний пішак · f7 чорний пішак · b6 білий пішак · b5 чорний король · c5 чорний пішак · h5 біла тура · b4 чорний слон · b3 біла тура · e3 білий пішак · c2 білий пішак · d2 білий пішак · e1 чорна тура | a8 білий ферзь · c8 білий кінь · f8 білий король · g8 білий слон · c7 чорний пішак · f7 чорний пішак · b6 білий пішак · b5 чорний король · c5 чорний пішак · h5 біла тура · b4 чорний слон · b3 біла тура · e3 білий пішак · c2 білий пішак · d2 білий пішак · e1 чорна тура | 2 |
| 1 | a8 білий ферзь · c8 білий кінь · f8 білий король · g8 білий слон · c7 чорний пішак · f7 чорний пішак · b6 білий пішак · b5 чорний король · c5 чорний пішак · h5 біла тура · b4 чорний слон · b3 біла тура · e3 білий пішак · c2 білий пішак · d2 білий пішак · e1 чорна тура | a8 білий ферзь · c8 білий кінь · f8 білий король · g8 білий слон · c7 чорний пішак · f7 чорний пішак · b6 білий пішак · b5 чорний король · c5 чорний пішак · h5 біла тура · b4 чорний слон · b3 біла тура · e3 білий пішак · c2 білий пішак · d2 білий пішак · e1 чорна тура | a8 білий ферзь · c8 білий кінь · f8 білий король · g8 білий слон · c7 чорний пішак · f7 чорний пішак · b6 білий пішак · b5 чорний король · c5 чорний пішак · h5 біла тура · b4 чорний слон · b3 біла тура · e3 білий пішак · c2 білий пішак · d2 білий пішак · e1 чорна тура | a8 білий ферзь · c8 білий кінь · f8 білий король · g8 білий слон · c7 чорний пішак · f7 чорний пішак · b6 білий пішак · b5 чорний король · c5 чорний пішак · h5 біла тура · b4 чорний слон · b3 біла тура · e3 білий пішак · c2 білий пішак · d2 білий пішак · e1 чорна тура | a8 білий ферзь · c8 білий кінь · f8 білий король · g8 білий слон · c7 чорний пішак · f7 чорний пішак · b6 білий пішак · b5 чорний король · c5 чорний пішак · h5 біла тура · b4 чорний слон · b3 біла тура · e3 білий пішак · c2 білий пішак · d2 білий пішак · e1 чорна тура | a8 білий ферзь · c8 білий кінь · f8 білий король · g8 білий слон · c7 чорний пішак · f7 чорний пішак · b6 білий пішак · b5 чорний король · c5 чорний пішак · h5 біла тура · b4 чорний слон · b3 біла тура · e3 білий пішак · c2 білий пішак · d2 білий пішак · e1 чорна тура | a8 білий ферзь · c8 білий кінь · f8 білий король · g8 білий слон · c7 чорний пішак · f7 чорний пішак · b6 білий пішак · b5 чорний король · c5 чорний пішак · h5 біла тура · b4 чорний слон · b3 біла тура · e3 білий пішак · c2 білий пішак · d2 білий пішак · e1 чорна тура | a8 білий ферзь · c8 білий кінь · f8 білий король · g8 білий слон · c7 чорний пішак · f7 чорний пішак · b6 білий пішак · b5 чорний король · c5 чорний пішак · h5 біла тура · b4 чорний слон · b3 біла тура · e3 білий пішак · c2 білий пішак · d2 білий пішак · e1 чорна тура | 1 |
|   | a | b | c | d | e | f | g | h |   |

FEN: Q1N2KB1/2p2p2/1P6/1kp4R/1b6/1R2P3/2PP4/4r3
1. d3? ~ 2. c4# (A)
1. … Rc1!
1. d4! ~ 2. Rxc5#
1. … f5 2. с4# (A)
- — - — - — -
1. … Kc4 2. Qa6#
1. … cb6 2. Sd6#
Вступний хід білих, відповідь чорних 1. … f5 і матуючий хід відповідають дебютним ходам практичної партії, має назву система Ільїна — Женевського.
|   | a | b | c | d | e | f | g | h |   |
| 8 | g8 білий слон · b7 чорний пішак · c7 білий король · f7 чорний пішак · b5 чорний король · c5 чорний пішак · h5 біла тура · b4 білий кінь · a3 білий ферзь · c2 білий пішак · d2 білий пішак · g2 чорний кінь · e1 білий слон | g8 білий слон · b7 чорний пішак · c7 білий король · f7 чорний пішак · b5 чорний король · c5 чорний пішак · h5 біла тура · b4 білий кінь · a3 білий ферзь · c2 білий пішак · d2 білий пішак · g2 чорний кінь · e1 білий слон | g8 білий слон · b7 чорний пішак · c7 білий король · f7 чорний пішак · b5 чорний король · c5 чорний пішак · h5 біла тура · b4 білий кінь · a3 білий ферзь · c2 білий пішак · d2 білий пішак · g2 чорний кінь · e1 білий слон | g8 білий слон · b7 чорний пішак · c7 білий король · f7 чорний пішак · b5 чорний король · c5 чорний пішак · h5 біла тура · b4 білий кінь · a3 білий ферзь · c2 білий пішак · d2 білий пішак · g2 чорний кінь · e1 білий слон | g8 білий слон · b7 чорний пішак · c7 білий король · f7 чорний пішак · b5 чорний король · c5 чорний пішак · h5 біла тура · b4 білий кінь · a3 білий ферзь · c2 білий пішак · d2 білий пішак · g2 чорний кінь · e1 білий слон | g8 білий слон · b7 чорний пішак · c7 білий король · f7 чорний пішак · b5 чорний король · c5 чорний пішак · h5 біла тура · b4 білий кінь · a3 білий ферзь · c2 білий пішак · d2 білий пішак · g2 чорний кінь · e1 білий слон | g8 білий слон · b7 чорний пішак · c7 білий король · f7 чорний пішак · b5 чорний король · c5 чорний пішак · h5 біла тура · b4 білий кінь · a3 білий ферзь · c2 білий пішак · d2 білий пішак · g2 чорний кінь · e1 білий слон | g8 білий слон · b7 чорний пішак · c7 білий король · f7 чорний пішак · b5 чорний король · c5 чорний пішак · h5 біла тура · b4 білий кінь · a3 білий ферзь · c2 білий пішак · d2 білий пішак · g2 чорний кінь · e1 білий слон | 8 |
| 7 | g8 білий слон · b7 чорний пішак · c7 білий король · f7 чорний пішак · b5 чорний король · c5 чорний пішак · h5 біла тура · b4 білий кінь · a3 білий ферзь · c2 білий пішак · d2 білий пішак · g2 чорний кінь · e1 білий слон | g8 білий слон · b7 чорний пішак · c7 білий король · f7 чорний пішак · b5 чорний король · c5 чорний пішак · h5 біла тура · b4 білий кінь · a3 білий ферзь · c2 білий пішак · d2 білий пішак · g2 чорний кінь · e1 білий слон | g8 білий слон · b7 чорний пішак · c7 білий король · f7 чорний пішак · b5 чорний король · c5 чорний пішак · h5 біла тура · b4 білий кінь · a3 білий ферзь · c2 білий пішак · d2 білий пішак · g2 чорний кінь · e1 білий слон | g8 білий слон · b7 чорний пішак · c7 білий король · f7 чорний пішак · b5 чорний король · c5 чорний пішак · h5 біла тура · b4 білий кінь · a3 білий ферзь · c2 білий пішак · d2 білий пішак · g2 чорний кінь · e1 білий слон | g8 білий слон · b7 чорний пішак · c7 білий король · f7 чорний пішак · b5 чорний король · c5 чорний пішак · h5 біла тура · b4 білий кінь · a3 білий ферзь · c2 білий пішак · d2 білий пішак · g2 чорний кінь · e1 білий слон | g8 білий слон · b7 чорний пішак · c7 білий король · f7 чорний пішак · b5 чорний король · c5 чорний пішак · h5 біла тура · b4 білий кінь · a3 білий ферзь · c2 білий пішак · d2 білий пішак · g2 чорний кінь · e1 білий слон | g8 білий слон · b7 чорний пішак · c7 білий король · f7 чорний пішак · b5 чорний король · c5 чорний пішак · h5 біла тура · b4 білий кінь · a3 білий ферзь · c2 білий пішак · d2 білий пішак · g2 чорний кінь · e1 білий слон | g8 білий слон · b7 чорний пішак · c7 білий король · f7 чорний пішак · b5 чорний король · c5 чорний пішак · h5 біла тура · b4 білий кінь · a3 білий ферзь · c2 білий пішак · d2 білий пішак · g2 чорний кінь · e1 білий слон | 7 |
| 6 | g8 білий слон · b7 чорний пішак · c7 білий король · f7 чорний пішак · b5 чорний король · c5 чорний пішак · h5 біла тура · b4 білий кінь · a3 білий ферзь · c2 білий пішак · d2 білий пішак · g2 чорний кінь · e1 білий слон | g8 білий слон · b7 чорний пішак · c7 білий король · f7 чорний пішак · b5 чорний король · c5 чорний пішак · h5 біла тура · b4 білий кінь · a3 білий ферзь · c2 білий пішак · d2 білий пішак · g2 чорний кінь · e1 білий слон | g8 білий слон · b7 чорний пішак · c7 білий король · f7 чорний пішак · b5 чорний король · c5 чорний пішак · h5 біла тура · b4 білий кінь · a3 білий ферзь · c2 білий пішак · d2 білий пішак · g2 чорний кінь · e1 білий слон | g8 білий слон · b7 чорний пішак · c7 білий король · f7 чорний пішак · b5 чорний король · c5 чорний пішак · h5 біла тура · b4 білий кінь · a3 білий ферзь · c2 білий пішак · d2 білий пішак · g2 чорний кінь · e1 білий слон | g8 білий слон · b7 чорний пішак · c7 білий король · f7 чорний пішак · b5 чорний король · c5 чорний пішак · h5 біла тура · b4 білий кінь · a3 білий ферзь · c2 білий пішак · d2 білий пішак · g2 чорний кінь · e1 білий слон | g8 білий слон · b7 чорний пішак · c7 білий король · f7 чорний пішак · b5 чорний король · c5 чорний пішак · h5 біла тура · b4 білий кінь · a3 білий ферзь · c2 білий пішак · d2 білий пішак · g2 чорний кінь · e1 білий слон | g8 білий слон · b7 чорний пішак · c7 білий король · f7 чорний пішак · b5 чорний король · c5 чорний пішак · h5 біла тура · b4 білий кінь · a3 білий ферзь · c2 білий пішак · d2 білий пішак · g2 чорний кінь · e1 білий слон | g8 білий слон · b7 чорний пішак · c7 білий король · f7 чорний пішак · b5 чорний король · c5 чорний пішак · h5 біла тура · b4 білий кінь · a3 білий ферзь · c2 білий пішак · d2 білий пішак · g2 чорний кінь · e1 білий слон | 6 |
| 5 | g8 білий слон · b7 чорний пішак · c7 білий король · f7 чорний пішак · b5 чорний король · c5 чорний пішак · h5 біла тура · b4 білий кінь · a3 білий ферзь · c2 білий пішак · d2 білий пішак · g2 чорний кінь · e1 білий слон | g8 білий слон · b7 чорний пішак · c7 білий король · f7 чорний пішак · b5 чорний король · c5 чорний пішак · h5 біла тура · b4 білий кінь · a3 білий ферзь · c2 білий пішак · d2 білий пішак · g2 чорний кінь · e1 білий слон | g8 білий слон · b7 чорний пішак · c7 білий король · f7 чорний пішак · b5 чорний король · c5 чорний пішак · h5 біла тура · b4 білий кінь · a3 білий ферзь · c2 білий пішак · d2 білий пішак · g2 чорний кінь · e1 білий слон | g8 білий слон · b7 чорний пішак · c7 білий король · f7 чорний пішак · b5 чорний король · c5 чорний пішак · h5 біла тура · b4 білий кінь · a3 білий ферзь · c2 білий пішак · d2 білий пішак · g2 чорний кінь · e1 білий слон | g8 білий слон · b7 чорний пішак · c7 білий король · f7 чорний пішак · b5 чорний король · c5 чорний пішак · h5 біла тура · b4 білий кінь · a3 білий ферзь · c2 білий пішак · d2 білий пішак · g2 чорний кінь · e1 білий слон | g8 білий слон · b7 чорний пішак · c7 білий король · f7 чорний пішак · b5 чорний король · c5 чорний пішак · h5 біла тура · b4 білий кінь · a3 білий ферзь · c2 білий пішак · d2 білий пішак · g2 чорний кінь · e1 білий слон | g8 білий слон · b7 чорний пішак · c7 білий король · f7 чорний пішак · b5 чорний король · c5 чорний пішак · h5 біла тура · b4 білий кінь · a3 білий ферзь · c2 білий пішак · d2 білий пішак · g2 чорний кінь · e1 білий слон | g8 білий слон · b7 чорний пішак · c7 білий король · f7 чорний пішак · b5 чорний король · c5 чорний пішак · h5 біла тура · b4 білий кінь · a3 білий ферзь · c2 білий пішак · d2 білий пішак · g2 чорний кінь · e1 білий слон | 5 |
| 4 | g8 білий слон · b7 чорний пішак · c7 білий король · f7 чорний пішак · b5 чорний король · c5 чорний пішак · h5 біла тура · b4 білий кінь · a3 білий ферзь · c2 білий пішак · d2 білий пішак · g2 чорний кінь · e1 білий слон | g8 білий слон · b7 чорний пішак · c7 білий король · f7 чорний пішак · b5 чорний король · c5 чорний пішак · h5 біла тура · b4 білий кінь · a3 білий ферзь · c2 білий пішак · d2 білий пішак · g2 чорний кінь · e1 білий слон | g8 білий слон · b7 чорний пішак · c7 білий король · f7 чорний пішак · b5 чорний король · c5 чорний пішак · h5 біла тура · b4 білий кінь · a3 білий ферзь · c2 білий пішак · d2 білий пішак · g2 чорний кінь · e1 білий слон | g8 білий слон · b7 чорний пішак · c7 білий король · f7 чорний пішак · b5 чорний король · c5 чорний пішак · h5 біла тура · b4 білий кінь · a3 білий ферзь · c2 білий пішак · d2 білий пішак · g2 чорний кінь · e1 білий слон | g8 білий слон · b7 чорний пішак · c7 білий король · f7 чорний пішак · b5 чорний король · c5 чорний пішак · h5 біла тура · b4 білий кінь · a3 білий ферзь · c2 білий пішак · d2 білий пішак · g2 чорний кінь · e1 білий слон | g8 білий слон · b7 чорний пішак · c7 білий король · f7 чорний пішак · b5 чорний король · c5 чорний пішак · h5 біла тура · b4 білий кінь · a3 білий ферзь · c2 білий пішак · d2 білий пішак · g2 чорний кінь · e1 білий слон | g8 білий слон · b7 чорний пішак · c7 білий король · f7 чорний пішак · b5 чорний король · c5 чорний пішак · h5 біла тура · b4 білий кінь · a3 білий ферзь · c2 білий пішак · d2 білий пішак · g2 чорний кінь · e1 білий слон | g8 білий слон · b7 чорний пішак · c7 білий король · f7 чорний пішак · b5 чорний король · c5 чорний пішак · h5 біла тура · b4 білий кінь · a3 білий ферзь · c2 білий пішак · d2 білий пішак · g2 чорний кінь · e1 білий слон | 4 |
| 3 | g8 білий слон · b7 чорний пішак · c7 білий король · f7 чорний пішак · b5 чорний король · c5 чорний пішак · h5 біла тура · b4 білий кінь · a3 білий ферзь · c2 білий пішак · d2 білий пішак · g2 чорний кінь · e1 білий слон | g8 білий слон · b7 чорний пішак · c7 білий король · f7 чорний пішак · b5 чорний король · c5 чорний пішак · h5 біла тура · b4 білий кінь · a3 білий ферзь · c2 білий пішак · d2 білий пішак · g2 чорний кінь · e1 білий слон | g8 білий слон · b7 чорний пішак · c7 білий король · f7 чорний пішак · b5 чорний король · c5 чорний пішак · h5 біла тура · b4 білий кінь · a3 білий ферзь · c2 білий пішак · d2 білий пішак · g2 чорний кінь · e1 білий слон | g8 білий слон · b7 чорний пішак · c7 білий король · f7 чорний пішак · b5 чорний король · c5 чорний пішак · h5 біла тура · b4 білий кінь · a3 білий ферзь · c2 білий пішак · d2 білий пішак · g2 чорний кінь · e1 білий слон | g8 білий слон · b7 чорний пішак · c7 білий король · f7 чорний пішак · b5 чорний король · c5 чорний пішак · h5 біла тура · b4 білий кінь · a3 білий ферзь · c2 білий пішак · d2 білий пішак · g2 чорний кінь · e1 білий слон | g8 білий слон · b7 чорний пішак · c7 білий король · f7 чорний пішак · b5 чорний король · c5 чорний пішак · h5 біла тура · b4 білий кінь · a3 білий ферзь · c2 білий пішак · d2 білий пішак · g2 чорний кінь · e1 білий слон | g8 білий слон · b7 чорний пішак · c7 білий король · f7 чорний пішак · b5 чорний король · c5 чорний пішак · h5 біла тура · b4 білий кінь · a3 білий ферзь · c2 білий пішак · d2 білий пішак · g2 чорний кінь · e1 білий слон | g8 білий слон · b7 чорний пішак · c7 білий король · f7 чорний пішак · b5 чорний король · c5 чорний пішак · h5 біла тура · b4 білий кінь · a3 білий ферзь · c2 білий пішак · d2 білий пішак · g2 чорний кінь · e1 білий слон | 3 |
| 2 | g8 білий слон · b7 чорний пішак · c7 білий король · f7 чорний пішак · b5 чорний король · c5 чорний пішак · h5 біла тура · b4 білий кінь · a3 білий ферзь · c2 білий пішак · d2 білий пішак · g2 чорний кінь · e1 білий слон | g8 білий слон · b7 чорний пішак · c7 білий король · f7 чорний пішак · b5 чорний король · c5 чорний пішак · h5 біла тура · b4 білий кінь · a3 білий ферзь · c2 білий пішак · d2 білий пішак · g2 чорний кінь · e1 білий слон | g8 білий слон · b7 чорний пішак · c7 білий король · f7 чорний пішак · b5 чорний король · c5 чорний пішак · h5 біла тура · b4 білий кінь · a3 білий ферзь · c2 білий пішак · d2 білий пішак · g2 чорний кінь · e1 білий слон | g8 білий слон · b7 чорний пішак · c7 білий король · f7 чорний пішак · b5 чорний король · c5 чорний пішак · h5 біла тура · b4 білий кінь · a3 білий ферзь · c2 білий пішак · d2 білий пішак · g2 чорний кінь · e1 білий слон | g8 білий слон · b7 чорний пішак · c7 білий король · f7 чорний пішак · b5 чорний король · c5 чорний пішак · h5 біла тура · b4 білий кінь · a3 білий ферзь · c2 білий пішак · d2 білий пішак · g2 чорний кінь · e1 білий слон | g8 білий слон · b7 чорний пішак · c7 білий король · f7 чорний пішак · b5 чорний король · c5 чорний пішак · h5 біла тура · b4 білий кінь · a3 білий ферзь · c2 білий пішак · d2 білий пішак · g2 чорний кінь · e1 білий слон | g8 білий слон · b7 чорний пішак · c7 білий король · f7 чорний пішак · b5 чорний король · c5 чорний пішак · h5 біла тура · b4 білий кінь · a3 білий ферзь · c2 білий пішак · d2 білий пішак · g2 чорний кінь · e1 білий слон | g8 білий слон · b7 чорний пішак · c7 білий король · f7 чорний пішак · b5 чорний король · c5 чорний пішак · h5 біла тура · b4 білий кінь · a3 білий ферзь · c2 білий пішак · d2 білий пішак · g2 чорний кінь · e1 білий слон | 2 |
| 1 | g8 білий слон · b7 чорний пішак · c7 білий король · f7 чорний пішак · b5 чорний король · c5 чорний пішак · h5 біла тура · b4 білий кінь · a3 білий ферзь · c2 білий пішак · d2 білий пішак · g2 чорний кінь · e1 білий слон | g8 білий слон · b7 чорний пішак · c7 білий король · f7 чорний пішак · b5 чорний король · c5 чорний пішак · h5 біла тура · b4 білий кінь · a3 білий ферзь · c2 білий пішак · d2 білий пішак · g2 чорний кінь · e1 білий слон | g8 білий слон · b7 чорний пішак · c7 білий король · f7 чорний пішак · b5 чорний король · c5 чорний пішак · h5 біла тура · b4 білий кінь · a3 білий ферзь · c2 білий пішак · d2 білий пішак · g2 чорний кінь · e1 білий слон | g8 білий слон · b7 чорний пішак · c7 білий король · f7 чорний пішак · b5 чорний король · c5 чорний пішак · h5 біла тура · b4 білий кінь · a3 білий ферзь · c2 білий пішак · d2 білий пішак · g2 чорний кінь · e1 білий слон | g8 білий слон · b7 чорний пішак · c7 білий король · f7 чорний пішак · b5 чорний король · c5 чорний пішак · h5 біла тура · b4 білий кінь · a3 білий ферзь · c2 білий пішак · d2 білий пішак · g2 чорний кінь · e1 білий слон | g8 білий слон · b7 чорний пішак · c7 білий король · f7 чорний пішак · b5 чорний король · c5 чорний пішак · h5 біла тура · b4 білий кінь · a3 білий ферзь · c2 білий пішак · d2 білий пішак · g2 чорний кінь · e1 білий слон | g8 білий слон · b7 чорний пішак · c7 білий король · f7 чорний пішак · b5 чорний король · c5 чорний пішак · h5 біла тура · b4 білий кінь · a3 білий ферзь · c2 білий пішак · d2 білий пішак · g2 чорний кінь · e1 білий слон | g8 білий слон · b7 чорний пішак · c7 білий король · f7 чорний пішак · b5 чорний король · c5 чорний пішак · h5 біла тура · b4 білий кінь · a3 білий ферзь · c2 білий пішак · d2 білий пішак · g2 чорний кінь · e1 білий слон | 1 |
|   | a | b | c | d | e | f | g | h |   |

FEN: 6B1/1pK2p2/8/1kp4R/1N6/Q7/2PP2n1/4B3
1. Sd3? b6!
1. d3? ~ 2. c4# (А) 1. … Se3!
1. d4! ~ 2. Rxc5#
1. … f5 2. с4# (A)
- — - — - — -
1. … Kc4 2. Qd3#
1. … b6 2. Qa6#
Вступний хід білих, відповідь чорних 1. … f5 і матуючий хід відповідають дебютним ходам практичної партії — це система Ільїна — Женевського
|   | a | b | c | d | e | f | g | h |   |
| 8 | a8 білий король · b8 білий слон · e8 чорний кінь · c7 чорний пішак · f7 чорний пішак · h6 білий ферзь · a5 білий кінь · b5 біла тура · d5 чорний пішак · d4 чорний король · f4 чорний пішак · f3 білий пішак · b2 білий пішак · c2 білий пішак · e2 білий пішак · f2 білий пішак · h2 чорний слон · d1 чорна тура · e1 білий кінь | a8 білий король · b8 білий слон · e8 чорний кінь · c7 чорний пішак · f7 чорний пішак · h6 білий ферзь · a5 білий кінь · b5 біла тура · d5 чорний пішак · d4 чорний король · f4 чорний пішак · f3 білий пішак · b2 білий пішак · c2 білий пішак · e2 білий пішак · f2 білий пішак · h2 чорний слон · d1 чорна тура · e1 білий кінь | a8 білий король · b8 білий слон · e8 чорний кінь · c7 чорний пішак · f7 чорний пішак · h6 білий ферзь · a5 білий кінь · b5 біла тура · d5 чорний пішак · d4 чорний король · f4 чорний пішак · f3 білий пішак · b2 білий пішак · c2 білий пішак · e2 білий пішак · f2 білий пішак · h2 чорний слон · d1 чорна тура · e1 білий кінь | a8 білий король · b8 білий слон · e8 чорний кінь · c7 чорний пішак · f7 чорний пішак · h6 білий ферзь · a5 білий кінь · b5 біла тура · d5 чорний пішак · d4 чорний король · f4 чорний пішак · f3 білий пішак · b2 білий пішак · c2 білий пішак · e2 білий пішак · f2 білий пішак · h2 чорний слон · d1 чорна тура · e1 білий кінь | a8 білий король · b8 білий слон · e8 чорний кінь · c7 чорний пішак · f7 чорний пішак · h6 білий ферзь · a5 білий кінь · b5 біла тура · d5 чорний пішак · d4 чорний король · f4 чорний пішак · f3 білий пішак · b2 білий пішак · c2 білий пішак · e2 білий пішак · f2 білий пішак · h2 чорний слон · d1 чорна тура · e1 білий кінь | a8 білий король · b8 білий слон · e8 чорний кінь · c7 чорний пішак · f7 чорний пішак · h6 білий ферзь · a5 білий кінь · b5 біла тура · d5 чорний пішак · d4 чорний король · f4 чорний пішак · f3 білий пішак · b2 білий пішак · c2 білий пішак · e2 білий пішак · f2 білий пішак · h2 чорний слон · d1 чорна тура · e1 білий кінь | a8 білий король · b8 білий слон · e8 чорний кінь · c7 чорний пішак · f7 чорний пішак · h6 білий ферзь · a5 білий кінь · b5 біла тура · d5 чорний пішак · d4 чорний король · f4 чорний пішак · f3 білий пішак · b2 білий пішак · c2 білий пішак · e2 білий пішак · f2 білий пішак · h2 чорний слон · d1 чорна тура · e1 білий кінь | a8 білий король · b8 білий слон · e8 чорний кінь · c7 чорний пішак · f7 чорний пішак · h6 білий ферзь · a5 білий кінь · b5 біла тура · d5 чорний пішак · d4 чорний король · f4 чорний пішак · f3 білий пішак · b2 білий пішак · c2 білий пішак · e2 білий пішак · f2 білий пішак · h2 чорний слон · d1 чорна тура · e1 білий кінь | 8 |
| 7 | a8 білий король · b8 білий слон · e8 чорний кінь · c7 чорний пішак · f7 чорний пішак · h6 білий ферзь · a5 білий кінь · b5 біла тура · d5 чорний пішак · d4 чорний король · f4 чорний пішак · f3 білий пішак · b2 білий пішак · c2 білий пішак · e2 білий пішак · f2 білий пішак · h2 чорний слон · d1 чорна тура · e1 білий кінь | a8 білий король · b8 білий слон · e8 чорний кінь · c7 чорний пішак · f7 чорний пішак · h6 білий ферзь · a5 білий кінь · b5 біла тура · d5 чорний пішак · d4 чорний король · f4 чорний пішак · f3 білий пішак · b2 білий пішак · c2 білий пішак · e2 білий пішак · f2 білий пішак · h2 чорний слон · d1 чорна тура · e1 білий кінь | a8 білий король · b8 білий слон · e8 чорний кінь · c7 чорний пішак · f7 чорний пішак · h6 білий ферзь · a5 білий кінь · b5 біла тура · d5 чорний пішак · d4 чорний король · f4 чорний пішак · f3 білий пішак · b2 білий пішак · c2 білий пішак · e2 білий пішак · f2 білий пішак · h2 чорний слон · d1 чорна тура · e1 білий кінь | a8 білий король · b8 білий слон · e8 чорний кінь · c7 чорний пішак · f7 чорний пішак · h6 білий ферзь · a5 білий кінь · b5 біла тура · d5 чорний пішак · d4 чорний король · f4 чорний пішак · f3 білий пішак · b2 білий пішак · c2 білий пішак · e2 білий пішак · f2 білий пішак · h2 чорний слон · d1 чорна тура · e1 білий кінь | a8 білий король · b8 білий слон · e8 чорний кінь · c7 чорний пішак · f7 чорний пішак · h6 білий ферзь · a5 білий кінь · b5 біла тура · d5 чорний пішак · d4 чорний король · f4 чорний пішак · f3 білий пішак · b2 білий пішак · c2 білий пішак · e2 білий пішак · f2 білий пішак · h2 чорний слон · d1 чорна тура · e1 білий кінь | a8 білий король · b8 білий слон · e8 чорний кінь · c7 чорний пішак · f7 чорний пішак · h6 білий ферзь · a5 білий кінь · b5 біла тура · d5 чорний пішак · d4 чорний король · f4 чорний пішак · f3 білий пішак · b2 білий пішак · c2 білий пішак · e2 білий пішак · f2 білий пішак · h2 чорний слон · d1 чорна тура · e1 білий кінь | a8 білий король · b8 білий слон · e8 чорний кінь · c7 чорний пішак · f7 чорний пішак · h6 білий ферзь · a5 білий кінь · b5 біла тура · d5 чорний пішак · d4 чорний король · f4 чорний пішак · f3 білий пішак · b2 білий пішак · c2 білий пішак · e2 білий пішак · f2 білий пішак · h2 чорний слон · d1 чорна тура · e1 білий кінь | a8 білий король · b8 білий слон · e8 чорний кінь · c7 чорний пішак · f7 чорний пішак · h6 білий ферзь · a5 білий кінь · b5 біла тура · d5 чорний пішак · d4 чорний король · f4 чорний пішак · f3 білий пішак · b2 білий пішак · c2 білий пішак · e2 білий пішак · f2 білий пішак · h2 чорний слон · d1 чорна тура · e1 білий кінь | 7 |
| 6 | a8 білий король · b8 білий слон · e8 чорний кінь · c7 чорний пішак · f7 чорний пішак · h6 білий ферзь · a5 білий кінь · b5 біла тура · d5 чорний пішак · d4 чорний король · f4 чорний пішак · f3 білий пішак · b2 білий пішак · c2 білий пішак · e2 білий пішак · f2 білий пішак · h2 чорний слон · d1 чорна тура · e1 білий кінь | a8 білий король · b8 білий слон · e8 чорний кінь · c7 чорний пішак · f7 чорний пішак · h6 білий ферзь · a5 білий кінь · b5 біла тура · d5 чорний пішак · d4 чорний король · f4 чорний пішак · f3 білий пішак · b2 білий пішак · c2 білий пішак · e2 білий пішак · f2 білий пішак · h2 чорний слон · d1 чорна тура · e1 білий кінь | a8 білий король · b8 білий слон · e8 чорний кінь · c7 чорний пішак · f7 чорний пішак · h6 білий ферзь · a5 білий кінь · b5 біла тура · d5 чорний пішак · d4 чорний король · f4 чорний пішак · f3 білий пішак · b2 білий пішак · c2 білий пішак · e2 білий пішак · f2 білий пішак · h2 чорний слон · d1 чорна тура · e1 білий кінь | a8 білий король · b8 білий слон · e8 чорний кінь · c7 чорний пішак · f7 чорний пішак · h6 білий ферзь · a5 білий кінь · b5 біла тура · d5 чорний пішак · d4 чорний король · f4 чорний пішак · f3 білий пішак · b2 білий пішак · c2 білий пішак · e2 білий пішак · f2 білий пішак · h2 чорний слон · d1 чорна тура · e1 білий кінь | a8 білий король · b8 білий слон · e8 чорний кінь · c7 чорний пішак · f7 чорний пішак · h6 білий ферзь · a5 білий кінь · b5 біла тура · d5 чорний пішак · d4 чорний король · f4 чорний пішак · f3 білий пішак · b2 білий пішак · c2 білий пішак · e2 білий пішак · f2 білий пішак · h2 чорний слон · d1 чорна тура · e1 білий кінь | a8 білий король · b8 білий слон · e8 чорний кінь · c7 чорний пішак · f7 чорний пішак · h6 білий ферзь · a5 білий кінь · b5 біла тура · d5 чорний пішак · d4 чорний король · f4 чорний пішак · f3 білий пішак · b2 білий пішак · c2 білий пішак · e2 білий пішак · f2 білий пішак · h2 чорний слон · d1 чорна тура · e1 білий кінь | a8 білий король · b8 білий слон · e8 чорний кінь · c7 чорний пішак · f7 чорний пішак · h6 білий ферзь · a5 білий кінь · b5 біла тура · d5 чорний пішак · d4 чорний король · f4 чорний пішак · f3 білий пішак · b2 білий пішак · c2 білий пішак · e2 білий пішак · f2 білий пішак · h2 чорний слон · d1 чорна тура · e1 білий кінь | a8 білий король · b8 білий слон · e8 чорний кінь · c7 чорний пішак · f7 чорний пішак · h6 білий ферзь · a5 білий кінь · b5 біла тура · d5 чорний пішак · d4 чорний король · f4 чорний пішак · f3 білий пішак · b2 білий пішак · c2 білий пішак · e2 білий пішак · f2 білий пішак · h2 чорний слон · d1 чорна тура · e1 білий кінь | 6 |
| 5 | a8 білий король · b8 білий слон · e8 чорний кінь · c7 чорний пішак · f7 чорний пішак · h6 білий ферзь · a5 білий кінь · b5 біла тура · d5 чорний пішак · d4 чорний король · f4 чорний пішак · f3 білий пішак · b2 білий пішак · c2 білий пішак · e2 білий пішак · f2 білий пішак · h2 чорний слон · d1 чорна тура · e1 білий кінь | a8 білий король · b8 білий слон · e8 чорний кінь · c7 чорний пішак · f7 чорний пішак · h6 білий ферзь · a5 білий кінь · b5 біла тура · d5 чорний пішак · d4 чорний король · f4 чорний пішак · f3 білий пішак · b2 білий пішак · c2 білий пішак · e2 білий пішак · f2 білий пішак · h2 чорний слон · d1 чорна тура · e1 білий кінь | a8 білий король · b8 білий слон · e8 чорний кінь · c7 чорний пішак · f7 чорний пішак · h6 білий ферзь · a5 білий кінь · b5 біла тура · d5 чорний пішак · d4 чорний король · f4 чорний пішак · f3 білий пішак · b2 білий пішак · c2 білий пішак · e2 білий пішак · f2 білий пішак · h2 чорний слон · d1 чорна тура · e1 білий кінь | a8 білий король · b8 білий слон · e8 чорний кінь · c7 чорний пішак · f7 чорний пішак · h6 білий ферзь · a5 білий кінь · b5 біла тура · d5 чорний пішак · d4 чорний король · f4 чорний пішак · f3 білий пішак · b2 білий пішак · c2 білий пішак · e2 білий пішак · f2 білий пішак · h2 чорний слон · d1 чорна тура · e1 білий кінь | a8 білий король · b8 білий слон · e8 чорний кінь · c7 чорний пішак · f7 чорний пішак · h6 білий ферзь · a5 білий кінь · b5 біла тура · d5 чорний пішак · d4 чорний король · f4 чорний пішак · f3 білий пішак · b2 білий пішак · c2 білий пішак · e2 білий пішак · f2 білий пішак · h2 чорний слон · d1 чорна тура · e1 білий кінь | a8 білий король · b8 білий слон · e8 чорний кінь · c7 чорний пішак · f7 чорний пішак · h6 білий ферзь · a5 білий кінь · b5 біла тура · d5 чорний пішак · d4 чорний король · f4 чорний пішак · f3 білий пішак · b2 білий пішак · c2 білий пішак · e2 білий пішак · f2 білий пішак · h2 чорний слон · d1 чорна тура · e1 білий кінь | a8 білий король · b8 білий слон · e8 чорний кінь · c7 чорний пішак · f7 чорний пішак · h6 білий ферзь · a5 білий кінь · b5 біла тура · d5 чорний пішак · d4 чорний король · f4 чорний пішак · f3 білий пішак · b2 білий пішак · c2 білий пішак · e2 білий пішак · f2 білий пішак · h2 чорний слон · d1 чорна тура · e1 білий кінь | a8 білий король · b8 білий слон · e8 чорний кінь · c7 чорний пішак · f7 чорний пішак · h6 білий ферзь · a5 білий кінь · b5 біла тура · d5 чорний пішак · d4 чорний король · f4 чорний пішак · f3 білий пішак · b2 білий пішак · c2 білий пішак · e2 білий пішак · f2 білий пішак · h2 чорний слон · d1 чорна тура · e1 білий кінь | 5 |
| 4 | a8 білий король · b8 білий слон · e8 чорний кінь · c7 чорний пішак · f7 чорний пішак · h6 білий ферзь · a5 білий кінь · b5 біла тура · d5 чорний пішак · d4 чорний король · f4 чорний пішак · f3 білий пішак · b2 білий пішак · c2 білий пішак · e2 білий пішак · f2 білий пішак · h2 чорний слон · d1 чорна тура · e1 білий кінь | a8 білий король · b8 білий слон · e8 чорний кінь · c7 чорний пішак · f7 чорний пішак · h6 білий ферзь · a5 білий кінь · b5 біла тура · d5 чорний пішак · d4 чорний король · f4 чорний пішак · f3 білий пішак · b2 білий пішак · c2 білий пішак · e2 білий пішак · f2 білий пішак · h2 чорний слон · d1 чорна тура · e1 білий кінь | a8 білий король · b8 білий слон · e8 чорний кінь · c7 чорний пішак · f7 чорний пішак · h6 білий ферзь · a5 білий кінь · b5 біла тура · d5 чорний пішак · d4 чорний король · f4 чорний пішак · f3 білий пішак · b2 білий пішак · c2 білий пішак · e2 білий пішак · f2 білий пішак · h2 чорний слон · d1 чорна тура · e1 білий кінь | a8 білий король · b8 білий слон · e8 чорний кінь · c7 чорний пішак · f7 чорний пішак · h6 білий ферзь · a5 білий кінь · b5 біла тура · d5 чорний пішак · d4 чорний король · f4 чорний пішак · f3 білий пішак · b2 білий пішак · c2 білий пішак · e2 білий пішак · f2 білий пішак · h2 чорний слон · d1 чорна тура · e1 білий кінь | a8 білий король · b8 білий слон · e8 чорний кінь · c7 чорний пішак · f7 чорний пішак · h6 білий ферзь · a5 білий кінь · b5 біла тура · d5 чорний пішак · d4 чорний король · f4 чорний пішак · f3 білий пішак · b2 білий пішак · c2 білий пішак · e2 білий пішак · f2 білий пішак · h2 чорний слон · d1 чорна тура · e1 білий кінь | a8 білий король · b8 білий слон · e8 чорний кінь · c7 чорний пішак · f7 чорний пішак · h6 білий ферзь · a5 білий кінь · b5 біла тура · d5 чорний пішак · d4 чорний король · f4 чорний пішак · f3 білий пішак · b2 білий пішак · c2 білий пішак · e2 білий пішак · f2 білий пішак · h2 чорний слон · d1 чорна тура · e1 білий кінь | a8 білий король · b8 білий слон · e8 чорний кінь · c7 чорний пішак · f7 чорний пішак · h6 білий ферзь · a5 білий кінь · b5 біла тура · d5 чорний пішак · d4 чорний король · f4 чорний пішак · f3 білий пішак · b2 білий пішак · c2 білий пішак · e2 білий пішак · f2 білий пішак · h2 чорний слон · d1 чорна тура · e1 білий кінь | a8 білий король · b8 білий слон · e8 чорний кінь · c7 чорний пішак · f7 чорний пішак · h6 білий ферзь · a5 білий кінь · b5 біла тура · d5 чорний пішак · d4 чорний король · f4 чорний пішак · f3 білий пішак · b2 білий пішак · c2 білий пішак · e2 білий пішак · f2 білий пішак · h2 чорний слон · d1 чорна тура · e1 білий кінь | 4 |
| 3 | a8 білий король · b8 білий слон · e8 чорний кінь · c7 чорний пішак · f7 чорний пішак · h6 білий ферзь · a5 білий кінь · b5 біла тура · d5 чорний пішак · d4 чорний король · f4 чорний пішак · f3 білий пішак · b2 білий пішак · c2 білий пішак · e2 білий пішак · f2 білий пішак · h2 чорний слон · d1 чорна тура · e1 білий кінь | a8 білий король · b8 білий слон · e8 чорний кінь · c7 чорний пішак · f7 чорний пішак · h6 білий ферзь · a5 білий кінь · b5 біла тура · d5 чорний пішак · d4 чорний король · f4 чорний пішак · f3 білий пішак · b2 білий пішак · c2 білий пішак · e2 білий пішак · f2 білий пішак · h2 чорний слон · d1 чорна тура · e1 білий кінь | a8 білий король · b8 білий слон · e8 чорний кінь · c7 чорний пішак · f7 чорний пішак · h6 білий ферзь · a5 білий кінь · b5 біла тура · d5 чорний пішак · d4 чорний король · f4 чорний пішак · f3 білий пішак · b2 білий пішак · c2 білий пішак · e2 білий пішак · f2 білий пішак · h2 чорний слон · d1 чорна тура · e1 білий кінь | a8 білий король · b8 білий слон · e8 чорний кінь · c7 чорний пішак · f7 чорний пішак · h6 білий ферзь · a5 білий кінь · b5 біла тура · d5 чорний пішак · d4 чорний король · f4 чорний пішак · f3 білий пішак · b2 білий пішак · c2 білий пішак · e2 білий пішак · f2 білий пішак · h2 чорний слон · d1 чорна тура · e1 білий кінь | a8 білий король · b8 білий слон · e8 чорний кінь · c7 чорний пішак · f7 чорний пішак · h6 білий ферзь · a5 білий кінь · b5 біла тура · d5 чорний пішак · d4 чорний король · f4 чорний пішак · f3 білий пішак · b2 білий пішак · c2 білий пішак · e2 білий пішак · f2 білий пішак · h2 чорний слон · d1 чорна тура · e1 білий кінь | a8 білий король · b8 білий слон · e8 чорний кінь · c7 чорний пішак · f7 чорний пішак · h6 білий ферзь · a5 білий кінь · b5 біла тура · d5 чорний пішак · d4 чорний король · f4 чорний пішак · f3 білий пішак · b2 білий пішак · c2 білий пішак · e2 білий пішак · f2 білий пішак · h2 чорний слон · d1 чорна тура · e1 білий кінь | a8 білий король · b8 білий слон · e8 чорний кінь · c7 чорний пішак · f7 чорний пішак · h6 білий ферзь · a5 білий кінь · b5 біла тура · d5 чорний пішак · d4 чорний король · f4 чорний пішак · f3 білий пішак · b2 білий пішак · c2 білий пішак · e2 білий пішак · f2 білий пішак · h2 чорний слон · d1 чорна тура · e1 білий кінь | a8 білий король · b8 білий слон · e8 чорний кінь · c7 чорний пішак · f7 чорний пішак · h6 білий ферзь · a5 білий кінь · b5 біла тура · d5 чорний пішак · d4 чорний король · f4 чорний пішак · f3 білий пішак · b2 білий пішак · c2 білий пішак · e2 білий пішак · f2 білий пішак · h2 чорний слон · d1 чорна тура · e1 білий кінь | 3 |
| 2 | a8 білий король · b8 білий слон · e8 чорний кінь · c7 чорний пішак · f7 чорний пішак · h6 білий ферзь · a5 білий кінь · b5 біла тура · d5 чорний пішак · d4 чорний король · f4 чорний пішак · f3 білий пішак · b2 білий пішак · c2 білий пішак · e2 білий пішак · f2 білий пішак · h2 чорний слон · d1 чорна тура · e1 білий кінь | a8 білий король · b8 білий слон · e8 чорний кінь · c7 чорний пішак · f7 чорний пішак · h6 білий ферзь · a5 білий кінь · b5 біла тура · d5 чорний пішак · d4 чорний король · f4 чорний пішак · f3 білий пішак · b2 білий пішак · c2 білий пішак · e2 білий пішак · f2 білий пішак · h2 чорний слон · d1 чорна тура · e1 білий кінь | a8 білий король · b8 білий слон · e8 чорний кінь · c7 чорний пішак · f7 чорний пішак · h6 білий ферзь · a5 білий кінь · b5 біла тура · d5 чорний пішак · d4 чорний король · f4 чорний пішак · f3 білий пішак · b2 білий пішак · c2 білий пішак · e2 білий пішак · f2 білий пішак · h2 чорний слон · d1 чорна тура · e1 білий кінь | a8 білий король · b8 білий слон · e8 чорний кінь · c7 чорний пішак · f7 чорний пішак · h6 білий ферзь · a5 білий кінь · b5 біла тура · d5 чорний пішак · d4 чорний король · f4 чорний пішак · f3 білий пішак · b2 білий пішак · c2 білий пішак · e2 білий пішак · f2 білий пішак · h2 чорний слон · d1 чорна тура · e1 білий кінь | a8 білий король · b8 білий слон · e8 чорний кінь · c7 чорний пішак · f7 чорний пішак · h6 білий ферзь · a5 білий кінь · b5 біла тура · d5 чорний пішак · d4 чорний король · f4 чорний пішак · f3 білий пішак · b2 білий пішак · c2 білий пішак · e2 білий пішак · f2 білий пішак · h2 чорний слон · d1 чорна тура · e1 білий кінь | a8 білий король · b8 білий слон · e8 чорний кінь · c7 чорний пішак · f7 чорний пішак · h6 білий ферзь · a5 білий кінь · b5 біла тура · d5 чорний пішак · d4 чорний король · f4 чорний пішак · f3 білий пішак · b2 білий пішак · c2 білий пішак · e2 білий пішак · f2 білий пішак · h2 чорний слон · d1 чорна тура · e1 білий кінь | a8 білий король · b8 білий слон · e8 чорний кінь · c7 чорний пішак · f7 чорний пішак · h6 білий ферзь · a5 білий кінь · b5 біла тура · d5 чорний пішак · d4 чорний король · f4 чорний пішак · f3 білий пішак · b2 білий пішак · c2 білий пішак · e2 білий пішак · f2 білий пішак · h2 чорний слон · d1 чорна тура · e1 білий кінь | a8 білий король · b8 білий слон · e8 чорний кінь · c7 чорний пішак · f7 чорний пішак · h6 білий ферзь · a5 білий кінь · b5 біла тура · d5 чорний пішак · d4 чорний король · f4 чорний пішак · f3 білий пішак · b2 білий пішак · c2 білий пішак · e2 білий пішак · f2 білий пішак · h2 чорний слон · d1 чорна тура · e1 білий кінь | 2 |
| 1 | a8 білий король · b8 білий слон · e8 чорний кінь · c7 чорний пішак · f7 чорний пішак · h6 білий ферзь · a5 білий кінь · b5 біла тура · d5 чорний пішак · d4 чорний король · f4 чорний пішак · f3 білий пішак · b2 білий пішак · c2 білий пішак · e2 білий пішак · f2 білий пішак · h2 чорний слон · d1 чорна тура · e1 білий кінь | a8 білий король · b8 білий слон · e8 чорний кінь · c7 чорний пішак · f7 чорний пішак · h6 білий ферзь · a5 білий кінь · b5 біла тура · d5 чорний пішак · d4 чорний король · f4 чорний пішак · f3 білий пішак · b2 білий пішак · c2 білий пішак · e2 білий пішак · f2 білий пішак · h2 чорний слон · d1 чорна тура · e1 білий кінь | a8 білий король · b8 білий слон · e8 чорний кінь · c7 чорний пішак · f7 чорний пішак · h6 білий ферзь · a5 білий кінь · b5 біла тура · d5 чорний пішак · d4 чорний король · f4 чорний пішак · f3 білий пішак · b2 білий пішак · c2 білий пішак · e2 білий пішак · f2 білий пішак · h2 чорний слон · d1 чорна тура · e1 білий кінь | a8 білий король · b8 білий слон · e8 чорний кінь · c7 чорний пішак · f7 чорний пішак · h6 білий ферзь · a5 білий кінь · b5 біла тура · d5 чорний пішак · d4 чорний король · f4 чорний пішак · f3 білий пішак · b2 білий пішак · c2 білий пішак · e2 білий пішак · f2 білий пішак · h2 чорний слон · d1 чорна тура · e1 білий кінь | a8 білий король · b8 білий слон · e8 чорний кінь · c7 чорний пішак · f7 чорний пішак · h6 білий ферзь · a5 білий кінь · b5 біла тура · d5 чорний пішак · d4 чорний король · f4 чорний пішак · f3 білий пішак · b2 білий пішак · c2 білий пішак · e2 білий пішак · f2 білий пішак · h2 чорний слон · d1 чорна тура · e1 білий кінь | a8 білий король · b8 білий слон · e8 чорний кінь · c7 чорний пішак · f7 чорний пішак · h6 білий ферзь · a5 білий кінь · b5 біла тура · d5 чорний пішак · d4 чорний король · f4 чорний пішак · f3 білий пішак · b2 білий пішак · c2 білий пішак · e2 білий пішак · f2 білий пішак · h2 чорний слон · d1 чорна тура · e1 білий кінь | a8 білий король · b8 білий слон · e8 чорний кінь · c7 чорний пішак · f7 чорний пішак · h6 білий ферзь · a5 білий кінь · b5 біла тура · d5 чорний пішак · d4 чорний король · f4 чорний пішак · f3 білий пішак · b2 білий пішак · c2 білий пішак · e2 білий пішак · f2 білий пішак · h2 чорний слон · d1 чорна тура · e1 білий кінь | a8 білий король · b8 білий слон · e8 чорний кінь · c7 чорний пішак · f7 чорний пішак · h6 білий ферзь · a5 білий кінь · b5 біла тура · d5 чорний пішак · d4 чорний король · f4 чорний пішак · f3 білий пішак · b2 білий пішак · c2 білий пішак · e2 білий пішак · f2 білий пішак · h2 чорний слон · d1 чорна тура · e1 білий кінь | 1 |
|   | a | b | c | d | e | f | g | h |   |

FEN: KB2n3/2p2p2/7Q/NR1p4/3k1p2/5P2/1PP1PP1b/3rN3
1.e4! ~ 2. Rxd5#
1. … c5 2. c3#
- — - — - — -
1. … Ke5 2. Sc6#
1. … Sf6 2. Qxf6#
1. … fe3 (e.p.) 2. Qxe3#
Вступний хід білих, відповідь чорних 1. … c5 і матуючий хід відповідають дебютним ходам практичної партії і називається сицилійський захист.
|   | a | b | c | d | e | f | g | h |   |
| 8 | a8 чорний ферзь · c8 білий ферзь · d7 чорний пішак · a6 чорний слон · e6 чорний пішак · g6 чорний пішак · h6 білий король · c5 біла тура · e5 білий пішак · f5 чорний король · g5 білий кінь · f4 чорний пішак · h4 чорний пішак · g3 чорна тура · c2 білий пішак · f2 білий кінь · b1 білий слон · g1 біла тура · h1 чорна тура | a8 чорний ферзь · c8 білий ферзь · d7 чорний пішак · a6 чорний слон · e6 чорний пішак · g6 чорний пішак · h6 білий король · c5 біла тура · e5 білий пішак · f5 чорний король · g5 білий кінь · f4 чорний пішак · h4 чорний пішак · g3 чорна тура · c2 білий пішак · f2 білий кінь · b1 білий слон · g1 біла тура · h1 чорна тура | a8 чорний ферзь · c8 білий ферзь · d7 чорний пішак · a6 чорний слон · e6 чорний пішак · g6 чорний пішак · h6 білий король · c5 біла тура · e5 білий пішак · f5 чорний король · g5 білий кінь · f4 чорний пішак · h4 чорний пішак · g3 чорна тура · c2 білий пішак · f2 білий кінь · b1 білий слон · g1 біла тура · h1 чорна тура | a8 чорний ферзь · c8 білий ферзь · d7 чорний пішак · a6 чорний слон · e6 чорний пішак · g6 чорний пішак · h6 білий король · c5 біла тура · e5 білий пішак · f5 чорний король · g5 білий кінь · f4 чорний пішак · h4 чорний пішак · g3 чорна тура · c2 білий пішак · f2 білий кінь · b1 білий слон · g1 біла тура · h1 чорна тура | a8 чорний ферзь · c8 білий ферзь · d7 чорний пішак · a6 чорний слон · e6 чорний пішак · g6 чорний пішак · h6 білий король · c5 біла тура · e5 білий пішак · f5 чорний король · g5 білий кінь · f4 чорний пішак · h4 чорний пішак · g3 чорна тура · c2 білий пішак · f2 білий кінь · b1 білий слон · g1 біла тура · h1 чорна тура | a8 чорний ферзь · c8 білий ферзь · d7 чорний пішак · a6 чорний слон · e6 чорний пішак · g6 чорний пішак · h6 білий король · c5 біла тура · e5 білий пішак · f5 чорний король · g5 білий кінь · f4 чорний пішак · h4 чорний пішак · g3 чорна тура · c2 білий пішак · f2 білий кінь · b1 білий слон · g1 біла тура · h1 чорна тура | a8 чорний ферзь · c8 білий ферзь · d7 чорний пішак · a6 чорний слон · e6 чорний пішак · g6 чорний пішак · h6 білий король · c5 біла тура · e5 білий пішак · f5 чорний король · g5 білий кінь · f4 чорний пішак · h4 чорний пішак · g3 чорна тура · c2 білий пішак · f2 білий кінь · b1 білий слон · g1 біла тура · h1 чорна тура | a8 чорний ферзь · c8 білий ферзь · d7 чорний пішак · a6 чорний слон · e6 чорний пішак · g6 чорний пішак · h6 білий король · c5 біла тура · e5 білий пішак · f5 чорний король · g5 білий кінь · f4 чорний пішак · h4 чорний пішак · g3 чорна тура · c2 білий пішак · f2 білий кінь · b1 білий слон · g1 біла тура · h1 чорна тура | 8 |
| 7 | a8 чорний ферзь · c8 білий ферзь · d7 чорний пішак · a6 чорний слон · e6 чорний пішак · g6 чорний пішак · h6 білий король · c5 біла тура · e5 білий пішак · f5 чорний король · g5 білий кінь · f4 чорний пішак · h4 чорний пішак · g3 чорна тура · c2 білий пішак · f2 білий кінь · b1 білий слон · g1 біла тура · h1 чорна тура | a8 чорний ферзь · c8 білий ферзь · d7 чорний пішак · a6 чорний слон · e6 чорний пішак · g6 чорний пішак · h6 білий король · c5 біла тура · e5 білий пішак · f5 чорний король · g5 білий кінь · f4 чорний пішак · h4 чорний пішак · g3 чорна тура · c2 білий пішак · f2 білий кінь · b1 білий слон · g1 біла тура · h1 чорна тура | a8 чорний ферзь · c8 білий ферзь · d7 чорний пішак · a6 чорний слон · e6 чорний пішак · g6 чорний пішак · h6 білий король · c5 біла тура · e5 білий пішак · f5 чорний король · g5 білий кінь · f4 чорний пішак · h4 чорний пішак · g3 чорна тура · c2 білий пішак · f2 білий кінь · b1 білий слон · g1 біла тура · h1 чорна тура | a8 чорний ферзь · c8 білий ферзь · d7 чорний пішак · a6 чорний слон · e6 чорний пішак · g6 чорний пішак · h6 білий король · c5 біла тура · e5 білий пішак · f5 чорний король · g5 білий кінь · f4 чорний пішак · h4 чорний пішак · g3 чорна тура · c2 білий пішак · f2 білий кінь · b1 білий слон · g1 біла тура · h1 чорна тура | a8 чорний ферзь · c8 білий ферзь · d7 чорний пішак · a6 чорний слон · e6 чорний пішак · g6 чорний пішак · h6 білий король · c5 біла тура · e5 білий пішак · f5 чорний король · g5 білий кінь · f4 чорний пішак · h4 чорний пішак · g3 чорна тура · c2 білий пішак · f2 білий кінь · b1 білий слон · g1 біла тура · h1 чорна тура | a8 чорний ферзь · c8 білий ферзь · d7 чорний пішак · a6 чорний слон · e6 чорний пішак · g6 чорний пішак · h6 білий король · c5 біла тура · e5 білий пішак · f5 чорний король · g5 білий кінь · f4 чорний пішак · h4 чорний пішак · g3 чорна тура · c2 білий пішак · f2 білий кінь · b1 білий слон · g1 біла тура · h1 чорна тура | a8 чорний ферзь · c8 білий ферзь · d7 чорний пішак · a6 чорний слон · e6 чорний пішак · g6 чорний пішак · h6 білий король · c5 біла тура · e5 білий пішак · f5 чорний король · g5 білий кінь · f4 чорний пішак · h4 чорний пішак · g3 чорна тура · c2 білий пішак · f2 білий кінь · b1 білий слон · g1 біла тура · h1 чорна тура | a8 чорний ферзь · c8 білий ферзь · d7 чорний пішак · a6 чорний слон · e6 чорний пішак · g6 чорний пішак · h6 білий король · c5 біла тура · e5 білий пішак · f5 чорний король · g5 білий кінь · f4 чорний пішак · h4 чорний пішак · g3 чорна тура · c2 білий пішак · f2 білий кінь · b1 білий слон · g1 біла тура · h1 чорна тура | 7 |
| 6 | a8 чорний ферзь · c8 білий ферзь · d7 чорний пішак · a6 чорний слон · e6 чорний пішак · g6 чорний пішак · h6 білий король · c5 біла тура · e5 білий пішак · f5 чорний король · g5 білий кінь · f4 чорний пішак · h4 чорний пішак · g3 чорна тура · c2 білий пішак · f2 білий кінь · b1 білий слон · g1 біла тура · h1 чорна тура | a8 чорний ферзь · c8 білий ферзь · d7 чорний пішак · a6 чорний слон · e6 чорний пішак · g6 чорний пішак · h6 білий король · c5 біла тура · e5 білий пішак · f5 чорний король · g5 білий кінь · f4 чорний пішак · h4 чорний пішак · g3 чорна тура · c2 білий пішак · f2 білий кінь · b1 білий слон · g1 біла тура · h1 чорна тура | a8 чорний ферзь · c8 білий ферзь · d7 чорний пішак · a6 чорний слон · e6 чорний пішак · g6 чорний пішак · h6 білий король · c5 біла тура · e5 білий пішак · f5 чорний король · g5 білий кінь · f4 чорний пішак · h4 чорний пішак · g3 чорна тура · c2 білий пішак · f2 білий кінь · b1 білий слон · g1 біла тура · h1 чорна тура | a8 чорний ферзь · c8 білий ферзь · d7 чорний пішак · a6 чорний слон · e6 чорний пішак · g6 чорний пішак · h6 білий король · c5 біла тура · e5 білий пішак · f5 чорний король · g5 білий кінь · f4 чорний пішак · h4 чорний пішак · g3 чорна тура · c2 білий пішак · f2 білий кінь · b1 білий слон · g1 біла тура · h1 чорна тура | a8 чорний ферзь · c8 білий ферзь · d7 чорний пішак · a6 чорний слон · e6 чорний пішак · g6 чорний пішак · h6 білий король · c5 біла тура · e5 білий пішак · f5 чорний король · g5 білий кінь · f4 чорний пішак · h4 чорний пішак · g3 чорна тура · c2 білий пішак · f2 білий кінь · b1 білий слон · g1 біла тура · h1 чорна тура | a8 чорний ферзь · c8 білий ферзь · d7 чорний пішак · a6 чорний слон · e6 чорний пішак · g6 чорний пішак · h6 білий король · c5 біла тура · e5 білий пішак · f5 чорний король · g5 білий кінь · f4 чорний пішак · h4 чорний пішак · g3 чорна тура · c2 білий пішак · f2 білий кінь · b1 білий слон · g1 біла тура · h1 чорна тура | a8 чорний ферзь · c8 білий ферзь · d7 чорний пішак · a6 чорний слон · e6 чорний пішак · g6 чорний пішак · h6 білий король · c5 біла тура · e5 білий пішак · f5 чорний король · g5 білий кінь · f4 чорний пішак · h4 чорний пішак · g3 чорна тура · c2 білий пішак · f2 білий кінь · b1 білий слон · g1 біла тура · h1 чорна тура | a8 чорний ферзь · c8 білий ферзь · d7 чорний пішак · a6 чорний слон · e6 чорний пішак · g6 чорний пішак · h6 білий король · c5 біла тура · e5 білий пішак · f5 чорний король · g5 білий кінь · f4 чорний пішак · h4 чорний пішак · g3 чорна тура · c2 білий пішак · f2 білий кінь · b1 білий слон · g1 біла тура · h1 чорна тура | 6 |
| 5 | a8 чорний ферзь · c8 білий ферзь · d7 чорний пішак · a6 чорний слон · e6 чорний пішак · g6 чорний пішак · h6 білий король · c5 біла тура · e5 білий пішак · f5 чорний король · g5 білий кінь · f4 чорний пішак · h4 чорний пішак · g3 чорна тура · c2 білий пішак · f2 білий кінь · b1 білий слон · g1 біла тура · h1 чорна тура | a8 чорний ферзь · c8 білий ферзь · d7 чорний пішак · a6 чорний слон · e6 чорний пішак · g6 чорний пішак · h6 білий король · c5 біла тура · e5 білий пішак · f5 чорний король · g5 білий кінь · f4 чорний пішак · h4 чорний пішак · g3 чорна тура · c2 білий пішак · f2 білий кінь · b1 білий слон · g1 біла тура · h1 чорна тура | a8 чорний ферзь · c8 білий ферзь · d7 чорний пішак · a6 чорний слон · e6 чорний пішак · g6 чорний пішак · h6 білий король · c5 біла тура · e5 білий пішак · f5 чорний король · g5 білий кінь · f4 чорний пішак · h4 чорний пішак · g3 чорна тура · c2 білий пішак · f2 білий кінь · b1 білий слон · g1 біла тура · h1 чорна тура | a8 чорний ферзь · c8 білий ферзь · d7 чорний пішак · a6 чорний слон · e6 чорний пішак · g6 чорний пішак · h6 білий король · c5 біла тура · e5 білий пішак · f5 чорний король · g5 білий кінь · f4 чорний пішак · h4 чорний пішак · g3 чорна тура · c2 білий пішак · f2 білий кінь · b1 білий слон · g1 біла тура · h1 чорна тура | a8 чорний ферзь · c8 білий ферзь · d7 чорний пішак · a6 чорний слон · e6 чорний пішак · g6 чорний пішак · h6 білий король · c5 біла тура · e5 білий пішак · f5 чорний король · g5 білий кінь · f4 чорний пішак · h4 чорний пішак · g3 чорна тура · c2 білий пішак · f2 білий кінь · b1 білий слон · g1 біла тура · h1 чорна тура | a8 чорний ферзь · c8 білий ферзь · d7 чорний пішак · a6 чорний слон · e6 чорний пішак · g6 чорний пішак · h6 білий король · c5 біла тура · e5 білий пішак · f5 чорний король · g5 білий кінь · f4 чорний пішак · h4 чорний пішак · g3 чорна тура · c2 білий пішак · f2 білий кінь · b1 білий слон · g1 біла тура · h1 чорна тура | a8 чорний ферзь · c8 білий ферзь · d7 чорний пішак · a6 чорний слон · e6 чорний пішак · g6 чорний пішак · h6 білий король · c5 біла тура · e5 білий пішак · f5 чорний король · g5 білий кінь · f4 чорний пішак · h4 чорний пішак · g3 чорна тура · c2 білий пішак · f2 білий кінь · b1 білий слон · g1 біла тура · h1 чорна тура | a8 чорний ферзь · c8 білий ферзь · d7 чорний пішак · a6 чорний слон · e6 чорний пішак · g6 чорний пішак · h6 білий король · c5 біла тура · e5 білий пішак · f5 чорний король · g5 білий кінь · f4 чорний пішак · h4 чорний пішак · g3 чорна тура · c2 білий пішак · f2 білий кінь · b1 білий слон · g1 біла тура · h1 чорна тура | 5 |
| 4 | a8 чорний ферзь · c8 білий ферзь · d7 чорний пішак · a6 чорний слон · e6 чорний пішак · g6 чорний пішак · h6 білий король · c5 біла тура · e5 білий пішак · f5 чорний король · g5 білий кінь · f4 чорний пішак · h4 чорний пішак · g3 чорна тура · c2 білий пішак · f2 білий кінь · b1 білий слон · g1 біла тура · h1 чорна тура | a8 чорний ферзь · c8 білий ферзь · d7 чорний пішак · a6 чорний слон · e6 чорний пішак · g6 чорний пішак · h6 білий король · c5 біла тура · e5 білий пішак · f5 чорний король · g5 білий кінь · f4 чорний пішак · h4 чорний пішак · g3 чорна тура · c2 білий пішак · f2 білий кінь · b1 білий слон · g1 біла тура · h1 чорна тура | a8 чорний ферзь · c8 білий ферзь · d7 чорний пішак · a6 чорний слон · e6 чорний пішак · g6 чорний пішак · h6 білий король · c5 біла тура · e5 білий пішак · f5 чорний король · g5 білий кінь · f4 чорний пішак · h4 чорний пішак · g3 чорна тура · c2 білий пішак · f2 білий кінь · b1 білий слон · g1 біла тура · h1 чорна тура | a8 чорний ферзь · c8 білий ферзь · d7 чорний пішак · a6 чорний слон · e6 чорний пішак · g6 чорний пішак · h6 білий король · c5 біла тура · e5 білий пішак · f5 чорний король · g5 білий кінь · f4 чорний пішак · h4 чорний пішак · g3 чорна тура · c2 білий пішак · f2 білий кінь · b1 білий слон · g1 біла тура · h1 чорна тура | a8 чорний ферзь · c8 білий ферзь · d7 чорний пішак · a6 чорний слон · e6 чорний пішак · g6 чорний пішак · h6 білий король · c5 біла тура · e5 білий пішак · f5 чорний король · g5 білий кінь · f4 чорний пішак · h4 чорний пішак · g3 чорна тура · c2 білий пішак · f2 білий кінь · b1 білий слон · g1 біла тура · h1 чорна тура | a8 чорний ферзь · c8 білий ферзь · d7 чорний пішак · a6 чорний слон · e6 чорний пішак · g6 чорний пішак · h6 білий король · c5 біла тура · e5 білий пішак · f5 чорний король · g5 білий кінь · f4 чорний пішак · h4 чорний пішак · g3 чорна тура · c2 білий пішак · f2 білий кінь · b1 білий слон · g1 біла тура · h1 чорна тура | a8 чорний ферзь · c8 білий ферзь · d7 чорний пішак · a6 чорний слон · e6 чорний пішак · g6 чорний пішак · h6 білий король · c5 біла тура · e5 білий пішак · f5 чорний король · g5 білий кінь · f4 чорний пішак · h4 чорний пішак · g3 чорна тура · c2 білий пішак · f2 білий кінь · b1 білий слон · g1 біла тура · h1 чорна тура | a8 чорний ферзь · c8 білий ферзь · d7 чорний пішак · a6 чорний слон · e6 чорний пішак · g6 чорний пішак · h6 білий король · c5 біла тура · e5 білий пішак · f5 чорний король · g5 білий кінь · f4 чорний пішак · h4 чорний пішак · g3 чорна тура · c2 білий пішак · f2 білий кінь · b1 білий слон · g1 біла тура · h1 чорна тура | 4 |
| 3 | a8 чорний ферзь · c8 білий ферзь · d7 чорний пішак · a6 чорний слон · e6 чорний пішак · g6 чорний пішак · h6 білий король · c5 біла тура · e5 білий пішак · f5 чорний король · g5 білий кінь · f4 чорний пішак · h4 чорний пішак · g3 чорна тура · c2 білий пішак · f2 білий кінь · b1 білий слон · g1 біла тура · h1 чорна тура | a8 чорний ферзь · c8 білий ферзь · d7 чорний пішак · a6 чорний слон · e6 чорний пішак · g6 чорний пішак · h6 білий король · c5 біла тура · e5 білий пішак · f5 чорний король · g5 білий кінь · f4 чорний пішак · h4 чорний пішак · g3 чорна тура · c2 білий пішак · f2 білий кінь · b1 білий слон · g1 біла тура · h1 чорна тура | a8 чорний ферзь · c8 білий ферзь · d7 чорний пішак · a6 чорний слон · e6 чорний пішак · g6 чорний пішак · h6 білий король · c5 біла тура · e5 білий пішак · f5 чорний король · g5 білий кінь · f4 чорний пішак · h4 чорний пішак · g3 чорна тура · c2 білий пішак · f2 білий кінь · b1 білий слон · g1 біла тура · h1 чорна тура | a8 чорний ферзь · c8 білий ферзь · d7 чорний пішак · a6 чорний слон · e6 чорний пішак · g6 чорний пішак · h6 білий король · c5 біла тура · e5 білий пішак · f5 чорний король · g5 білий кінь · f4 чорний пішак · h4 чорний пішак · g3 чорна тура · c2 білий пішак · f2 білий кінь · b1 білий слон · g1 біла тура · h1 чорна тура | a8 чорний ферзь · c8 білий ферзь · d7 чорний пішак · a6 чорний слон · e6 чорний пішак · g6 чорний пішак · h6 білий король · c5 біла тура · e5 білий пішак · f5 чорний король · g5 білий кінь · f4 чорний пішак · h4 чорний пішак · g3 чорна тура · c2 білий пішак · f2 білий кінь · b1 білий слон · g1 біла тура · h1 чорна тура | a8 чорний ферзь · c8 білий ферзь · d7 чорний пішак · a6 чорний слон · e6 чорний пішак · g6 чорний пішак · h6 білий король · c5 біла тура · e5 білий пішак · f5 чорний король · g5 білий кінь · f4 чорний пішак · h4 чорний пішак · g3 чорна тура · c2 білий пішак · f2 білий кінь · b1 білий слон · g1 біла тура · h1 чорна тура | a8 чорний ферзь · c8 білий ферзь · d7 чорний пішак · a6 чорний слон · e6 чорний пішак · g6 чорний пішак · h6 білий король · c5 біла тура · e5 білий пішак · f5 чорний король · g5 білий кінь · f4 чорний пішак · h4 чорний пішак · g3 чорна тура · c2 білий пішак · f2 білий кінь · b1 білий слон · g1 біла тура · h1 чорна тура | a8 чорний ферзь · c8 білий ферзь · d7 чорний пішак · a6 чорний слон · e6 чорний пішак · g6 чорний пішак · h6 білий король · c5 біла тура · e5 білий пішак · f5 чорний король · g5 білий кінь · f4 чорний пішак · h4 чорний пішак · g3 чорна тура · c2 білий пішак · f2 білий кінь · b1 білий слон · g1 біла тура · h1 чорна тура | 3 |
| 2 | a8 чорний ферзь · c8 білий ферзь · d7 чорний пішак · a6 чорний слон · e6 чорний пішак · g6 чорний пішак · h6 білий король · c5 біла тура · e5 білий пішак · f5 чорний король · g5 білий кінь · f4 чорний пішак · h4 чорний пішак · g3 чорна тура · c2 білий пішак · f2 білий кінь · b1 білий слон · g1 біла тура · h1 чорна тура | a8 чорний ферзь · c8 білий ферзь · d7 чорний пішак · a6 чорний слон · e6 чорний пішак · g6 чорний пішак · h6 білий король · c5 біла тура · e5 білий пішак · f5 чорний король · g5 білий кінь · f4 чорний пішак · h4 чорний пішак · g3 чорна тура · c2 білий пішак · f2 білий кінь · b1 білий слон · g1 біла тура · h1 чорна тура | a8 чорний ферзь · c8 білий ферзь · d7 чорний пішак · a6 чорний слон · e6 чорний пішак · g6 чорний пішак · h6 білий король · c5 біла тура · e5 білий пішак · f5 чорний король · g5 білий кінь · f4 чорний пішак · h4 чорний пішак · g3 чорна тура · c2 білий пішак · f2 білий кінь · b1 білий слон · g1 біла тура · h1 чорна тура | a8 чорний ферзь · c8 білий ферзь · d7 чорний пішак · a6 чорний слон · e6 чорний пішак · g6 чорний пішак · h6 білий король · c5 біла тура · e5 білий пішак · f5 чорний король · g5 білий кінь · f4 чорний пішак · h4 чорний пішак · g3 чорна тура · c2 білий пішак · f2 білий кінь · b1 білий слон · g1 біла тура · h1 чорна тура | a8 чорний ферзь · c8 білий ферзь · d7 чорний пішак · a6 чорний слон · e6 чорний пішак · g6 чорний пішак · h6 білий король · c5 біла тура · e5 білий пішак · f5 чорний король · g5 білий кінь · f4 чорний пішак · h4 чорний пішак · g3 чорна тура · c2 білий пішак · f2 білий кінь · b1 білий слон · g1 біла тура · h1 чорна тура | a8 чорний ферзь · c8 білий ферзь · d7 чорний пішак · a6 чорний слон · e6 чорний пішак · g6 чорний пішак · h6 білий король · c5 біла тура · e5 білий пішак · f5 чорний король · g5 білий кінь · f4 чорний пішак · h4 чорний пішак · g3 чорна тура · c2 білий пішак · f2 білий кінь · b1 білий слон · g1 біла тура · h1 чорна тура | a8 чорний ферзь · c8 білий ферзь · d7 чорний пішак · a6 чорний слон · e6 чорний пішак · g6 чорний пішак · h6 білий король · c5 біла тура · e5 білий пішак · f5 чорний король · g5 білий кінь · f4 чорний пішак · h4 чорний пішак · g3 чорна тура · c2 білий пішак · f2 білий кінь · b1 білий слон · g1 біла тура · h1 чорна тура | a8 чорний ферзь · c8 білий ферзь · d7 чорний пішак · a6 чорний слон · e6 чорний пішак · g6 чорний пішак · h6 білий король · c5 біла тура · e5 білий пішак · f5 чорний король · g5 білий кінь · f4 чорний пішак · h4 чорний пішак · g3 чорна тура · c2 білий пішак · f2 білий кінь · b1 білий слон · g1 біла тура · h1 чорна тура | 2 |
| 1 | a8 чорний ферзь · c8 білий ферзь · d7 чорний пішак · a6 чорний слон · e6 чорний пішак · g6 чорний пішак · h6 білий король · c5 біла тура · e5 білий пішак · f5 чорний король · g5 білий кінь · f4 чорний пішак · h4 чорний пішак · g3 чорна тура · c2 білий пішак · f2 білий кінь · b1 білий слон · g1 біла тура · h1 чорна тура | a8 чорний ферзь · c8 білий ферзь · d7 чорний пішак · a6 чорний слон · e6 чорний пішак · g6 чорний пішак · h6 білий король · c5 біла тура · e5 білий пішак · f5 чорний король · g5 білий кінь · f4 чорний пішак · h4 чорний пішак · g3 чорна тура · c2 білий пішак · f2 білий кінь · b1 білий слон · g1 біла тура · h1 чорна тура | a8 чорний ферзь · c8 білий ферзь · d7 чорний пішак · a6 чорний слон · e6 чорний пішак · g6 чорний пішак · h6 білий король · c5 біла тура · e5 білий пішак · f5 чорний король · g5 білий кінь · f4 чорний пішак · h4 чорний пішак · g3 чорна тура · c2 білий пішак · f2 білий кінь · b1 білий слон · g1 біла тура · h1 чорна тура | a8 чорний ферзь · c8 білий ферзь · d7 чорний пішак · a6 чорний слон · e6 чорний пішак · g6 чорний пішак · h6 білий король · c5 біла тура · e5 білий пішак · f5 чорний король · g5 білий кінь · f4 чорний пішак · h4 чорний пішак · g3 чорна тура · c2 білий пішак · f2 білий кінь · b1 білий слон · g1 біла тура · h1 чорна тура | a8 чорний ферзь · c8 білий ферзь · d7 чорний пішак · a6 чорний слон · e6 чорний пішак · g6 чорний пішак · h6 білий король · c5 біла тура · e5 білий пішак · f5 чорний король · g5 білий кінь · f4 чорний пішак · h4 чорний пішак · g3 чорна тура · c2 білий пішак · f2 білий кінь · b1 білий слон · g1 біла тура · h1 чорна тура | a8 чорний ферзь · c8 білий ферзь · d7 чорний пішак · a6 чорний слон · e6 чорний пішак · g6 чорний пішак · h6 білий король · c5 біла тура · e5 білий пішак · f5 чорний король · g5 білий кінь · f4 чорний пішак · h4 чорний пішак · g3 чорна тура · c2 білий пішак · f2 білий кінь · b1 білий слон · g1 біла тура · h1 чорна тура | a8 чорний ферзь · c8 білий ферзь · d7 чорний пішак · a6 чорний слон · e6 чорний пішак · g6 чорний пішак · h6 білий король · c5 біла тура · e5 білий пішак · f5 чорний король · g5 білий кінь · f4 чорний пішак · h4 чорний пішак · g3 чорна тура · c2 білий пішак · f2 білий кінь · b1 білий слон · g1 біла тура · h1 чорна тура | a8 чорний ферзь · c8 білий ферзь · d7 чорний пішак · a6 чорний слон · e6 чорний пішак · g6 чорний пішак · h6 білий король · c5 біла тура · e5 білий пішак · f5 чорний король · g5 білий кінь · f4 чорний пішак · h4 чорний пішак · g3 чорна тура · c2 білий пішак · f2 білий кінь · b1 білий слон · g1 біла тура · h1 чорна тура | 1 |
|   | a | b | c | d | e | f | g | h |   |

FEN: q1Q5/3p4/b3p1pK/2R1PkN1/5p1p/6r1/2P2N2/1B4Rr
1. … d5 2. Qxe6#
1. … Rxg5 2. Rxg5#
1. Sf3! ~ 2. Sd4#
1. … d5 2. с4#
- — - — - — -
1. … Rxf3 2. Rg5#
1. … Qxf3 2. Qf8#
Хід чорних 1. … d5 у відповідь на 1. Sf3 та матуючий хід належить до дебютних ходів практичної партії і називається дебют Реті.
|   | a | b | c | d | e | f | g | h |   |
| 8 | e7 чорний пішак · c6 чорний пішак · f6 чорний слон · g6 білий король · c5 чорний пішак · b4 чорний кінь · e4 чорний король · f3 білий кінь · g3 білий пішак · c2 білий пішак · d2 білий ферзь · e2 білий пішак · b1 білий кінь | e7 чорний пішак · c6 чорний пішак · f6 чорний слон · g6 білий король · c5 чорний пішак · b4 чорний кінь · e4 чорний король · f3 білий кінь · g3 білий пішак · c2 білий пішак · d2 білий ферзь · e2 білий пішак · b1 білий кінь | e7 чорний пішак · c6 чорний пішак · f6 чорний слон · g6 білий король · c5 чорний пішак · b4 чорний кінь · e4 чорний король · f3 білий кінь · g3 білий пішак · c2 білий пішак · d2 білий ферзь · e2 білий пішак · b1 білий кінь | e7 чорний пішак · c6 чорний пішак · f6 чорний слон · g6 білий король · c5 чорний пішак · b4 чорний кінь · e4 чорний король · f3 білий кінь · g3 білий пішак · c2 білий пішак · d2 білий ферзь · e2 білий пішак · b1 білий кінь | e7 чорний пішак · c6 чорний пішак · f6 чорний слон · g6 білий король · c5 чорний пішак · b4 чорний кінь · e4 чорний король · f3 білий кінь · g3 білий пішак · c2 білий пішак · d2 білий ферзь · e2 білий пішак · b1 білий кінь | e7 чорний пішак · c6 чорний пішак · f6 чорний слон · g6 білий король · c5 чорний пішак · b4 чорний кінь · e4 чорний король · f3 білий кінь · g3 білий пішак · c2 білий пішак · d2 білий ферзь · e2 білий пішак · b1 білий кінь | e7 чорний пішак · c6 чорний пішак · f6 чорний слон · g6 білий король · c5 чорний пішак · b4 чорний кінь · e4 чорний король · f3 білий кінь · g3 білий пішак · c2 білий пішак · d2 білий ферзь · e2 білий пішак · b1 білий кінь | e7 чорний пішак · c6 чорний пішак · f6 чорний слон · g6 білий король · c5 чорний пішак · b4 чорний кінь · e4 чорний король · f3 білий кінь · g3 білий пішак · c2 білий пішак · d2 білий ферзь · e2 білий пішак · b1 білий кінь | 8 |
| 7 | e7 чорний пішак · c6 чорний пішак · f6 чорний слон · g6 білий король · c5 чорний пішак · b4 чорний кінь · e4 чорний король · f3 білий кінь · g3 білий пішак · c2 білий пішак · d2 білий ферзь · e2 білий пішак · b1 білий кінь | e7 чорний пішак · c6 чорний пішак · f6 чорний слон · g6 білий король · c5 чорний пішак · b4 чорний кінь · e4 чорний король · f3 білий кінь · g3 білий пішак · c2 білий пішак · d2 білий ферзь · e2 білий пішак · b1 білий кінь | e7 чорний пішак · c6 чорний пішак · f6 чорний слон · g6 білий король · c5 чорний пішак · b4 чорний кінь · e4 чорний король · f3 білий кінь · g3 білий пішак · c2 білий пішак · d2 білий ферзь · e2 білий пішак · b1 білий кінь | e7 чорний пішак · c6 чорний пішак · f6 чорний слон · g6 білий король · c5 чорний пішак · b4 чорний кінь · e4 чорний король · f3 білий кінь · g3 білий пішак · c2 білий пішак · d2 білий ферзь · e2 білий пішак · b1 білий кінь | e7 чорний пішак · c6 чорний пішак · f6 чорний слон · g6 білий король · c5 чорний пішак · b4 чорний кінь · e4 чорний король · f3 білий кінь · g3 білий пішак · c2 білий пішак · d2 білий ферзь · e2 білий пішак · b1 білий кінь | e7 чорний пішак · c6 чорний пішак · f6 чорний слон · g6 білий король · c5 чорний пішак · b4 чорний кінь · e4 чорний король · f3 білий кінь · g3 білий пішак · c2 білий пішак · d2 білий ферзь · e2 білий пішак · b1 білий кінь | e7 чорний пішак · c6 чорний пішак · f6 чорний слон · g6 білий король · c5 чорний пішак · b4 чорний кінь · e4 чорний король · f3 білий кінь · g3 білий пішак · c2 білий пішак · d2 білий ферзь · e2 білий пішак · b1 білий кінь | e7 чорний пішак · c6 чорний пішак · f6 чорний слон · g6 білий король · c5 чорний пішак · b4 чорний кінь · e4 чорний король · f3 білий кінь · g3 білий пішак · c2 білий пішак · d2 білий ферзь · e2 білий пішак · b1 білий кінь | 7 |
| 6 | e7 чорний пішак · c6 чорний пішак · f6 чорний слон · g6 білий король · c5 чорний пішак · b4 чорний кінь · e4 чорний король · f3 білий кінь · g3 білий пішак · c2 білий пішак · d2 білий ферзь · e2 білий пішак · b1 білий кінь | e7 чорний пішак · c6 чорний пішак · f6 чорний слон · g6 білий король · c5 чорний пішак · b4 чорний кінь · e4 чорний король · f3 білий кінь · g3 білий пішак · c2 білий пішак · d2 білий ферзь · e2 білий пішак · b1 білий кінь | e7 чорний пішак · c6 чорний пішак · f6 чорний слон · g6 білий король · c5 чорний пішак · b4 чорний кінь · e4 чорний король · f3 білий кінь · g3 білий пішак · c2 білий пішак · d2 білий ферзь · e2 білий пішак · b1 білий кінь | e7 чорний пішак · c6 чорний пішак · f6 чорний слон · g6 білий король · c5 чорний пішак · b4 чорний кінь · e4 чорний король · f3 білий кінь · g3 білий пішак · c2 білий пішак · d2 білий ферзь · e2 білий пішак · b1 білий кінь | e7 чорний пішак · c6 чорний пішак · f6 чорний слон · g6 білий король · c5 чорний пішак · b4 чорний кінь · e4 чорний король · f3 білий кінь · g3 білий пішак · c2 білий пішак · d2 білий ферзь · e2 білий пішак · b1 білий кінь | e7 чорний пішак · c6 чорний пішак · f6 чорний слон · g6 білий король · c5 чорний пішак · b4 чорний кінь · e4 чорний король · f3 білий кінь · g3 білий пішак · c2 білий пішак · d2 білий ферзь · e2 білий пішак · b1 білий кінь | e7 чорний пішак · c6 чорний пішак · f6 чорний слон · g6 білий король · c5 чорний пішак · b4 чорний кінь · e4 чорний король · f3 білий кінь · g3 білий пішак · c2 білий пішак · d2 білий ферзь · e2 білий пішак · b1 білий кінь | e7 чорний пішак · c6 чорний пішак · f6 чорний слон · g6 білий король · c5 чорний пішак · b4 чорний кінь · e4 чорний король · f3 білий кінь · g3 білий пішак · c2 білий пішак · d2 білий ферзь · e2 білий пішак · b1 білий кінь | 6 |
| 5 | e7 чорний пішак · c6 чорний пішак · f6 чорний слон · g6 білий король · c5 чорний пішак · b4 чорний кінь · e4 чорний король · f3 білий кінь · g3 білий пішак · c2 білий пішак · d2 білий ферзь · e2 білий пішак · b1 білий кінь | e7 чорний пішак · c6 чорний пішак · f6 чорний слон · g6 білий король · c5 чорний пішак · b4 чорний кінь · e4 чорний король · f3 білий кінь · g3 білий пішак · c2 білий пішак · d2 білий ферзь · e2 білий пішак · b1 білий кінь | e7 чорний пішак · c6 чорний пішак · f6 чорний слон · g6 білий король · c5 чорний пішак · b4 чорний кінь · e4 чорний король · f3 білий кінь · g3 білий пішак · c2 білий пішак · d2 білий ферзь · e2 білий пішак · b1 білий кінь | e7 чорний пішак · c6 чорний пішак · f6 чорний слон · g6 білий король · c5 чорний пішак · b4 чорний кінь · e4 чорний король · f3 білий кінь · g3 білий пішак · c2 білий пішак · d2 білий ферзь · e2 білий пішак · b1 білий кінь | e7 чорний пішак · c6 чорний пішак · f6 чорний слон · g6 білий король · c5 чорний пішак · b4 чорний кінь · e4 чорний король · f3 білий кінь · g3 білий пішак · c2 білий пішак · d2 білий ферзь · e2 білий пішак · b1 білий кінь | e7 чорний пішак · c6 чорний пішак · f6 чорний слон · g6 білий король · c5 чорний пішак · b4 чорний кінь · e4 чорний король · f3 білий кінь · g3 білий пішак · c2 білий пішак · d2 білий ферзь · e2 білий пішак · b1 білий кінь | e7 чорний пішак · c6 чорний пішак · f6 чорний слон · g6 білий король · c5 чорний пішак · b4 чорний кінь · e4 чорний король · f3 білий кінь · g3 білий пішак · c2 білий пішак · d2 білий ферзь · e2 білий пішак · b1 білий кінь | e7 чорний пішак · c6 чорний пішак · f6 чорний слон · g6 білий король · c5 чорний пішак · b4 чорний кінь · e4 чорний король · f3 білий кінь · g3 білий пішак · c2 білий пішак · d2 білий ферзь · e2 білий пішак · b1 білий кінь | 5 |
| 4 | e7 чорний пішак · c6 чорний пішак · f6 чорний слон · g6 білий король · c5 чорний пішак · b4 чорний кінь · e4 чорний король · f3 білий кінь · g3 білий пішак · c2 білий пішак · d2 білий ферзь · e2 білий пішак · b1 білий кінь | e7 чорний пішак · c6 чорний пішак · f6 чорний слон · g6 білий король · c5 чорний пішак · b4 чорний кінь · e4 чорний король · f3 білий кінь · g3 білий пішак · c2 білий пішак · d2 білий ферзь · e2 білий пішак · b1 білий кінь | e7 чорний пішак · c6 чорний пішак · f6 чорний слон · g6 білий король · c5 чорний пішак · b4 чорний кінь · e4 чорний король · f3 білий кінь · g3 білий пішак · c2 білий пішак · d2 білий ферзь · e2 білий пішак · b1 білий кінь | e7 чорний пішак · c6 чорний пішак · f6 чорний слон · g6 білий король · c5 чорний пішак · b4 чорний кінь · e4 чорний король · f3 білий кінь · g3 білий пішак · c2 білий пішак · d2 білий ферзь · e2 білий пішак · b1 білий кінь | e7 чорний пішак · c6 чорний пішак · f6 чорний слон · g6 білий король · c5 чорний пішак · b4 чорний кінь · e4 чорний король · f3 білий кінь · g3 білий пішак · c2 білий пішак · d2 білий ферзь · e2 білий пішак · b1 білий кінь | e7 чорний пішак · c6 чорний пішак · f6 чорний слон · g6 білий король · c5 чорний пішак · b4 чорний кінь · e4 чорний король · f3 білий кінь · g3 білий пішак · c2 білий пішак · d2 білий ферзь · e2 білий пішак · b1 білий кінь | e7 чорний пішак · c6 чорний пішак · f6 чорний слон · g6 білий король · c5 чорний пішак · b4 чорний кінь · e4 чорний король · f3 білий кінь · g3 білий пішак · c2 білий пішак · d2 білий ферзь · e2 білий пішак · b1 білий кінь | e7 чорний пішак · c6 чорний пішак · f6 чорний слон · g6 білий король · c5 чорний пішак · b4 чорний кінь · e4 чорний король · f3 білий кінь · g3 білий пішак · c2 білий пішак · d2 білий ферзь · e2 білий пішак · b1 білий кінь | 4 |
| 3 | e7 чорний пішак · c6 чорний пішак · f6 чорний слон · g6 білий король · c5 чорний пішак · b4 чорний кінь · e4 чорний король · f3 білий кінь · g3 білий пішак · c2 білий пішак · d2 білий ферзь · e2 білий пішак · b1 білий кінь | e7 чорний пішак · c6 чорний пішак · f6 чорний слон · g6 білий король · c5 чорний пішак · b4 чорний кінь · e4 чорний король · f3 білий кінь · g3 білий пішак · c2 білий пішак · d2 білий ферзь · e2 білий пішак · b1 білий кінь | e7 чорний пішак · c6 чорний пішак · f6 чорний слон · g6 білий король · c5 чорний пішак · b4 чорний кінь · e4 чорний король · f3 білий кінь · g3 білий пішак · c2 білий пішак · d2 білий ферзь · e2 білий пішак · b1 білий кінь | e7 чорний пішак · c6 чорний пішак · f6 чорний слон · g6 білий король · c5 чорний пішак · b4 чорний кінь · e4 чорний король · f3 білий кінь · g3 білий пішак · c2 білий пішак · d2 білий ферзь · e2 білий пішак · b1 білий кінь | e7 чорний пішак · c6 чорний пішак · f6 чорний слон · g6 білий король · c5 чорний пішак · b4 чорний кінь · e4 чорний король · f3 білий кінь · g3 білий пішак · c2 білий пішак · d2 білий ферзь · e2 білий пішак · b1 білий кінь | e7 чорний пішак · c6 чорний пішак · f6 чорний слон · g6 білий король · c5 чорний пішак · b4 чорний кінь · e4 чорний король · f3 білий кінь · g3 білий пішак · c2 білий пішак · d2 білий ферзь · e2 білий пішак · b1 білий кінь | e7 чорний пішак · c6 чорний пішак · f6 чорний слон · g6 білий король · c5 чорний пішак · b4 чорний кінь · e4 чорний король · f3 білий кінь · g3 білий пішак · c2 білий пішак · d2 білий ферзь · e2 білий пішак · b1 білий кінь | e7 чорний пішак · c6 чорний пішак · f6 чорний слон · g6 білий король · c5 чорний пішак · b4 чорний кінь · e4 чорний король · f3 білий кінь · g3 білий пішак · c2 білий пішак · d2 білий ферзь · e2 білий пішак · b1 білий кінь | 3 |
| 2 | e7 чорний пішак · c6 чорний пішак · f6 чорний слон · g6 білий король · c5 чорний пішак · b4 чорний кінь · e4 чорний король · f3 білий кінь · g3 білий пішак · c2 білий пішак · d2 білий ферзь · e2 білий пішак · b1 білий кінь | e7 чорний пішак · c6 чорний пішак · f6 чорний слон · g6 білий король · c5 чорний пішак · b4 чорний кінь · e4 чорний король · f3 білий кінь · g3 білий пішак · c2 білий пішак · d2 білий ферзь · e2 білий пішак · b1 білий кінь | e7 чорний пішак · c6 чорний пішак · f6 чорний слон · g6 білий король · c5 чорний пішак · b4 чорний кінь · e4 чорний король · f3 білий кінь · g3 білий пішак · c2 білий пішак · d2 білий ферзь · e2 білий пішак · b1 білий кінь | e7 чорний пішак · c6 чорний пішак · f6 чорний слон · g6 білий король · c5 чорний пішак · b4 чорний кінь · e4 чорний король · f3 білий кінь · g3 білий пішак · c2 білий пішак · d2 білий ферзь · e2 білий пішак · b1 білий кінь | e7 чорний пішак · c6 чорний пішак · f6 чорний слон · g6 білий король · c5 чорний пішак · b4 чорний кінь · e4 чорний король · f3 білий кінь · g3 білий пішак · c2 білий пішак · d2 білий ферзь · e2 білий пішак · b1 білий кінь | e7 чорний пішак · c6 чорний пішак · f6 чорний слон · g6 білий король · c5 чорний пішак · b4 чорний кінь · e4 чорний король · f3 білий кінь · g3 білий пішак · c2 білий пішак · d2 білий ферзь · e2 білий пішак · b1 білий кінь | e7 чорний пішак · c6 чорний пішак · f6 чорний слон · g6 білий король · c5 чорний пішак · b4 чорний кінь · e4 чорний король · f3 білий кінь · g3 білий пішак · c2 білий пішак · d2 білий ферзь · e2 білий пішак · b1 білий кінь | e7 чорний пішак · c6 чорний пішак · f6 чорний слон · g6 білий король · c5 чорний пішак · b4 чорний кінь · e4 чорний король · f3 білий кінь · g3 білий пішак · c2 білий пішак · d2 білий ферзь · e2 білий пішак · b1 білий кінь | 2 |
| 1 | e7 чорний пішак · c6 чорний пішак · f6 чорний слон · g6 білий король · c5 чорний пішак · b4 чорний кінь · e4 чорний король · f3 білий кінь · g3 білий пішак · c2 білий пішак · d2 білий ферзь · e2 білий пішак · b1 білий кінь | e7 чорний пішак · c6 чорний пішак · f6 чорний слон · g6 білий король · c5 чорний пішак · b4 чорний кінь · e4 чорний король · f3 білий кінь · g3 білий пішак · c2 білий пішак · d2 білий ферзь · e2 білий пішак · b1 білий кінь | e7 чорний пішак · c6 чорний пішак · f6 чорний слон · g6 білий король · c5 чорний пішак · b4 чорний кінь · e4 чорний король · f3 білий кінь · g3 білий пішак · c2 білий пішак · d2 білий ферзь · e2 білий пішак · b1 білий кінь | e7 чорний пішак · c6 чорний пішак · f6 чорний слон · g6 білий король · c5 чорний пішак · b4 чорний кінь · e4 чорний король · f3 білий кінь · g3 білий пішак · c2 білий пішак · d2 білий ферзь · e2 білий пішак · b1 білий кінь | e7 чорний пішак · c6 чорний пішак · f6 чорний слон · g6 білий король · c5 чорний пішак · b4 чорний кінь · e4 чорний король · f3 білий кінь · g3 білий пішак · c2 білий пішак · d2 білий ферзь · e2 білий пішак · b1 білий кінь | e7 чорний пішак · c6 чорний пішак · f6 чорний слон · g6 білий король · c5 чорний пішак · b4 чорний кінь · e4 чорний король · f3 білий кінь · g3 білий пішак · c2 білий пішак · d2 білий ферзь · e2 білий пішак · b1 білий кінь | e7 чорний пішак · c6 чорний пішак · f6 чорний слон · g6 білий король · c5 чорний пішак · b4 чорний кінь · e4 чорний король · f3 білий кінь · g3 білий пішак · c2 білий пішак · d2 білий ферзь · e2 білий пішак · b1 білий кінь | e7 чорний пішак · c6 чорний пішак · f6 чорний слон · g6 білий король · c5 чорний пішак · b4 чорний кінь · e4 чорний король · f3 білий кінь · g3 білий пішак · c2 білий пішак · d2 білий ферзь · e2 білий пішак · b1 білий кінь | 1 |
|   | a | b | c | d | e | f | g | h |   |

FEN: 8/4p3/2p2bK1/2p5/1n2k3/5NP1/2PQP3/1N6
1. с4! ~ 2. Qf4#
1. … e5 2. Sc3#
- — - — - — -
1. … Sd5 2. Qd3#
1. … Be5 2. Sg5#
Хід чорних 1. … e5 у відповідь на 1. c4 та матуючий хід відповідає дебютним ходам практичної партії і має назву англійський початок.
|   | a | b | c | d | e | f | g | h |   |
| 8 | b8 чорний слон · c8 білий ферзь · b7 білий пішак · c7 чорний пішак · d7 білий пішак · e7 чорна тура · f7 чорний пішак · h7 біла тура · g5 біла тура · h5 білий король · c4 білий слон · e4 чорний король · h4 білий кінь · e3 білий пішак · d2 чорний пішак · e2 чорний пішак · f2 білий пішак · c1 чорний кінь · d1 чорна тура · g1 білий кінь | b8 чорний слон · c8 білий ферзь · b7 білий пішак · c7 чорний пішак · d7 білий пішак · e7 чорна тура · f7 чорний пішак · h7 біла тура · g5 біла тура · h5 білий король · c4 білий слон · e4 чорний король · h4 білий кінь · e3 білий пішак · d2 чорний пішак · e2 чорний пішак · f2 білий пішак · c1 чорний кінь · d1 чорна тура · g1 білий кінь | b8 чорний слон · c8 білий ферзь · b7 білий пішак · c7 чорний пішак · d7 білий пішак · e7 чорна тура · f7 чорний пішак · h7 біла тура · g5 біла тура · h5 білий король · c4 білий слон · e4 чорний король · h4 білий кінь · e3 білий пішак · d2 чорний пішак · e2 чорний пішак · f2 білий пішак · c1 чорний кінь · d1 чорна тура · g1 білий кінь | b8 чорний слон · c8 білий ферзь · b7 білий пішак · c7 чорний пішак · d7 білий пішак · e7 чорна тура · f7 чорний пішак · h7 біла тура · g5 біла тура · h5 білий король · c4 білий слон · e4 чорний король · h4 білий кінь · e3 білий пішак · d2 чорний пішак · e2 чорний пішак · f2 білий пішак · c1 чорний кінь · d1 чорна тура · g1 білий кінь | b8 чорний слон · c8 білий ферзь · b7 білий пішак · c7 чорний пішак · d7 білий пішак · e7 чорна тура · f7 чорний пішак · h7 біла тура · g5 біла тура · h5 білий король · c4 білий слон · e4 чорний король · h4 білий кінь · e3 білий пішак · d2 чорний пішак · e2 чорний пішак · f2 білий пішак · c1 чорний кінь · d1 чорна тура · g1 білий кінь | b8 чорний слон · c8 білий ферзь · b7 білий пішак · c7 чорний пішак · d7 білий пішак · e7 чорна тура · f7 чорний пішак · h7 біла тура · g5 біла тура · h5 білий король · c4 білий слон · e4 чорний король · h4 білий кінь · e3 білий пішак · d2 чорний пішак · e2 чорний пішак · f2 білий пішак · c1 чорний кінь · d1 чорна тура · g1 білий кінь | b8 чорний слон · c8 білий ферзь · b7 білий пішак · c7 чорний пішак · d7 білий пішак · e7 чорна тура · f7 чорний пішак · h7 біла тура · g5 біла тура · h5 білий король · c4 білий слон · e4 чорний король · h4 білий кінь · e3 білий пішак · d2 чорний пішак · e2 чорний пішак · f2 білий пішак · c1 чорний кінь · d1 чорна тура · g1 білий кінь | b8 чорний слон · c8 білий ферзь · b7 білий пішак · c7 чорний пішак · d7 білий пішак · e7 чорна тура · f7 чорний пішак · h7 біла тура · g5 біла тура · h5 білий король · c4 білий слон · e4 чорний король · h4 білий кінь · e3 білий пішак · d2 чорний пішак · e2 чорний пішак · f2 білий пішак · c1 чорний кінь · d1 чорна тура · g1 білий кінь | 8 |
| 7 | b8 чорний слон · c8 білий ферзь · b7 білий пішак · c7 чорний пішак · d7 білий пішак · e7 чорна тура · f7 чорний пішак · h7 біла тура · g5 біла тура · h5 білий король · c4 білий слон · e4 чорний король · h4 білий кінь · e3 білий пішак · d2 чорний пішак · e2 чорний пішак · f2 білий пішак · c1 чорний кінь · d1 чорна тура · g1 білий кінь | b8 чорний слон · c8 білий ферзь · b7 білий пішак · c7 чорний пішак · d7 білий пішак · e7 чорна тура · f7 чорний пішак · h7 біла тура · g5 біла тура · h5 білий король · c4 білий слон · e4 чорний король · h4 білий кінь · e3 білий пішак · d2 чорний пішак · e2 чорний пішак · f2 білий пішак · c1 чорний кінь · d1 чорна тура · g1 білий кінь | b8 чорний слон · c8 білий ферзь · b7 білий пішак · c7 чорний пішак · d7 білий пішак · e7 чорна тура · f7 чорний пішак · h7 біла тура · g5 біла тура · h5 білий король · c4 білий слон · e4 чорний король · h4 білий кінь · e3 білий пішак · d2 чорний пішак · e2 чорний пішак · f2 білий пішак · c1 чорний кінь · d1 чорна тура · g1 білий кінь | b8 чорний слон · c8 білий ферзь · b7 білий пішак · c7 чорний пішак · d7 білий пішак · e7 чорна тура · f7 чорний пішак · h7 біла тура · g5 біла тура · h5 білий король · c4 білий слон · e4 чорний король · h4 білий кінь · e3 білий пішак · d2 чорний пішак · e2 чорний пішак · f2 білий пішак · c1 чорний кінь · d1 чорна тура · g1 білий кінь | b8 чорний слон · c8 білий ферзь · b7 білий пішак · c7 чорний пішак · d7 білий пішак · e7 чорна тура · f7 чорний пішак · h7 біла тура · g5 біла тура · h5 білий король · c4 білий слон · e4 чорний король · h4 білий кінь · e3 білий пішак · d2 чорний пішак · e2 чорний пішак · f2 білий пішак · c1 чорний кінь · d1 чорна тура · g1 білий кінь | b8 чорний слон · c8 білий ферзь · b7 білий пішак · c7 чорний пішак · d7 білий пішак · e7 чорна тура · f7 чорний пішак · h7 біла тура · g5 біла тура · h5 білий король · c4 білий слон · e4 чорний король · h4 білий кінь · e3 білий пішак · d2 чорний пішак · e2 чорний пішак · f2 білий пішак · c1 чорний кінь · d1 чорна тура · g1 білий кінь | b8 чорний слон · c8 білий ферзь · b7 білий пішак · c7 чорний пішак · d7 білий пішак · e7 чорна тура · f7 чорний пішак · h7 біла тура · g5 біла тура · h5 білий король · c4 білий слон · e4 чорний король · h4 білий кінь · e3 білий пішак · d2 чорний пішак · e2 чорний пішак · f2 білий пішак · c1 чорний кінь · d1 чорна тура · g1 білий кінь | b8 чорний слон · c8 білий ферзь · b7 білий пішак · c7 чорний пішак · d7 білий пішак · e7 чорна тура · f7 чорний пішак · h7 біла тура · g5 біла тура · h5 білий король · c4 білий слон · e4 чорний король · h4 білий кінь · e3 білий пішак · d2 чорний пішак · e2 чорний пішак · f2 білий пішак · c1 чорний кінь · d1 чорна тура · g1 білий кінь | 7 |
| 6 | b8 чорний слон · c8 білий ферзь · b7 білий пішак · c7 чорний пішак · d7 білий пішак · e7 чорна тура · f7 чорний пішак · h7 біла тура · g5 біла тура · h5 білий король · c4 білий слон · e4 чорний король · h4 білий кінь · e3 білий пішак · d2 чорний пішак · e2 чорний пішак · f2 білий пішак · c1 чорний кінь · d1 чорна тура · g1 білий кінь | b8 чорний слон · c8 білий ферзь · b7 білий пішак · c7 чорний пішак · d7 білий пішак · e7 чорна тура · f7 чорний пішак · h7 біла тура · g5 біла тура · h5 білий король · c4 білий слон · e4 чорний король · h4 білий кінь · e3 білий пішак · d2 чорний пішак · e2 чорний пішак · f2 білий пішак · c1 чорний кінь · d1 чорна тура · g1 білий кінь | b8 чорний слон · c8 білий ферзь · b7 білий пішак · c7 чорний пішак · d7 білий пішак · e7 чорна тура · f7 чорний пішак · h7 біла тура · g5 біла тура · h5 білий король · c4 білий слон · e4 чорний король · h4 білий кінь · e3 білий пішак · d2 чорний пішак · e2 чорний пішак · f2 білий пішак · c1 чорний кінь · d1 чорна тура · g1 білий кінь | b8 чорний слон · c8 білий ферзь · b7 білий пішак · c7 чорний пішак · d7 білий пішак · e7 чорна тура · f7 чорний пішак · h7 біла тура · g5 біла тура · h5 білий король · c4 білий слон · e4 чорний король · h4 білий кінь · e3 білий пішак · d2 чорний пішак · e2 чорний пішак · f2 білий пішак · c1 чорний кінь · d1 чорна тура · g1 білий кінь | b8 чорний слон · c8 білий ферзь · b7 білий пішак · c7 чорний пішак · d7 білий пішак · e7 чорна тура · f7 чорний пішак · h7 біла тура · g5 біла тура · h5 білий король · c4 білий слон · e4 чорний король · h4 білий кінь · e3 білий пішак · d2 чорний пішак · e2 чорний пішак · f2 білий пішак · c1 чорний кінь · d1 чорна тура · g1 білий кінь | b8 чорний слон · c8 білий ферзь · b7 білий пішак · c7 чорний пішак · d7 білий пішак · e7 чорна тура · f7 чорний пішак · h7 біла тура · g5 біла тура · h5 білий король · c4 білий слон · e4 чорний король · h4 білий кінь · e3 білий пішак · d2 чорний пішак · e2 чорний пішак · f2 білий пішак · c1 чорний кінь · d1 чорна тура · g1 білий кінь | b8 чорний слон · c8 білий ферзь · b7 білий пішак · c7 чорний пішак · d7 білий пішак · e7 чорна тура · f7 чорний пішак · h7 біла тура · g5 біла тура · h5 білий король · c4 білий слон · e4 чорний король · h4 білий кінь · e3 білий пішак · d2 чорний пішак · e2 чорний пішак · f2 білий пішак · c1 чорний кінь · d1 чорна тура · g1 білий кінь | b8 чорний слон · c8 білий ферзь · b7 білий пішак · c7 чорний пішак · d7 білий пішак · e7 чорна тура · f7 чорний пішак · h7 біла тура · g5 біла тура · h5 білий король · c4 білий слон · e4 чорний король · h4 білий кінь · e3 білий пішак · d2 чорний пішак · e2 чорний пішак · f2 білий пішак · c1 чорний кінь · d1 чорна тура · g1 білий кінь | 6 |
| 5 | b8 чорний слон · c8 білий ферзь · b7 білий пішак · c7 чорний пішак · d7 білий пішак · e7 чорна тура · f7 чорний пішак · h7 біла тура · g5 біла тура · h5 білий король · c4 білий слон · e4 чорний король · h4 білий кінь · e3 білий пішак · d2 чорний пішак · e2 чорний пішак · f2 білий пішак · c1 чорний кінь · d1 чорна тура · g1 білий кінь | b8 чорний слон · c8 білий ферзь · b7 білий пішак · c7 чорний пішак · d7 білий пішак · e7 чорна тура · f7 чорний пішак · h7 біла тура · g5 біла тура · h5 білий король · c4 білий слон · e4 чорний король · h4 білий кінь · e3 білий пішак · d2 чорний пішак · e2 чорний пішак · f2 білий пішак · c1 чорний кінь · d1 чорна тура · g1 білий кінь | b8 чорний слон · c8 білий ферзь · b7 білий пішак · c7 чорний пішак · d7 білий пішак · e7 чорна тура · f7 чорний пішак · h7 біла тура · g5 біла тура · h5 білий король · c4 білий слон · e4 чорний король · h4 білий кінь · e3 білий пішак · d2 чорний пішак · e2 чорний пішак · f2 білий пішак · c1 чорний кінь · d1 чорна тура · g1 білий кінь | b8 чорний слон · c8 білий ферзь · b7 білий пішак · c7 чорний пішак · d7 білий пішак · e7 чорна тура · f7 чорний пішак · h7 біла тура · g5 біла тура · h5 білий король · c4 білий слон · e4 чорний король · h4 білий кінь · e3 білий пішак · d2 чорний пішак · e2 чорний пішак · f2 білий пішак · c1 чорний кінь · d1 чорна тура · g1 білий кінь | b8 чорний слон · c8 білий ферзь · b7 білий пішак · c7 чорний пішак · d7 білий пішак · e7 чорна тура · f7 чорний пішак · h7 біла тура · g5 біла тура · h5 білий король · c4 білий слон · e4 чорний король · h4 білий кінь · e3 білий пішак · d2 чорний пішак · e2 чорний пішак · f2 білий пішак · c1 чорний кінь · d1 чорна тура · g1 білий кінь | b8 чорний слон · c8 білий ферзь · b7 білий пішак · c7 чорний пішак · d7 білий пішак · e7 чорна тура · f7 чорний пішак · h7 біла тура · g5 біла тура · h5 білий король · c4 білий слон · e4 чорний король · h4 білий кінь · e3 білий пішак · d2 чорний пішак · e2 чорний пішак · f2 білий пішак · c1 чорний кінь · d1 чорна тура · g1 білий кінь | b8 чорний слон · c8 білий ферзь · b7 білий пішак · c7 чорний пішак · d7 білий пішак · e7 чорна тура · f7 чорний пішак · h7 біла тура · g5 біла тура · h5 білий король · c4 білий слон · e4 чорний король · h4 білий кінь · e3 білий пішак · d2 чорний пішак · e2 чорний пішак · f2 білий пішак · c1 чорний кінь · d1 чорна тура · g1 білий кінь | b8 чорний слон · c8 білий ферзь · b7 білий пішак · c7 чорний пішак · d7 білий пішак · e7 чорна тура · f7 чорний пішак · h7 біла тура · g5 біла тура · h5 білий король · c4 білий слон · e4 чорний король · h4 білий кінь · e3 білий пішак · d2 чорний пішак · e2 чорний пішак · f2 білий пішак · c1 чорний кінь · d1 чорна тура · g1 білий кінь | 5 |
| 4 | b8 чорний слон · c8 білий ферзь · b7 білий пішак · c7 чорний пішак · d7 білий пішак · e7 чорна тура · f7 чорний пішак · h7 біла тура · g5 біла тура · h5 білий король · c4 білий слон · e4 чорний король · h4 білий кінь · e3 білий пішак · d2 чорний пішак · e2 чорний пішак · f2 білий пішак · c1 чорний кінь · d1 чорна тура · g1 білий кінь | b8 чорний слон · c8 білий ферзь · b7 білий пішак · c7 чорний пішак · d7 білий пішак · e7 чорна тура · f7 чорний пішак · h7 біла тура · g5 біла тура · h5 білий король · c4 білий слон · e4 чорний король · h4 білий кінь · e3 білий пішак · d2 чорний пішак · e2 чорний пішак · f2 білий пішак · c1 чорний кінь · d1 чорна тура · g1 білий кінь | b8 чорний слон · c8 білий ферзь · b7 білий пішак · c7 чорний пішак · d7 білий пішак · e7 чорна тура · f7 чорний пішак · h7 біла тура · g5 біла тура · h5 білий король · c4 білий слон · e4 чорний король · h4 білий кінь · e3 білий пішак · d2 чорний пішак · e2 чорний пішак · f2 білий пішак · c1 чорний кінь · d1 чорна тура · g1 білий кінь | b8 чорний слон · c8 білий ферзь · b7 білий пішак · c7 чорний пішак · d7 білий пішак · e7 чорна тура · f7 чорний пішак · h7 біла тура · g5 біла тура · h5 білий король · c4 білий слон · e4 чорний король · h4 білий кінь · e3 білий пішак · d2 чорний пішак · e2 чорний пішак · f2 білий пішак · c1 чорний кінь · d1 чорна тура · g1 білий кінь | b8 чорний слон · c8 білий ферзь · b7 білий пішак · c7 чорний пішак · d7 білий пішак · e7 чорна тура · f7 чорний пішак · h7 біла тура · g5 біла тура · h5 білий король · c4 білий слон · e4 чорний король · h4 білий кінь · e3 білий пішак · d2 чорний пішак · e2 чорний пішак · f2 білий пішак · c1 чорний кінь · d1 чорна тура · g1 білий кінь | b8 чорний слон · c8 білий ферзь · b7 білий пішак · c7 чорний пішак · d7 білий пішак · e7 чорна тура · f7 чорний пішак · h7 біла тура · g5 біла тура · h5 білий король · c4 білий слон · e4 чорний король · h4 білий кінь · e3 білий пішак · d2 чорний пішак · e2 чорний пішак · f2 білий пішак · c1 чорний кінь · d1 чорна тура · g1 білий кінь | b8 чорний слон · c8 білий ферзь · b7 білий пішак · c7 чорний пішак · d7 білий пішак · e7 чорна тура · f7 чорний пішак · h7 біла тура · g5 біла тура · h5 білий король · c4 білий слон · e4 чорний король · h4 білий кінь · e3 білий пішак · d2 чорний пішак · e2 чорний пішак · f2 білий пішак · c1 чорний кінь · d1 чорна тура · g1 білий кінь | b8 чорний слон · c8 білий ферзь · b7 білий пішак · c7 чорний пішак · d7 білий пішак · e7 чорна тура · f7 чорний пішак · h7 біла тура · g5 біла тура · h5 білий король · c4 білий слон · e4 чорний король · h4 білий кінь · e3 білий пішак · d2 чорний пішак · e2 чорний пішак · f2 білий пішак · c1 чорний кінь · d1 чорна тура · g1 білий кінь | 4 |
| 3 | b8 чорний слон · c8 білий ферзь · b7 білий пішак · c7 чорний пішак · d7 білий пішак · e7 чорна тура · f7 чорний пішак · h7 біла тура · g5 біла тура · h5 білий король · c4 білий слон · e4 чорний король · h4 білий кінь · e3 білий пішак · d2 чорний пішак · e2 чорний пішак · f2 білий пішак · c1 чорний кінь · d1 чорна тура · g1 білий кінь | b8 чорний слон · c8 білий ферзь · b7 білий пішак · c7 чорний пішак · d7 білий пішак · e7 чорна тура · f7 чорний пішак · h7 біла тура · g5 біла тура · h5 білий король · c4 білий слон · e4 чорний король · h4 білий кінь · e3 білий пішак · d2 чорний пішак · e2 чорний пішак · f2 білий пішак · c1 чорний кінь · d1 чорна тура · g1 білий кінь | b8 чорний слон · c8 білий ферзь · b7 білий пішак · c7 чорний пішак · d7 білий пішак · e7 чорна тура · f7 чорний пішак · h7 біла тура · g5 біла тура · h5 білий король · c4 білий слон · e4 чорний король · h4 білий кінь · e3 білий пішак · d2 чорний пішак · e2 чорний пішак · f2 білий пішак · c1 чорний кінь · d1 чорна тура · g1 білий кінь | b8 чорний слон · c8 білий ферзь · b7 білий пішак · c7 чорний пішак · d7 білий пішак · e7 чорна тура · f7 чорний пішак · h7 біла тура · g5 біла тура · h5 білий король · c4 білий слон · e4 чорний король · h4 білий кінь · e3 білий пішак · d2 чорний пішак · e2 чорний пішак · f2 білий пішак · c1 чорний кінь · d1 чорна тура · g1 білий кінь | b8 чорний слон · c8 білий ферзь · b7 білий пішак · c7 чорний пішак · d7 білий пішак · e7 чорна тура · f7 чорний пішак · h7 біла тура · g5 біла тура · h5 білий король · c4 білий слон · e4 чорний король · h4 білий кінь · e3 білий пішак · d2 чорний пішак · e2 чорний пішак · f2 білий пішак · c1 чорний кінь · d1 чорна тура · g1 білий кінь | b8 чорний слон · c8 білий ферзь · b7 білий пішак · c7 чорний пішак · d7 білий пішак · e7 чорна тура · f7 чорний пішак · h7 біла тура · g5 біла тура · h5 білий король · c4 білий слон · e4 чорний король · h4 білий кінь · e3 білий пішак · d2 чорний пішак · e2 чорний пішак · f2 білий пішак · c1 чорний кінь · d1 чорна тура · g1 білий кінь | b8 чорний слон · c8 білий ферзь · b7 білий пішак · c7 чорний пішак · d7 білий пішак · e7 чорна тура · f7 чорний пішак · h7 біла тура · g5 біла тура · h5 білий король · c4 білий слон · e4 чорний король · h4 білий кінь · e3 білий пішак · d2 чорний пішак · e2 чорний пішак · f2 білий пішак · c1 чорний кінь · d1 чорна тура · g1 білий кінь | b8 чорний слон · c8 білий ферзь · b7 білий пішак · c7 чорний пішак · d7 білий пішак · e7 чорна тура · f7 чорний пішак · h7 біла тура · g5 біла тура · h5 білий король · c4 білий слон · e4 чорний король · h4 білий кінь · e3 білий пішак · d2 чорний пішак · e2 чорний пішак · f2 білий пішак · c1 чорний кінь · d1 чорна тура · g1 білий кінь | 3 |
| 2 | b8 чорний слон · c8 білий ферзь · b7 білий пішак · c7 чорний пішак · d7 білий пішак · e7 чорна тура · f7 чорний пішак · h7 біла тура · g5 біла тура · h5 білий король · c4 білий слон · e4 чорний король · h4 білий кінь · e3 білий пішак · d2 чорний пішак · e2 чорний пішак · f2 білий пішак · c1 чорний кінь · d1 чорна тура · g1 білий кінь | b8 чорний слон · c8 білий ферзь · b7 білий пішак · c7 чорний пішак · d7 білий пішак · e7 чорна тура · f7 чорний пішак · h7 біла тура · g5 біла тура · h5 білий король · c4 білий слон · e4 чорний король · h4 білий кінь · e3 білий пішак · d2 чорний пішак · e2 чорний пішак · f2 білий пішак · c1 чорний кінь · d1 чорна тура · g1 білий кінь | b8 чорний слон · c8 білий ферзь · b7 білий пішак · c7 чорний пішак · d7 білий пішак · e7 чорна тура · f7 чорний пішак · h7 біла тура · g5 біла тура · h5 білий король · c4 білий слон · e4 чорний король · h4 білий кінь · e3 білий пішак · d2 чорний пішак · e2 чорний пішак · f2 білий пішак · c1 чорний кінь · d1 чорна тура · g1 білий кінь | b8 чорний слон · c8 білий ферзь · b7 білий пішак · c7 чорний пішак · d7 білий пішак · e7 чорна тура · f7 чорний пішак · h7 біла тура · g5 біла тура · h5 білий король · c4 білий слон · e4 чорний король · h4 білий кінь · e3 білий пішак · d2 чорний пішак · e2 чорний пішак · f2 білий пішак · c1 чорний кінь · d1 чорна тура · g1 білий кінь | b8 чорний слон · c8 білий ферзь · b7 білий пішак · c7 чорний пішак · d7 білий пішак · e7 чорна тура · f7 чорний пішак · h7 біла тура · g5 біла тура · h5 білий король · c4 білий слон · e4 чорний король · h4 білий кінь · e3 білий пішак · d2 чорний пішак · e2 чорний пішак · f2 білий пішак · c1 чорний кінь · d1 чорна тура · g1 білий кінь | b8 чорний слон · c8 білий ферзь · b7 білий пішак · c7 чорний пішак · d7 білий пішак · e7 чорна тура · f7 чорний пішак · h7 біла тура · g5 біла тура · h5 білий король · c4 білий слон · e4 чорний король · h4 білий кінь · e3 білий пішак · d2 чорний пішак · e2 чорний пішак · f2 білий пішак · c1 чорний кінь · d1 чорна тура · g1 білий кінь | b8 чорний слон · c8 білий ферзь · b7 білий пішак · c7 чорний пішак · d7 білий пішак · e7 чорна тура · f7 чорний пішак · h7 біла тура · g5 біла тура · h5 білий король · c4 білий слон · e4 чорний король · h4 білий кінь · e3 білий пішак · d2 чорний пішак · e2 чорний пішак · f2 білий пішак · c1 чорний кінь · d1 чорна тура · g1 білий кінь | b8 чорний слон · c8 білий ферзь · b7 білий пішак · c7 чорний пішак · d7 білий пішак · e7 чорна тура · f7 чорний пішак · h7 біла тура · g5 біла тура · h5 білий король · c4 білий слон · e4 чорний король · h4 білий кінь · e3 білий пішак · d2 чорний пішак · e2 чорний пішак · f2 білий пішак · c1 чорний кінь · d1 чорна тура · g1 білий кінь | 2 |
| 1 | b8 чорний слон · c8 білий ферзь · b7 білий пішак · c7 чорний пішак · d7 білий пішак · e7 чорна тура · f7 чорний пішак · h7 біла тура · g5 біла тура · h5 білий король · c4 білий слон · e4 чорний король · h4 білий кінь · e3 білий пішак · d2 чорний пішак · e2 чорний пішак · f2 білий пішак · c1 чорний кінь · d1 чорна тура · g1 білий кінь | b8 чорний слон · c8 білий ферзь · b7 білий пішак · c7 чорний пішак · d7 білий пішак · e7 чорна тура · f7 чорний пішак · h7 біла тура · g5 біла тура · h5 білий король · c4 білий слон · e4 чорний король · h4 білий кінь · e3 білий пішак · d2 чорний пішак · e2 чорний пішак · f2 білий пішак · c1 чорний кінь · d1 чорна тура · g1 білий кінь | b8 чорний слон · c8 білий ферзь · b7 білий пішак · c7 чорний пішак · d7 білий пішак · e7 чорна тура · f7 чорний пішак · h7 біла тура · g5 біла тура · h5 білий король · c4 білий слон · e4 чорний король · h4 білий кінь · e3 білий пішак · d2 чорний пішак · e2 чорний пішак · f2 білий пішак · c1 чорний кінь · d1 чорна тура · g1 білий кінь | b8 чорний слон · c8 білий ферзь · b7 білий пішак · c7 чорний пішак · d7 білий пішак · e7 чорна тура · f7 чорний пішак · h7 біла тура · g5 біла тура · h5 білий король · c4 білий слон · e4 чорний король · h4 білий кінь · e3 білий пішак · d2 чорний пішак · e2 чорний пішак · f2 білий пішак · c1 чорний кінь · d1 чорна тура · g1 білий кінь | b8 чорний слон · c8 білий ферзь · b7 білий пішак · c7 чорний пішак · d7 білий пішак · e7 чорна тура · f7 чорний пішак · h7 біла тура · g5 біла тура · h5 білий король · c4 білий слон · e4 чорний король · h4 білий кінь · e3 білий пішак · d2 чорний пішак · e2 чорний пішак · f2 білий пішак · c1 чорний кінь · d1 чорна тура · g1 білий кінь | b8 чорний слон · c8 білий ферзь · b7 білий пішак · c7 чорний пішак · d7 білий пішак · e7 чорна тура · f7 чорний пішак · h7 біла тура · g5 біла тура · h5 білий король · c4 білий слон · e4 чорний король · h4 білий кінь · e3 білий пішак · d2 чорний пішак · e2 чорний пішак · f2 білий пішак · c1 чорний кінь · d1 чорна тура · g1 білий кінь | b8 чорний слон · c8 білий ферзь · b7 білий пішак · c7 чорний пішак · d7 білий пішак · e7 чорна тура · f7 чорний пішак · h7 біла тура · g5 біла тура · h5 білий король · c4 білий слон · e4 чорний король · h4 білий кінь · e3 білий пішак · d2 чорний пішак · e2 чорний пішак · f2 білий пішак · c1 чорний кінь · d1 чорна тура · g1 білий кінь | b8 чорний слон · c8 білий ферзь · b7 білий пішак · c7 чорний пішак · d7 білий пішак · e7 чорна тура · f7 чорний пішак · h7 біла тура · g5 біла тура · h5 білий король · c4 білий слон · e4 чорний король · h4 білий кінь · e3 білий пішак · d2 чорний пішак · e2 чорний пішак · f2 білий пішак · c1 чорний кінь · d1 чорна тура · g1 білий кінь | 1 |
|   | a | b | c | d | e | f | g | h |   |

FEN: 1bQ5/1PpPrp1R/8/6RK/2B1k2N/4P3/3ppP2/2nr2N1
1. Qh8? ~ 2. Rg4, Qd4#,   1. … c5!
1. Sg1-Sf3! ~ 2. Rg4#
1. … f5 2. Rxe7#
1. … c5 2. Qc6#
- — - — - — -
1. … Sd3 2. Bd5#
1. … Rg1 2. Sxd2#
1. … Re5 2. Rxe5#

Дебют Староіндійський початок: вступний хід білих і перші ходи чорних 1. … с5, f5 відповідають названому дебюту.
|   | a | b | c | d | e | f | g | h |   |
| 8 | c8 білий слон · h8 білий ферзь · d7 чорний кінь · e7 чорний слон · b5 білий король · d5 чорний король · e5 білий пішак · f4 біла тура · c2 білий пішак · d2 білий пішак · h2 чорний пішак | c8 білий слон · h8 білий ферзь · d7 чорний кінь · e7 чорний слон · b5 білий король · d5 чорний король · e5 білий пішак · f4 біла тура · c2 білий пішак · d2 білий пішак · h2 чорний пішак | c8 білий слон · h8 білий ферзь · d7 чорний кінь · e7 чорний слон · b5 білий король · d5 чорний король · e5 білий пішак · f4 біла тура · c2 білий пішак · d2 білий пішак · h2 чорний пішак | c8 білий слон · h8 білий ферзь · d7 чорний кінь · e7 чорний слон · b5 білий король · d5 чорний король · e5 білий пішак · f4 біла тура · c2 білий пішак · d2 білий пішак · h2 чорний пішак | c8 білий слон · h8 білий ферзь · d7 чорний кінь · e7 чорний слон · b5 білий король · d5 чорний король · e5 білий пішак · f4 біла тура · c2 білий пішак · d2 білий пішак · h2 чорний пішак | c8 білий слон · h8 білий ферзь · d7 чорний кінь · e7 чорний слон · b5 білий король · d5 чорний король · e5 білий пішак · f4 біла тура · c2 білий пішак · d2 білий пішак · h2 чорний пішак | c8 білий слон · h8 білий ферзь · d7 чорний кінь · e7 чорний слон · b5 білий король · d5 чорний король · e5 білий пішак · f4 біла тура · c2 білий пішак · d2 білий пішак · h2 чорний пішак | c8 білий слон · h8 білий ферзь · d7 чорний кінь · e7 чорний слон · b5 білий король · d5 чорний король · e5 білий пішак · f4 біла тура · c2 білий пішак · d2 білий пішак · h2 чорний пішак | 8 |
| 7 | c8 білий слон · h8 білий ферзь · d7 чорний кінь · e7 чорний слон · b5 білий король · d5 чорний король · e5 білий пішак · f4 біла тура · c2 білий пішак · d2 білий пішак · h2 чорний пішак | c8 білий слон · h8 білий ферзь · d7 чорний кінь · e7 чорний слон · b5 білий король · d5 чорний король · e5 білий пішак · f4 біла тура · c2 білий пішак · d2 білий пішак · h2 чорний пішак | c8 білий слон · h8 білий ферзь · d7 чорний кінь · e7 чорний слон · b5 білий король · d5 чорний король · e5 білий пішак · f4 біла тура · c2 білий пішак · d2 білий пішак · h2 чорний пішак | c8 білий слон · h8 білий ферзь · d7 чорний кінь · e7 чорний слон · b5 білий король · d5 чорний король · e5 білий пішак · f4 біла тура · c2 білий пішак · d2 білий пішак · h2 чорний пішак | c8 білий слон · h8 білий ферзь · d7 чорний кінь · e7 чорний слон · b5 білий король · d5 чорний король · e5 білий пішак · f4 біла тура · c2 білий пішак · d2 білий пішак · h2 чорний пішак | c8 білий слон · h8 білий ферзь · d7 чорний кінь · e7 чорний слон · b5 білий король · d5 чорний король · e5 білий пішак · f4 біла тура · c2 білий пішак · d2 білий пішак · h2 чорний пішак | c8 білий слон · h8 білий ферзь · d7 чорний кінь · e7 чорний слон · b5 білий король · d5 чорний король · e5 білий пішак · f4 біла тура · c2 білий пішак · d2 білий пішак · h2 чорний пішак | c8 білий слон · h8 білий ферзь · d7 чорний кінь · e7 чорний слон · b5 білий король · d5 чорний король · e5 білий пішак · f4 біла тура · c2 білий пішак · d2 білий пішак · h2 чорний пішак | 7 |
| 6 | c8 білий слон · h8 білий ферзь · d7 чорний кінь · e7 чорний слон · b5 білий король · d5 чорний король · e5 білий пішак · f4 біла тура · c2 білий пішак · d2 білий пішак · h2 чорний пішак | c8 білий слон · h8 білий ферзь · d7 чорний кінь · e7 чорний слон · b5 білий король · d5 чорний король · e5 білий пішак · f4 біла тура · c2 білий пішак · d2 білий пішак · h2 чорний пішак | c8 білий слон · h8 білий ферзь · d7 чорний кінь · e7 чорний слон · b5 білий король · d5 чорний король · e5 білий пішак · f4 біла тура · c2 білий пішак · d2 білий пішак · h2 чорний пішак | c8 білий слон · h8 білий ферзь · d7 чорний кінь · e7 чорний слон · b5 білий король · d5 чорний король · e5 білий пішак · f4 біла тура · c2 білий пішак · d2 білий пішак · h2 чорний пішак | c8 білий слон · h8 білий ферзь · d7 чорний кінь · e7 чорний слон · b5 білий король · d5 чорний король · e5 білий пішак · f4 біла тура · c2 білий пішак · d2 білий пішак · h2 чорний пішак | c8 білий слон · h8 білий ферзь · d7 чорний кінь · e7 чорний слон · b5 білий король · d5 чорний король · e5 білий пішак · f4 біла тура · c2 білий пішак · d2 білий пішак · h2 чорний пішак | c8 білий слон · h8 білий ферзь · d7 чорний кінь · e7 чорний слон · b5 білий король · d5 чорний король · e5 білий пішак · f4 біла тура · c2 білий пішак · d2 білий пішак · h2 чорний пішак | c8 білий слон · h8 білий ферзь · d7 чорний кінь · e7 чорний слон · b5 білий король · d5 чорний король · e5 білий пішак · f4 біла тура · c2 білий пішак · d2 білий пішак · h2 чорний пішак | 6 |
| 5 | c8 білий слон · h8 білий ферзь · d7 чорний кінь · e7 чорний слон · b5 білий король · d5 чорний король · e5 білий пішак · f4 біла тура · c2 білий пішак · d2 білий пішак · h2 чорний пішак | c8 білий слон · h8 білий ферзь · d7 чорний кінь · e7 чорний слон · b5 білий король · d5 чорний король · e5 білий пішак · f4 біла тура · c2 білий пішак · d2 білий пішак · h2 чорний пішак | c8 білий слон · h8 білий ферзь · d7 чорний кінь · e7 чорний слон · b5 білий король · d5 чорний король · e5 білий пішак · f4 біла тура · c2 білий пішак · d2 білий пішак · h2 чорний пішак | c8 білий слон · h8 білий ферзь · d7 чорний кінь · e7 чорний слон · b5 білий король · d5 чорний король · e5 білий пішак · f4 біла тура · c2 білий пішак · d2 білий пішак · h2 чорний пішак | c8 білий слон · h8 білий ферзь · d7 чорний кінь · e7 чорний слон · b5 білий король · d5 чорний король · e5 білий пішак · f4 біла тура · c2 білий пішак · d2 білий пішак · h2 чорний пішак | c8 білий слон · h8 білий ферзь · d7 чорний кінь · e7 чорний слон · b5 білий король · d5 чорний король · e5 білий пішак · f4 біла тура · c2 білий пішак · d2 білий пішак · h2 чорний пішак | c8 білий слон · h8 білий ферзь · d7 чорний кінь · e7 чорний слон · b5 білий король · d5 чорний король · e5 білий пішак · f4 біла тура · c2 білий пішак · d2 білий пішак · h2 чорний пішак | c8 білий слон · h8 білий ферзь · d7 чорний кінь · e7 чорний слон · b5 білий король · d5 чорний король · e5 білий пішак · f4 біла тура · c2 білий пішак · d2 білий пішак · h2 чорний пішак | 5 |
| 4 | c8 білий слон · h8 білий ферзь · d7 чорний кінь · e7 чорний слон · b5 білий король · d5 чорний король · e5 білий пішак · f4 біла тура · c2 білий пішак · d2 білий пішак · h2 чорний пішак | c8 білий слон · h8 білий ферзь · d7 чорний кінь · e7 чорний слон · b5 білий король · d5 чорний король · e5 білий пішак · f4 біла тура · c2 білий пішак · d2 білий пішак · h2 чорний пішак | c8 білий слон · h8 білий ферзь · d7 чорний кінь · e7 чорний слон · b5 білий король · d5 чорний король · e5 білий пішак · f4 біла тура · c2 білий пішак · d2 білий пішак · h2 чорний пішак | c8 білий слон · h8 білий ферзь · d7 чорний кінь · e7 чорний слон · b5 білий король · d5 чорний король · e5 білий пішак · f4 біла тура · c2 білий пішак · d2 білий пішак · h2 чорний пішак | c8 білий слон · h8 білий ферзь · d7 чорний кінь · e7 чорний слон · b5 білий король · d5 чорний король · e5 білий пішак · f4 біла тура · c2 білий пішак · d2 білий пішак · h2 чорний пішак | c8 білий слон · h8 білий ферзь · d7 чорний кінь · e7 чорний слон · b5 білий король · d5 чорний король · e5 білий пішак · f4 біла тура · c2 білий пішак · d2 білий пішак · h2 чорний пішак | c8 білий слон · h8 білий ферзь · d7 чорний кінь · e7 чорний слон · b5 білий король · d5 чорний король · e5 білий пішак · f4 біла тура · c2 білий пішак · d2 білий пішак · h2 чорний пішак | c8 білий слон · h8 білий ферзь · d7 чорний кінь · e7 чорний слон · b5 білий король · d5 чорний король · e5 білий пішак · f4 біла тура · c2 білий пішак · d2 білий пішак · h2 чорний пішак | 4 |
| 3 | c8 білий слон · h8 білий ферзь · d7 чорний кінь · e7 чорний слон · b5 білий король · d5 чорний король · e5 білий пішак · f4 біла тура · c2 білий пішак · d2 білий пішак · h2 чорний пішак | c8 білий слон · h8 білий ферзь · d7 чорний кінь · e7 чорний слон · b5 білий король · d5 чорний король · e5 білий пішак · f4 біла тура · c2 білий пішак · d2 білий пішак · h2 чорний пішак | c8 білий слон · h8 білий ферзь · d7 чорний кінь · e7 чорний слон · b5 білий король · d5 чорний король · e5 білий пішак · f4 біла тура · c2 білий пішак · d2 білий пішак · h2 чорний пішак | c8 білий слон · h8 білий ферзь · d7 чорний кінь · e7 чорний слон · b5 білий король · d5 чорний король · e5 білий пішак · f4 біла тура · c2 білий пішак · d2 білий пішак · h2 чорний пішак | c8 білий слон · h8 білий ферзь · d7 чорний кінь · e7 чорний слон · b5 білий король · d5 чорний король · e5 білий пішак · f4 біла тура · c2 білий пішак · d2 білий пішак · h2 чорний пішак | c8 білий слон · h8 білий ферзь · d7 чорний кінь · e7 чорний слон · b5 білий король · d5 чорний король · e5 білий пішак · f4 біла тура · c2 білий пішак · d2 білий пішак · h2 чорний пішак | c8 білий слон · h8 білий ферзь · d7 чорний кінь · e7 чорний слон · b5 білий король · d5 чорний король · e5 білий пішак · f4 біла тура · c2 білий пішак · d2 білий пішак · h2 чорний пішак | c8 білий слон · h8 білий ферзь · d7 чорний кінь · e7 чорний слон · b5 білий король · d5 чорний король · e5 білий пішак · f4 біла тура · c2 білий пішак · d2 білий пішак · h2 чорний пішак | 3 |
| 2 | c8 білий слон · h8 білий ферзь · d7 чорний кінь · e7 чорний слон · b5 білий король · d5 чорний король · e5 білий пішак · f4 біла тура · c2 білий пішак · d2 білий пішак · h2 чорний пішак | c8 білий слон · h8 білий ферзь · d7 чорний кінь · e7 чорний слон · b5 білий король · d5 чорний король · e5 білий пішак · f4 біла тура · c2 білий пішак · d2 білий пішак · h2 чорний пішак | c8 білий слон · h8 білий ферзь · d7 чорний кінь · e7 чорний слон · b5 білий король · d5 чорний король · e5 білий пішак · f4 біла тура · c2 білий пішак · d2 білий пішак · h2 чорний пішак | c8 білий слон · h8 білий ферзь · d7 чорний кінь · e7 чорний слон · b5 білий король · d5 чорний король · e5 білий пішак · f4 біла тура · c2 білий пішак · d2 білий пішак · h2 чорний пішак | c8 білий слон · h8 білий ферзь · d7 чорний кінь · e7 чорний слон · b5 білий король · d5 чорний король · e5 білий пішак · f4 біла тура · c2 білий пішак · d2 білий пішак · h2 чорний пішак | c8 білий слон · h8 білий ферзь · d7 чорний кінь · e7 чорний слон · b5 білий король · d5 чорний король · e5 білий пішак · f4 біла тура · c2 білий пішак · d2 білий пішак · h2 чорний пішак | c8 білий слон · h8 білий ферзь · d7 чорний кінь · e7 чорний слон · b5 білий король · d5 чорний король · e5 білий пішак · f4 біла тура · c2 білий пішак · d2 білий пішак · h2 чорний пішак | c8 білий слон · h8 білий ферзь · d7 чорний кінь · e7 чорний слон · b5 білий король · d5 чорний король · e5 білий пішак · f4 біла тура · c2 білий пішак · d2 білий пішак · h2 чорний пішак | 2 |
| 1 | c8 білий слон · h8 білий ферзь · d7 чорний кінь · e7 чорний слон · b5 білий король · d5 чорний король · e5 білий пішак · f4 біла тура · c2 білий пішак · d2 білий пішак · h2 чорний пішак | c8 білий слон · h8 білий ферзь · d7 чорний кінь · e7 чорний слон · b5 білий король · d5 чорний король · e5 білий пішак · f4 біла тура · c2 білий пішак · d2 білий пішак · h2 чорний пішак | c8 білий слон · h8 білий ферзь · d7 чорний кінь · e7 чорний слон · b5 білий король · d5 чорний король · e5 білий пішак · f4 біла тура · c2 білий пішак · d2 білий пішак · h2 чорний пішак | c8 білий слон · h8 білий ферзь · d7 чорний кінь · e7 чорний слон · b5 білий король · d5 чорний король · e5 білий пішак · f4 біла тура · c2 білий пішак · d2 білий пішак · h2 чорний пішак | c8 білий слон · h8 білий ферзь · d7 чорний кінь · e7 чорний слон · b5 білий король · d5 чорний король · e5 білий пішак · f4 біла тура · c2 білий пішак · d2 білий пішак · h2 чорний пішак | c8 білий слон · h8 білий ферзь · d7 чорний кінь · e7 чорний слон · b5 білий король · d5 чорний король · e5 білий пішак · f4 біла тура · c2 білий пішак · d2 білий пішак · h2 чорний пішак | c8 білий слон · h8 білий ферзь · d7 чорний кінь · e7 чорний слон · b5 білий король · d5 чорний король · e5 білий пішак · f4 біла тура · c2 білий пішак · d2 білий пішак · h2 чорний пішак | c8 білий слон · h8 білий ферзь · d7 чорний кінь · e7 чорний слон · b5 білий король · d5 чорний король · e5 білий пішак · f4 біла тура · c2 білий пішак · d2 білий пішак · h2 чорний пішак | 1 |
|   | a | b | c | d | e | f | g | h |   |

FEN: 2B4Q/3nb3/8/1K1kP3/5R2/8/2PP3p/8
1. c4+? A Ke6!
1. Bxd7? ~ 2. c4# A, 1. … Bf6!
1. d4! ~ 2. Qg8#
1. … Sf6 2. c4# A 
- — - — - — -
1. … Sxe5 2. Qxe5#
Ходи 1. d4 Sf6 2. c4 відповідають захисту Німцовича.

## Синтез з іншими темами
Поєднання теми Залокоцького — Пожарського з іншими темами розширює зміст твору. Яскравим прикладом цього є наступна задача.
|   | a | b | c | d | e | f | g | h |   |
| 8 | f8 білий слон · h8 білий кінь · c7 білий кінь · e7 чорний пішак · a6 чорна тура · f6 чорний король · d5 біла тура · g5 чорний пішак · e4 чорний пішак · g4 білий пішак · e3 біла тура · g3 чорний кінь · h3 білий король · f2 білий пішак | f8 білий слон · h8 білий кінь · c7 білий кінь · e7 чорний пішак · a6 чорна тура · f6 чорний король · d5 біла тура · g5 чорний пішак · e4 чорний пішак · g4 білий пішак · e3 біла тура · g3 чорний кінь · h3 білий король · f2 білий пішак | f8 білий слон · h8 білий кінь · c7 білий кінь · e7 чорний пішак · a6 чорна тура · f6 чорний король · d5 біла тура · g5 чорний пішак · e4 чорний пішак · g4 білий пішак · e3 біла тура · g3 чорний кінь · h3 білий король · f2 білий пішак | f8 білий слон · h8 білий кінь · c7 білий кінь · e7 чорний пішак · a6 чорна тура · f6 чорний король · d5 біла тура · g5 чорний пішак · e4 чорний пішак · g4 білий пішак · e3 біла тура · g3 чорний кінь · h3 білий король · f2 білий пішак | f8 білий слон · h8 білий кінь · c7 білий кінь · e7 чорний пішак · a6 чорна тура · f6 чорний король · d5 біла тура · g5 чорний пішак · e4 чорний пішак · g4 білий пішак · e3 біла тура · g3 чорний кінь · h3 білий король · f2 білий пішак | f8 білий слон · h8 білий кінь · c7 білий кінь · e7 чорний пішак · a6 чорна тура · f6 чорний король · d5 біла тура · g5 чорний пішак · e4 чорний пішак · g4 білий пішак · e3 біла тура · g3 чорний кінь · h3 білий король · f2 білий пішак | f8 білий слон · h8 білий кінь · c7 білий кінь · e7 чорний пішак · a6 чорна тура · f6 чорний король · d5 біла тура · g5 чорний пішак · e4 чорний пішак · g4 білий пішак · e3 біла тура · g3 чорний кінь · h3 білий король · f2 білий пішак | f8 білий слон · h8 білий кінь · c7 білий кінь · e7 чорний пішак · a6 чорна тура · f6 чорний король · d5 біла тура · g5 чорний пішак · e4 чорний пішак · g4 білий пішак · e3 біла тура · g3 чорний кінь · h3 білий король · f2 білий пішак | 8 |
| 7 | f8 білий слон · h8 білий кінь · c7 білий кінь · e7 чорний пішак · a6 чорна тура · f6 чорний король · d5 біла тура · g5 чорний пішак · e4 чорний пішак · g4 білий пішак · e3 біла тура · g3 чорний кінь · h3 білий король · f2 білий пішак | f8 білий слон · h8 білий кінь · c7 білий кінь · e7 чорний пішак · a6 чорна тура · f6 чорний король · d5 біла тура · g5 чорний пішак · e4 чорний пішак · g4 білий пішак · e3 біла тура · g3 чорний кінь · h3 білий король · f2 білий пішак | f8 білий слон · h8 білий кінь · c7 білий кінь · e7 чорний пішак · a6 чорна тура · f6 чорний король · d5 біла тура · g5 чорний пішак · e4 чорний пішак · g4 білий пішак · e3 біла тура · g3 чорний кінь · h3 білий король · f2 білий пішак | f8 білий слон · h8 білий кінь · c7 білий кінь · e7 чорний пішак · a6 чорна тура · f6 чорний король · d5 біла тура · g5 чорний пішак · e4 чорний пішак · g4 білий пішак · e3 біла тура · g3 чорний кінь · h3 білий король · f2 білий пішак | f8 білий слон · h8 білий кінь · c7 білий кінь · e7 чорний пішак · a6 чорна тура · f6 чорний король · d5 біла тура · g5 чорний пішак · e4 чорний пішак · g4 білий пішак · e3 біла тура · g3 чорний кінь · h3 білий король · f2 білий пішак | f8 білий слон · h8 білий кінь · c7 білий кінь · e7 чорний пішак · a6 чорна тура · f6 чорний король · d5 біла тура · g5 чорний пішак · e4 чорний пішак · g4 білий пішак · e3 біла тура · g3 чорний кінь · h3 білий король · f2 білий пішак | f8 білий слон · h8 білий кінь · c7 білий кінь · e7 чорний пішак · a6 чорна тура · f6 чорний король · d5 біла тура · g5 чорний пішак · e4 чорний пішак · g4 білий пішак · e3 біла тура · g3 чорний кінь · h3 білий король · f2 білий пішак | f8 білий слон · h8 білий кінь · c7 білий кінь · e7 чорний пішак · a6 чорна тура · f6 чорний король · d5 біла тура · g5 чорний пішак · e4 чорний пішак · g4 білий пішак · e3 біла тура · g3 чорний кінь · h3 білий король · f2 білий пішак | 7 |
| 6 | f8 білий слон · h8 білий кінь · c7 білий кінь · e7 чорний пішак · a6 чорна тура · f6 чорний король · d5 біла тура · g5 чорний пішак · e4 чорний пішак · g4 білий пішак · e3 біла тура · g3 чорний кінь · h3 білий король · f2 білий пішак | f8 білий слон · h8 білий кінь · c7 білий кінь · e7 чорний пішак · a6 чорна тура · f6 чорний король · d5 біла тура · g5 чорний пішак · e4 чорний пішак · g4 білий пішак · e3 біла тура · g3 чорний кінь · h3 білий король · f2 білий пішак | f8 білий слон · h8 білий кінь · c7 білий кінь · e7 чорний пішак · a6 чорна тура · f6 чорний король · d5 біла тура · g5 чорний пішак · e4 чорний пішак · g4 білий пішак · e3 біла тура · g3 чорний кінь · h3 білий король · f2 білий пішак | f8 білий слон · h8 білий кінь · c7 білий кінь · e7 чорний пішак · a6 чорна тура · f6 чорний король · d5 біла тура · g5 чорний пішак · e4 чорний пішак · g4 білий пішак · e3 біла тура · g3 чорний кінь · h3 білий король · f2 білий пішак | f8 білий слон · h8 білий кінь · c7 білий кінь · e7 чорний пішак · a6 чорна тура · f6 чорний король · d5 біла тура · g5 чорний пішак · e4 чорний пішак · g4 білий пішак · e3 біла тура · g3 чорний кінь · h3 білий король · f2 білий пішак | f8 білий слон · h8 білий кінь · c7 білий кінь · e7 чорний пішак · a6 чорна тура · f6 чорний король · d5 біла тура · g5 чорний пішак · e4 чорний пішак · g4 білий пішак · e3 біла тура · g3 чорний кінь · h3 білий король · f2 білий пішак | f8 білий слон · h8 білий кінь · c7 білий кінь · e7 чорний пішак · a6 чорна тура · f6 чорний король · d5 біла тура · g5 чорний пішак · e4 чорний пішак · g4 білий пішак · e3 біла тура · g3 чорний кінь · h3 білий король · f2 білий пішак | f8 білий слон · h8 білий кінь · c7 білий кінь · e7 чорний пішак · a6 чорна тура · f6 чорний король · d5 біла тура · g5 чорний пішак · e4 чорний пішак · g4 білий пішак · e3 біла тура · g3 чорний кінь · h3 білий король · f2 білий пішак | 6 |
| 5 | f8 білий слон · h8 білий кінь · c7 білий кінь · e7 чорний пішак · a6 чорна тура · f6 чорний король · d5 біла тура · g5 чорний пішак · e4 чорний пішак · g4 білий пішак · e3 біла тура · g3 чорний кінь · h3 білий король · f2 білий пішак | f8 білий слон · h8 білий кінь · c7 білий кінь · e7 чорний пішак · a6 чорна тура · f6 чорний король · d5 біла тура · g5 чорний пішак · e4 чорний пішак · g4 білий пішак · e3 біла тура · g3 чорний кінь · h3 білий король · f2 білий пішак | f8 білий слон · h8 білий кінь · c7 білий кінь · e7 чорний пішак · a6 чорна тура · f6 чорний король · d5 біла тура · g5 чорний пішак · e4 чорний пішак · g4 білий пішак · e3 біла тура · g3 чорний кінь · h3 білий король · f2 білий пішак | f8 білий слон · h8 білий кінь · c7 білий кінь · e7 чорний пішак · a6 чорна тура · f6 чорний король · d5 біла тура · g5 чорний пішак · e4 чорний пішак · g4 білий пішак · e3 біла тура · g3 чорний кінь · h3 білий король · f2 білий пішак | f8 білий слон · h8 білий кінь · c7 білий кінь · e7 чорний пішак · a6 чорна тура · f6 чорний король · d5 біла тура · g5 чорний пішак · e4 чорний пішак · g4 білий пішак · e3 біла тура · g3 чорний кінь · h3 білий король · f2 білий пішак | f8 білий слон · h8 білий кінь · c7 білий кінь · e7 чорний пішак · a6 чорна тура · f6 чорний король · d5 біла тура · g5 чорний пішак · e4 чорний пішак · g4 білий пішак · e3 біла тура · g3 чорний кінь · h3 білий король · f2 білий пішак | f8 білий слон · h8 білий кінь · c7 білий кінь · e7 чорний пішак · a6 чорна тура · f6 чорний король · d5 біла тура · g5 чорний пішак · e4 чорний пішак · g4 білий пішак · e3 біла тура · g3 чорний кінь · h3 білий король · f2 білий пішак | f8 білий слон · h8 білий кінь · c7 білий кінь · e7 чорний пішак · a6 чорна тура · f6 чорний король · d5 біла тура · g5 чорний пішак · e4 чорний пішак · g4 білий пішак · e3 біла тура · g3 чорний кінь · h3 білий король · f2 білий пішак | 5 |
| 4 | f8 білий слон · h8 білий кінь · c7 білий кінь · e7 чорний пішак · a6 чорна тура · f6 чорний король · d5 біла тура · g5 чорний пішак · e4 чорний пішак · g4 білий пішак · e3 біла тура · g3 чорний кінь · h3 білий король · f2 білий пішак | f8 білий слон · h8 білий кінь · c7 білий кінь · e7 чорний пішак · a6 чорна тура · f6 чорний король · d5 біла тура · g5 чорний пішак · e4 чорний пішак · g4 білий пішак · e3 біла тура · g3 чорний кінь · h3 білий король · f2 білий пішак | f8 білий слон · h8 білий кінь · c7 білий кінь · e7 чорний пішак · a6 чорна тура · f6 чорний король · d5 біла тура · g5 чорний пішак · e4 чорний пішак · g4 білий пішак · e3 біла тура · g3 чорний кінь · h3 білий король · f2 білий пішак | f8 білий слон · h8 білий кінь · c7 білий кінь · e7 чорний пішак · a6 чорна тура · f6 чорний король · d5 біла тура · g5 чорний пішак · e4 чорний пішак · g4 білий пішак · e3 біла тура · g3 чорний кінь · h3 білий король · f2 білий пішак | f8 білий слон · h8 білий кінь · c7 білий кінь · e7 чорний пішак · a6 чорна тура · f6 чорний король · d5 біла тура · g5 чорний пішак · e4 чорний пішак · g4 білий пішак · e3 біла тура · g3 чорний кінь · h3 білий король · f2 білий пішак | f8 білий слон · h8 білий кінь · c7 білий кінь · e7 чорний пішак · a6 чорна тура · f6 чорний король · d5 біла тура · g5 чорний пішак · e4 чорний пішак · g4 білий пішак · e3 біла тура · g3 чорний кінь · h3 білий король · f2 білий пішак | f8 білий слон · h8 білий кінь · c7 білий кінь · e7 чорний пішак · a6 чорна тура · f6 чорний король · d5 біла тура · g5 чорний пішак · e4 чорний пішак · g4 білий пішак · e3 біла тура · g3 чорний кінь · h3 білий король · f2 білий пішак | f8 білий слон · h8 білий кінь · c7 білий кінь · e7 чорний пішак · a6 чорна тура · f6 чорний король · d5 біла тура · g5 чорний пішак · e4 чорний пішак · g4 білий пішак · e3 біла тура · g3 чорний кінь · h3 білий король · f2 білий пішак | 4 |
| 3 | f8 білий слон · h8 білий кінь · c7 білий кінь · e7 чорний пішак · a6 чорна тура · f6 чорний король · d5 біла тура · g5 чорний пішак · e4 чорний пішак · g4 білий пішак · e3 біла тура · g3 чорний кінь · h3 білий король · f2 білий пішак | f8 білий слон · h8 білий кінь · c7 білий кінь · e7 чорний пішак · a6 чорна тура · f6 чорний король · d5 біла тура · g5 чорний пішак · e4 чорний пішак · g4 білий пішак · e3 біла тура · g3 чорний кінь · h3 білий король · f2 білий пішак | f8 білий слон · h8 білий кінь · c7 білий кінь · e7 чорний пішак · a6 чорна тура · f6 чорний король · d5 біла тура · g5 чорний пішак · e4 чорний пішак · g4 білий пішак · e3 біла тура · g3 чорний кінь · h3 білий король · f2 білий пішак | f8 білий слон · h8 білий кінь · c7 білий кінь · e7 чорний пішак · a6 чорна тура · f6 чорний король · d5 біла тура · g5 чорний пішак · e4 чорний пішак · g4 білий пішак · e3 біла тура · g3 чорний кінь · h3 білий король · f2 білий пішак | f8 білий слон · h8 білий кінь · c7 білий кінь · e7 чорний пішак · a6 чорна тура · f6 чорний король · d5 біла тура · g5 чорний пішак · e4 чорний пішак · g4 білий пішак · e3 біла тура · g3 чорний кінь · h3 білий король · f2 білий пішак | f8 білий слон · h8 білий кінь · c7 білий кінь · e7 чорний пішак · a6 чорна тура · f6 чорний король · d5 біла тура · g5 чорний пішак · e4 чорний пішак · g4 білий пішак · e3 біла тура · g3 чорний кінь · h3 білий король · f2 білий пішак | f8 білий слон · h8 білий кінь · c7 білий кінь · e7 чорний пішак · a6 чорна тура · f6 чорний король · d5 біла тура · g5 чорний пішак · e4 чорний пішак · g4 білий пішак · e3 біла тура · g3 чорний кінь · h3 білий король · f2 білий пішак | f8 білий слон · h8 білий кінь · c7 білий кінь · e7 чорний пішак · a6 чорна тура · f6 чорний король · d5 біла тура · g5 чорний пішак · e4 чорний пішак · g4 білий пішак · e3 біла тура · g3 чорний кінь · h3 білий король · f2 білий пішак | 3 |
| 2 | f8 білий слон · h8 білий кінь · c7 білий кінь · e7 чорний пішак · a6 чорна тура · f6 чорний король · d5 біла тура · g5 чорний пішак · e4 чорний пішак · g4 білий пішак · e3 біла тура · g3 чорний кінь · h3 білий король · f2 білий пішак | f8 білий слон · h8 білий кінь · c7 білий кінь · e7 чорний пішак · a6 чорна тура · f6 чорний король · d5 біла тура · g5 чорний пішак · e4 чорний пішак · g4 білий пішак · e3 біла тура · g3 чорний кінь · h3 білий король · f2 білий пішак | f8 білий слон · h8 білий кінь · c7 білий кінь · e7 чорний пішак · a6 чорна тура · f6 чорний король · d5 біла тура · g5 чорний пішак · e4 чорний пішак · g4 білий пішак · e3 біла тура · g3 чорний кінь · h3 білий король · f2 білий пішак | f8 білий слон · h8 білий кінь · c7 білий кінь · e7 чорний пішак · a6 чорна тура · f6 чорний король · d5 біла тура · g5 чорний пішак · e4 чорний пішак · g4 білий пішак · e3 біла тура · g3 чорний кінь · h3 білий король · f2 білий пішак | f8 білий слон · h8 білий кінь · c7 білий кінь · e7 чорний пішак · a6 чорна тура · f6 чорний король · d5 біла тура · g5 чорний пішак · e4 чорний пішак · g4 білий пішак · e3 біла тура · g3 чорний кінь · h3 білий король · f2 білий пішак | f8 білий слон · h8 білий кінь · c7 білий кінь · e7 чорний пішак · a6 чорна тура · f6 чорний король · d5 біла тура · g5 чорний пішак · e4 чорний пішак · g4 білий пішак · e3 біла тура · g3 чорний кінь · h3 білий король · f2 білий пішак | f8 білий слон · h8 білий кінь · c7 білий кінь · e7 чорний пішак · a6 чорна тура · f6 чорний король · d5 біла тура · g5 чорний пішак · e4 чорний пішак · g4 білий пішак · e3 біла тура · g3 чорний кінь · h3 білий король · f2 білий пішак | f8 білий слон · h8 білий кінь · c7 білий кінь · e7 чорний пішак · a6 чорна тура · f6 чорний король · d5 біла тура · g5 чорний пішак · e4 чорний пішак · g4 білий пішак · e3 біла тура · g3 чорний кінь · h3 білий король · f2 білий пішак | 2 |
| 1 | f8 білий слон · h8 білий кінь · c7 білий кінь · e7 чорний пішак · a6 чорна тура · f6 чорний король · d5 біла тура · g5 чорний пішак · e4 чорний пішак · g4 білий пішак · e3 біла тура · g3 чорний кінь · h3 білий король · f2 білий пішак | f8 білий слон · h8 білий кінь · c7 білий кінь · e7 чорний пішак · a6 чорна тура · f6 чорний король · d5 біла тура · g5 чорний пішак · e4 чорний пішак · g4 білий пішак · e3 біла тура · g3 чорний кінь · h3 білий король · f2 білий пішак | f8 білий слон · h8 білий кінь · c7 білий кінь · e7 чорний пішак · a6 чорна тура · f6 чорний король · d5 біла тура · g5 чорний пішак · e4 чорний пішак · g4 білий пішак · e3 біла тура · g3 чорний кінь · h3 білий король · f2 білий пішак | f8 білий слон · h8 білий кінь · c7 білий кінь · e7 чорний пішак · a6 чорна тура · f6 чорний король · d5 біла тура · g5 чорний пішак · e4 чорний пішак · g4 білий пішак · e3 біла тура · g3 чорний кінь · h3 білий король · f2 білий пішак | f8 білий слон · h8 білий кінь · c7 білий кінь · e7 чорний пішак · a6 чорна тура · f6 чорний король · d5 біла тура · g5 чорний пішак · e4 чорний пішак · g4 білий пішак · e3 біла тура · g3 чорний кінь · h3 білий король · f2 білий пішак | f8 білий слон · h8 білий кінь · c7 білий кінь · e7 чорний пішак · a6 чорна тура · f6 чорний король · d5 біла тура · g5 чорний пішак · e4 чорний пішак · g4 білий пішак · e3 біла тура · g3 чорний кінь · h3 білий король · f2 білий пішак | f8 білий слон · h8 білий кінь · c7 білий кінь · e7 чорний пішак · a6 чорна тура · f6 чорний король · d5 біла тура · g5 чорний пішак · e4 чорний пішак · g4 білий пішак · e3 біла тура · g3 чорний кінь · h3 білий король · f2 білий пішак | f8 білий слон · h8 білий кінь · c7 білий кінь · e7 чорний пішак · a6 чорна тура · f6 чорний король · d5 біла тура · g5 чорний пішак · e4 чорний пішак · g4 білий пішак · e3 біла тура · g3 чорний кінь · h3 білий король · f2 білий пішак | 1 |
|   | a | b | c | d | e | f | g | h |   |

FEN: 5B1N/2N1p3/r4k2/3R2p1/4p1P1/4R1nK/5P2/8
     1. ... Sg~  (a) 2. Rf5#  (A)
     1. ... e6   (b) 2. Se8#  (B)
1. Rxe4? ~ 2. Se8#
1. ... Sxe4 (c) 2. Rf5#  (A) - тема Рухліса
1. ... Ra8 2. Re6#   1. ... e5!
1.f4! ~ 2. fg5#  
1. ... e5 2. fe5#
- — - — - — -
1. ... ef3 (e.p.) (d) 2. Se8# (B) – тема Рухліса
1. ... gf4 2. g5#
Хід чорних 1. ... e5 у відповідь на 1. f4  та матуючий хід належать до дебютних ходів практичної партії і називається дебют Берда.

## Поєднання двох дебютів
Якщо в задачі на вступний хід білих є кілька ходів-захистів чорних фігур, які відповідають ходам початку двох різних шахових партій — отримується поєднання в одній задачі двох дебютів, отже тоді буде виражено подвоєну форму теми Залокоцького — Пожарського.
|   | a | b | c | d | e | f | g | h |   |
| 8 | c8 білий слон · d8 чорний слон · e8 чорний кінь · f7 чорний пішак · g7 білий кінь · g6 чорний слон · h6 білий король · f4 чорний король · h4 білий слон · a3 чорна тура · d2 білий пішак · e2 білий ферзь · f1 білий кінь | c8 білий слон · d8 чорний слон · e8 чорний кінь · f7 чорний пішак · g7 білий кінь · g6 чорний слон · h6 білий король · f4 чорний король · h4 білий слон · a3 чорна тура · d2 білий пішак · e2 білий ферзь · f1 білий кінь | c8 білий слон · d8 чорний слон · e8 чорний кінь · f7 чорний пішак · g7 білий кінь · g6 чорний слон · h6 білий король · f4 чорний король · h4 білий слон · a3 чорна тура · d2 білий пішак · e2 білий ферзь · f1 білий кінь | c8 білий слон · d8 чорний слон · e8 чорний кінь · f7 чорний пішак · g7 білий кінь · g6 чорний слон · h6 білий король · f4 чорний король · h4 білий слон · a3 чорна тура · d2 білий пішак · e2 білий ферзь · f1 білий кінь | c8 білий слон · d8 чорний слон · e8 чорний кінь · f7 чорний пішак · g7 білий кінь · g6 чорний слон · h6 білий король · f4 чорний король · h4 білий слон · a3 чорна тура · d2 білий пішак · e2 білий ферзь · f1 білий кінь | c8 білий слон · d8 чорний слон · e8 чорний кінь · f7 чорний пішак · g7 білий кінь · g6 чорний слон · h6 білий король · f4 чорний король · h4 білий слон · a3 чорна тура · d2 білий пішак · e2 білий ферзь · f1 білий кінь | c8 білий слон · d8 чорний слон · e8 чорний кінь · f7 чорний пішак · g7 білий кінь · g6 чорний слон · h6 білий король · f4 чорний король · h4 білий слон · a3 чорна тура · d2 білий пішак · e2 білий ферзь · f1 білий кінь | c8 білий слон · d8 чорний слон · e8 чорний кінь · f7 чорний пішак · g7 білий кінь · g6 чорний слон · h6 білий король · f4 чорний король · h4 білий слон · a3 чорна тура · d2 білий пішак · e2 білий ферзь · f1 білий кінь | 8 |
| 7 | c8 білий слон · d8 чорний слон · e8 чорний кінь · f7 чорний пішак · g7 білий кінь · g6 чорний слон · h6 білий король · f4 чорний король · h4 білий слон · a3 чорна тура · d2 білий пішак · e2 білий ферзь · f1 білий кінь | c8 білий слон · d8 чорний слон · e8 чорний кінь · f7 чорний пішак · g7 білий кінь · g6 чорний слон · h6 білий король · f4 чорний король · h4 білий слон · a3 чорна тура · d2 білий пішак · e2 білий ферзь · f1 білий кінь | c8 білий слон · d8 чорний слон · e8 чорний кінь · f7 чорний пішак · g7 білий кінь · g6 чорний слон · h6 білий король · f4 чорний король · h4 білий слон · a3 чорна тура · d2 білий пішак · e2 білий ферзь · f1 білий кінь | c8 білий слон · d8 чорний слон · e8 чорний кінь · f7 чорний пішак · g7 білий кінь · g6 чорний слон · h6 білий король · f4 чорний король · h4 білий слон · a3 чорна тура · d2 білий пішак · e2 білий ферзь · f1 білий кінь | c8 білий слон · d8 чорний слон · e8 чорний кінь · f7 чорний пішак · g7 білий кінь · g6 чорний слон · h6 білий король · f4 чорний король · h4 білий слон · a3 чорна тура · d2 білий пішак · e2 білий ферзь · f1 білий кінь | c8 білий слон · d8 чорний слон · e8 чорний кінь · f7 чорний пішак · g7 білий кінь · g6 чорний слон · h6 білий король · f4 чорний король · h4 білий слон · a3 чорна тура · d2 білий пішак · e2 білий ферзь · f1 білий кінь | c8 білий слон · d8 чорний слон · e8 чорний кінь · f7 чорний пішак · g7 білий кінь · g6 чорний слон · h6 білий король · f4 чорний король · h4 білий слон · a3 чорна тура · d2 білий пішак · e2 білий ферзь · f1 білий кінь | c8 білий слон · d8 чорний слон · e8 чорний кінь · f7 чорний пішак · g7 білий кінь · g6 чорний слон · h6 білий король · f4 чорний король · h4 білий слон · a3 чорна тура · d2 білий пішак · e2 білий ферзь · f1 білий кінь | 7 |
| 6 | c8 білий слон · d8 чорний слон · e8 чорний кінь · f7 чорний пішак · g7 білий кінь · g6 чорний слон · h6 білий король · f4 чорний король · h4 білий слон · a3 чорна тура · d2 білий пішак · e2 білий ферзь · f1 білий кінь | c8 білий слон · d8 чорний слон · e8 чорний кінь · f7 чорний пішак · g7 білий кінь · g6 чорний слон · h6 білий король · f4 чорний король · h4 білий слон · a3 чорна тура · d2 білий пішак · e2 білий ферзь · f1 білий кінь | c8 білий слон · d8 чорний слон · e8 чорний кінь · f7 чорний пішак · g7 білий кінь · g6 чорний слон · h6 білий король · f4 чорний король · h4 білий слон · a3 чорна тура · d2 білий пішак · e2 білий ферзь · f1 білий кінь | c8 білий слон · d8 чорний слон · e8 чорний кінь · f7 чорний пішак · g7 білий кінь · g6 чорний слон · h6 білий король · f4 чорний король · h4 білий слон · a3 чорна тура · d2 білий пішак · e2 білий ферзь · f1 білий кінь | c8 білий слон · d8 чорний слон · e8 чорний кінь · f7 чорний пішак · g7 білий кінь · g6 чорний слон · h6 білий король · f4 чорний король · h4 білий слон · a3 чорна тура · d2 білий пішак · e2 білий ферзь · f1 білий кінь | c8 білий слон · d8 чорний слон · e8 чорний кінь · f7 чорний пішак · g7 білий кінь · g6 чорний слон · h6 білий король · f4 чорний король · h4 білий слон · a3 чорна тура · d2 білий пішак · e2 білий ферзь · f1 білий кінь | c8 білий слон · d8 чорний слон · e8 чорний кінь · f7 чорний пішак · g7 білий кінь · g6 чорний слон · h6 білий король · f4 чорний король · h4 білий слон · a3 чорна тура · d2 білий пішак · e2 білий ферзь · f1 білий кінь | c8 білий слон · d8 чорний слон · e8 чорний кінь · f7 чорний пішак · g7 білий кінь · g6 чорний слон · h6 білий король · f4 чорний король · h4 білий слон · a3 чорна тура · d2 білий пішак · e2 білий ферзь · f1 білий кінь | 6 |
| 5 | c8 білий слон · d8 чорний слон · e8 чорний кінь · f7 чорний пішак · g7 білий кінь · g6 чорний слон · h6 білий король · f4 чорний король · h4 білий слон · a3 чорна тура · d2 білий пішак · e2 білий ферзь · f1 білий кінь | c8 білий слон · d8 чорний слон · e8 чорний кінь · f7 чорний пішак · g7 білий кінь · g6 чорний слон · h6 білий король · f4 чорний король · h4 білий слон · a3 чорна тура · d2 білий пішак · e2 білий ферзь · f1 білий кінь | c8 білий слон · d8 чорний слон · e8 чорний кінь · f7 чорний пішак · g7 білий кінь · g6 чорний слон · h6 білий король · f4 чорний король · h4 білий слон · a3 чорна тура · d2 білий пішак · e2 білий ферзь · f1 білий кінь | c8 білий слон · d8 чорний слон · e8 чорний кінь · f7 чорний пішак · g7 білий кінь · g6 чорний слон · h6 білий король · f4 чорний король · h4 білий слон · a3 чорна тура · d2 білий пішак · e2 білий ферзь · f1 білий кінь | c8 білий слон · d8 чорний слон · e8 чорний кінь · f7 чорний пішак · g7 білий кінь · g6 чорний слон · h6 білий король · f4 чорний король · h4 білий слон · a3 чорна тура · d2 білий пішак · e2 білий ферзь · f1 білий кінь | c8 білий слон · d8 чорний слон · e8 чорний кінь · f7 чорний пішак · g7 білий кінь · g6 чорний слон · h6 білий король · f4 чорний король · h4 білий слон · a3 чорна тура · d2 білий пішак · e2 білий ферзь · f1 білий кінь | c8 білий слон · d8 чорний слон · e8 чорний кінь · f7 чорний пішак · g7 білий кінь · g6 чорний слон · h6 білий король · f4 чорний король · h4 білий слон · a3 чорна тура · d2 білий пішак · e2 білий ферзь · f1 білий кінь | c8 білий слон · d8 чорний слон · e8 чорний кінь · f7 чорний пішак · g7 білий кінь · g6 чорний слон · h6 білий король · f4 чорний король · h4 білий слон · a3 чорна тура · d2 білий пішак · e2 білий ферзь · f1 білий кінь | 5 |
| 4 | c8 білий слон · d8 чорний слон · e8 чорний кінь · f7 чорний пішак · g7 білий кінь · g6 чорний слон · h6 білий король · f4 чорний король · h4 білий слон · a3 чорна тура · d2 білий пішак · e2 білий ферзь · f1 білий кінь | c8 білий слон · d8 чорний слон · e8 чорний кінь · f7 чорний пішак · g7 білий кінь · g6 чорний слон · h6 білий король · f4 чорний король · h4 білий слон · a3 чорна тура · d2 білий пішак · e2 білий ферзь · f1 білий кінь | c8 білий слон · d8 чорний слон · e8 чорний кінь · f7 чорний пішак · g7 білий кінь · g6 чорний слон · h6 білий король · f4 чорний король · h4 білий слон · a3 чорна тура · d2 білий пішак · e2 білий ферзь · f1 білий кінь | c8 білий слон · d8 чорний слон · e8 чорний кінь · f7 чорний пішак · g7 білий кінь · g6 чорний слон · h6 білий король · f4 чорний король · h4 білий слон · a3 чорна тура · d2 білий пішак · e2 білий ферзь · f1 білий кінь | c8 білий слон · d8 чорний слон · e8 чорний кінь · f7 чорний пішак · g7 білий кінь · g6 чорний слон · h6 білий король · f4 чорний король · h4 білий слон · a3 чорна тура · d2 білий пішак · e2 білий ферзь · f1 білий кінь | c8 білий слон · d8 чорний слон · e8 чорний кінь · f7 чорний пішак · g7 білий кінь · g6 чорний слон · h6 білий король · f4 чорний король · h4 білий слон · a3 чорна тура · d2 білий пішак · e2 білий ферзь · f1 білий кінь | c8 білий слон · d8 чорний слон · e8 чорний кінь · f7 чорний пішак · g7 білий кінь · g6 чорний слон · h6 білий король · f4 чорний король · h4 білий слон · a3 чорна тура · d2 білий пішак · e2 білий ферзь · f1 білий кінь | c8 білий слон · d8 чорний слон · e8 чорний кінь · f7 чорний пішак · g7 білий кінь · g6 чорний слон · h6 білий король · f4 чорний король · h4 білий слон · a3 чорна тура · d2 білий пішак · e2 білий ферзь · f1 білий кінь | 4 |
| 3 | c8 білий слон · d8 чорний слон · e8 чорний кінь · f7 чорний пішак · g7 білий кінь · g6 чорний слон · h6 білий король · f4 чорний король · h4 білий слон · a3 чорна тура · d2 білий пішак · e2 білий ферзь · f1 білий кінь | c8 білий слон · d8 чорний слон · e8 чорний кінь · f7 чорний пішак · g7 білий кінь · g6 чорний слон · h6 білий король · f4 чорний король · h4 білий слон · a3 чорна тура · d2 білий пішак · e2 білий ферзь · f1 білий кінь | c8 білий слон · d8 чорний слон · e8 чорний кінь · f7 чорний пішак · g7 білий кінь · g6 чорний слон · h6 білий король · f4 чорний король · h4 білий слон · a3 чорна тура · d2 білий пішак · e2 білий ферзь · f1 білий кінь | c8 білий слон · d8 чорний слон · e8 чорний кінь · f7 чорний пішак · g7 білий кінь · g6 чорний слон · h6 білий король · f4 чорний король · h4 білий слон · a3 чорна тура · d2 білий пішак · e2 білий ферзь · f1 білий кінь | c8 білий слон · d8 чорний слон · e8 чорний кінь · f7 чорний пішак · g7 білий кінь · g6 чорний слон · h6 білий король · f4 чорний король · h4 білий слон · a3 чорна тура · d2 білий пішак · e2 білий ферзь · f1 білий кінь | c8 білий слон · d8 чорний слон · e8 чорний кінь · f7 чорний пішак · g7 білий кінь · g6 чорний слон · h6 білий король · f4 чорний король · h4 білий слон · a3 чорна тура · d2 білий пішак · e2 білий ферзь · f1 білий кінь | c8 білий слон · d8 чорний слон · e8 чорний кінь · f7 чорний пішак · g7 білий кінь · g6 чорний слон · h6 білий король · f4 чорний король · h4 білий слон · a3 чорна тура · d2 білий пішак · e2 білий ферзь · f1 білий кінь | c8 білий слон · d8 чорний слон · e8 чорний кінь · f7 чорний пішак · g7 білий кінь · g6 чорний слон · h6 білий король · f4 чорний король · h4 білий слон · a3 чорна тура · d2 білий пішак · e2 білий ферзь · f1 білий кінь | 3 |
| 2 | c8 білий слон · d8 чорний слон · e8 чорний кінь · f7 чорний пішак · g7 білий кінь · g6 чорний слон · h6 білий король · f4 чорний король · h4 білий слон · a3 чорна тура · d2 білий пішак · e2 білий ферзь · f1 білий кінь | c8 білий слон · d8 чорний слон · e8 чорний кінь · f7 чорний пішак · g7 білий кінь · g6 чорний слон · h6 білий король · f4 чорний король · h4 білий слон · a3 чорна тура · d2 білий пішак · e2 білий ферзь · f1 білий кінь | c8 білий слон · d8 чорний слон · e8 чорний кінь · f7 чорний пішак · g7 білий кінь · g6 чорний слон · h6 білий король · f4 чорний король · h4 білий слон · a3 чорна тура · d2 білий пішак · e2 білий ферзь · f1 білий кінь | c8 білий слон · d8 чорний слон · e8 чорний кінь · f7 чорний пішак · g7 білий кінь · g6 чорний слон · h6 білий король · f4 чорний король · h4 білий слон · a3 чорна тура · d2 білий пішак · e2 білий ферзь · f1 білий кінь | c8 білий слон · d8 чорний слон · e8 чорний кінь · f7 чорний пішак · g7 білий кінь · g6 чорний слон · h6 білий король · f4 чорний король · h4 білий слон · a3 чорна тура · d2 білий пішак · e2 білий ферзь · f1 білий кінь | c8 білий слон · d8 чорний слон · e8 чорний кінь · f7 чорний пішак · g7 білий кінь · g6 чорний слон · h6 білий король · f4 чорний король · h4 білий слон · a3 чорна тура · d2 білий пішак · e2 білий ферзь · f1 білий кінь | c8 білий слон · d8 чорний слон · e8 чорний кінь · f7 чорний пішак · g7 білий кінь · g6 чорний слон · h6 білий король · f4 чорний король · h4 білий слон · a3 чорна тура · d2 білий пішак · e2 білий ферзь · f1 білий кінь | c8 білий слон · d8 чорний слон · e8 чорний кінь · f7 чорний пішак · g7 білий кінь · g6 чорний слон · h6 білий король · f4 чорний король · h4 білий слон · a3 чорна тура · d2 білий пішак · e2 білий ферзь · f1 білий кінь | 2 |
| 1 | c8 білий слон · d8 чорний слон · e8 чорний кінь · f7 чорний пішак · g7 білий кінь · g6 чорний слон · h6 білий король · f4 чорний король · h4 білий слон · a3 чорна тура · d2 білий пішак · e2 білий ферзь · f1 білий кінь | c8 білий слон · d8 чорний слон · e8 чорний кінь · f7 чорний пішак · g7 білий кінь · g6 чорний слон · h6 білий король · f4 чорний король · h4 білий слон · a3 чорна тура · d2 білий пішак · e2 білий ферзь · f1 білий кінь | c8 білий слон · d8 чорний слон · e8 чорний кінь · f7 чорний пішак · g7 білий кінь · g6 чорний слон · h6 білий король · f4 чорний король · h4 білий слон · a3 чорна тура · d2 білий пішак · e2 білий ферзь · f1 білий кінь | c8 білий слон · d8 чорний слон · e8 чорний кінь · f7 чорний пішак · g7 білий кінь · g6 чорний слон · h6 білий король · f4 чорний король · h4 білий слон · a3 чорна тура · d2 білий пішак · e2 білий ферзь · f1 білий кінь | c8 білий слон · d8 чорний слон · e8 чорний кінь · f7 чорний пішак · g7 білий кінь · g6 чорний слон · h6 білий король · f4 чорний король · h4 білий слон · a3 чорна тура · d2 білий пішак · e2 білий ферзь · f1 білий кінь | c8 білий слон · d8 чорний слон · e8 чорний кінь · f7 чорний пішак · g7 білий кінь · g6 чорний слон · h6 білий король · f4 чорний король · h4 білий слон · a3 чорна тура · d2 білий пішак · e2 білий ферзь · f1 білий кінь | c8 білий слон · d8 чорний слон · e8 чорний кінь · f7 чорний пішак · g7 білий кінь · g6 чорний слон · h6 білий король · f4 чорний король · h4 білий слон · a3 чорна тура · d2 білий пішак · e2 білий ферзь · f1 білий кінь | c8 білий слон · d8 чорний слон · e8 чорний кінь · f7 чорний пішак · g7 білий кінь · g6 чорний слон · h6 білий король · f4 чорний король · h4 білий слон · a3 чорна тура · d2 білий пішак · e2 білий ферзь · f1 білий кінь | 1 |
|   | a | b | c | d | e | f | g | h |   |

FEN: 2Bbn3/5pN1/6bK/8/5k1B/r7/3PQ3/5N2
1.d4! ~ 2. Qg4#
1. ... Sf6 2. Bg5#
1. ... f5  2. Se6#
- — - — - — -
1. ... Rf3  2. Qe5#
1. ... Bf5  2. Sh5#
1. ... Rg3  2. Bxg3#
Хід чорних 1. ... Sf6 у відповідь на 1.d4 та і матуючий хід відповідають дебютним ходам практичної партії і називається захист системи Колле.
Хід чорних 1. ... f5 у відповідь на 1.d4 як дебютний хід практичної партії і іменується голландський захист.
|   | a | b | c | d | e | f | g | h |   |
| 8 | d8 чорна тура · f8 білий слон · a7 чорний ферзь · b7 чорний пішак · c7 чорний слон · d7 чорний пішак · e7 чорний пішак · f7 білий ферзь · g7 білий кінь · a6 чорний кінь · f6 чорний пішак · e5 чорний пішак · a4 чорна тура · d4 чорний король · b3 біла тура · d3 білий пішак · c2 білий пішак · e2 білий пішак · f2 білий король · b1 білий слон | d8 чорна тура · f8 білий слон · a7 чорний ферзь · b7 чорний пішак · c7 чорний слон · d7 чорний пішак · e7 чорний пішак · f7 білий ферзь · g7 білий кінь · a6 чорний кінь · f6 чорний пішак · e5 чорний пішак · a4 чорна тура · d4 чорний король · b3 біла тура · d3 білий пішак · c2 білий пішак · e2 білий пішак · f2 білий король · b1 білий слон | d8 чорна тура · f8 білий слон · a7 чорний ферзь · b7 чорний пішак · c7 чорний слон · d7 чорний пішак · e7 чорний пішак · f7 білий ферзь · g7 білий кінь · a6 чорний кінь · f6 чорний пішак · e5 чорний пішак · a4 чорна тура · d4 чорний король · b3 біла тура · d3 білий пішак · c2 білий пішак · e2 білий пішак · f2 білий король · b1 білий слон | d8 чорна тура · f8 білий слон · a7 чорний ферзь · b7 чорний пішак · c7 чорний слон · d7 чорний пішак · e7 чорний пішак · f7 білий ферзь · g7 білий кінь · a6 чорний кінь · f6 чорний пішак · e5 чорний пішак · a4 чорна тура · d4 чорний король · b3 біла тура · d3 білий пішак · c2 білий пішак · e2 білий пішак · f2 білий король · b1 білий слон | d8 чорна тура · f8 білий слон · a7 чорний ферзь · b7 чорний пішак · c7 чорний слон · d7 чорний пішак · e7 чорний пішак · f7 білий ферзь · g7 білий кінь · a6 чорний кінь · f6 чорний пішак · e5 чорний пішак · a4 чорна тура · d4 чорний король · b3 біла тура · d3 білий пішак · c2 білий пішак · e2 білий пішак · f2 білий король · b1 білий слон | d8 чорна тура · f8 білий слон · a7 чорний ферзь · b7 чорний пішак · c7 чорний слон · d7 чорний пішак · e7 чорний пішак · f7 білий ферзь · g7 білий кінь · a6 чорний кінь · f6 чорний пішак · e5 чорний пішак · a4 чорна тура · d4 чорний король · b3 біла тура · d3 білий пішак · c2 білий пішак · e2 білий пішак · f2 білий король · b1 білий слон | d8 чорна тура · f8 білий слон · a7 чорний ферзь · b7 чорний пішак · c7 чорний слон · d7 чорний пішак · e7 чорний пішак · f7 білий ферзь · g7 білий кінь · a6 чорний кінь · f6 чорний пішак · e5 чорний пішак · a4 чорна тура · d4 чорний король · b3 біла тура · d3 білий пішак · c2 білий пішак · e2 білий пішак · f2 білий король · b1 білий слон | d8 чорна тура · f8 білий слон · a7 чорний ферзь · b7 чорний пішак · c7 чорний слон · d7 чорний пішак · e7 чорний пішак · f7 білий ферзь · g7 білий кінь · a6 чорний кінь · f6 чорний пішак · e5 чорний пішак · a4 чорна тура · d4 чорний король · b3 біла тура · d3 білий пішак · c2 білий пішак · e2 білий пішак · f2 білий король · b1 білий слон | 8 |
| 7 | d8 чорна тура · f8 білий слон · a7 чорний ферзь · b7 чорний пішак · c7 чорний слон · d7 чорний пішак · e7 чорний пішак · f7 білий ферзь · g7 білий кінь · a6 чорний кінь · f6 чорний пішак · e5 чорний пішак · a4 чорна тура · d4 чорний король · b3 біла тура · d3 білий пішак · c2 білий пішак · e2 білий пішак · f2 білий король · b1 білий слон | d8 чорна тура · f8 білий слон · a7 чорний ферзь · b7 чорний пішак · c7 чорний слон · d7 чорний пішак · e7 чорний пішак · f7 білий ферзь · g7 білий кінь · a6 чорний кінь · f6 чорний пішак · e5 чорний пішак · a4 чорна тура · d4 чорний король · b3 біла тура · d3 білий пішак · c2 білий пішак · e2 білий пішак · f2 білий король · b1 білий слон | d8 чорна тура · f8 білий слон · a7 чорний ферзь · b7 чорний пішак · c7 чорний слон · d7 чорний пішак · e7 чорний пішак · f7 білий ферзь · g7 білий кінь · a6 чорний кінь · f6 чорний пішак · e5 чорний пішак · a4 чорна тура · d4 чорний король · b3 біла тура · d3 білий пішак · c2 білий пішак · e2 білий пішак · f2 білий король · b1 білий слон | d8 чорна тура · f8 білий слон · a7 чорний ферзь · b7 чорний пішак · c7 чорний слон · d7 чорний пішак · e7 чорний пішак · f7 білий ферзь · g7 білий кінь · a6 чорний кінь · f6 чорний пішак · e5 чорний пішак · a4 чорна тура · d4 чорний король · b3 біла тура · d3 білий пішак · c2 білий пішак · e2 білий пішак · f2 білий король · b1 білий слон | d8 чорна тура · f8 білий слон · a7 чорний ферзь · b7 чорний пішак · c7 чорний слон · d7 чорний пішак · e7 чорний пішак · f7 білий ферзь · g7 білий кінь · a6 чорний кінь · f6 чорний пішак · e5 чорний пішак · a4 чорна тура · d4 чорний король · b3 біла тура · d3 білий пішак · c2 білий пішак · e2 білий пішак · f2 білий король · b1 білий слон | d8 чорна тура · f8 білий слон · a7 чорний ферзь · b7 чорний пішак · c7 чорний слон · d7 чорний пішак · e7 чорний пішак · f7 білий ферзь · g7 білий кінь · a6 чорний кінь · f6 чорний пішак · e5 чорний пішак · a4 чорна тура · d4 чорний король · b3 біла тура · d3 білий пішак · c2 білий пішак · e2 білий пішак · f2 білий король · b1 білий слон | d8 чорна тура · f8 білий слон · a7 чорний ферзь · b7 чорний пішак · c7 чорний слон · d7 чорний пішак · e7 чорний пішак · f7 білий ферзь · g7 білий кінь · a6 чорний кінь · f6 чорний пішак · e5 чорний пішак · a4 чорна тура · d4 чорний король · b3 біла тура · d3 білий пішак · c2 білий пішак · e2 білий пішак · f2 білий король · b1 білий слон | d8 чорна тура · f8 білий слон · a7 чорний ферзь · b7 чорний пішак · c7 чорний слон · d7 чорний пішак · e7 чорний пішак · f7 білий ферзь · g7 білий кінь · a6 чорний кінь · f6 чорний пішак · e5 чорний пішак · a4 чорна тура · d4 чорний король · b3 біла тура · d3 білий пішак · c2 білий пішак · e2 білий пішак · f2 білий король · b1 білий слон | 7 |
| 6 | d8 чорна тура · f8 білий слон · a7 чорний ферзь · b7 чорний пішак · c7 чорний слон · d7 чорний пішак · e7 чорний пішак · f7 білий ферзь · g7 білий кінь · a6 чорний кінь · f6 чорний пішак · e5 чорний пішак · a4 чорна тура · d4 чорний король · b3 біла тура · d3 білий пішак · c2 білий пішак · e2 білий пішак · f2 білий король · b1 білий слон | d8 чорна тура · f8 білий слон · a7 чорний ферзь · b7 чорний пішак · c7 чорний слон · d7 чорний пішак · e7 чорний пішак · f7 білий ферзь · g7 білий кінь · a6 чорний кінь · f6 чорний пішак · e5 чорний пішак · a4 чорна тура · d4 чорний король · b3 біла тура · d3 білий пішак · c2 білий пішак · e2 білий пішак · f2 білий король · b1 білий слон | d8 чорна тура · f8 білий слон · a7 чорний ферзь · b7 чорний пішак · c7 чорний слон · d7 чорний пішак · e7 чорний пішак · f7 білий ферзь · g7 білий кінь · a6 чорний кінь · f6 чорний пішак · e5 чорний пішак · a4 чорна тура · d4 чорний король · b3 біла тура · d3 білий пішак · c2 білий пішак · e2 білий пішак · f2 білий король · b1 білий слон | d8 чорна тура · f8 білий слон · a7 чорний ферзь · b7 чорний пішак · c7 чорний слон · d7 чорний пішак · e7 чорний пішак · f7 білий ферзь · g7 білий кінь · a6 чорний кінь · f6 чорний пішак · e5 чорний пішак · a4 чорна тура · d4 чорний король · b3 біла тура · d3 білий пішак · c2 білий пішак · e2 білий пішак · f2 білий король · b1 білий слон | d8 чорна тура · f8 білий слон · a7 чорний ферзь · b7 чорний пішак · c7 чорний слон · d7 чорний пішак · e7 чорний пішак · f7 білий ферзь · g7 білий кінь · a6 чорний кінь · f6 чорний пішак · e5 чорний пішак · a4 чорна тура · d4 чорний король · b3 біла тура · d3 білий пішак · c2 білий пішак · e2 білий пішак · f2 білий король · b1 білий слон | d8 чорна тура · f8 білий слон · a7 чорний ферзь · b7 чорний пішак · c7 чорний слон · d7 чорний пішак · e7 чорний пішак · f7 білий ферзь · g7 білий кінь · a6 чорний кінь · f6 чорний пішак · e5 чорний пішак · a4 чорна тура · d4 чорний король · b3 біла тура · d3 білий пішак · c2 білий пішак · e2 білий пішак · f2 білий король · b1 білий слон | d8 чорна тура · f8 білий слон · a7 чорний ферзь · b7 чорний пішак · c7 чорний слон · d7 чорний пішак · e7 чорний пішак · f7 білий ферзь · g7 білий кінь · a6 чорний кінь · f6 чорний пішак · e5 чорний пішак · a4 чорна тура · d4 чорний король · b3 біла тура · d3 білий пішак · c2 білий пішак · e2 білий пішак · f2 білий король · b1 білий слон | d8 чорна тура · f8 білий слон · a7 чорний ферзь · b7 чорний пішак · c7 чорний слон · d7 чорний пішак · e7 чорний пішак · f7 білий ферзь · g7 білий кінь · a6 чорний кінь · f6 чорний пішак · e5 чорний пішак · a4 чорна тура · d4 чорний король · b3 біла тура · d3 білий пішак · c2 білий пішак · e2 білий пішак · f2 білий король · b1 білий слон | 6 |
| 5 | d8 чорна тура · f8 білий слон · a7 чорний ферзь · b7 чорний пішак · c7 чорний слон · d7 чорний пішак · e7 чорний пішак · f7 білий ферзь · g7 білий кінь · a6 чорний кінь · f6 чорний пішак · e5 чорний пішак · a4 чорна тура · d4 чорний король · b3 біла тура · d3 білий пішак · c2 білий пішак · e2 білий пішак · f2 білий король · b1 білий слон | d8 чорна тура · f8 білий слон · a7 чорний ферзь · b7 чорний пішак · c7 чорний слон · d7 чорний пішак · e7 чорний пішак · f7 білий ферзь · g7 білий кінь · a6 чорний кінь · f6 чорний пішак · e5 чорний пішак · a4 чорна тура · d4 чорний король · b3 біла тура · d3 білий пішак · c2 білий пішак · e2 білий пішак · f2 білий король · b1 білий слон | d8 чорна тура · f8 білий слон · a7 чорний ферзь · b7 чорний пішак · c7 чорний слон · d7 чорний пішак · e7 чорний пішак · f7 білий ферзь · g7 білий кінь · a6 чорний кінь · f6 чорний пішак · e5 чорний пішак · a4 чорна тура · d4 чорний король · b3 біла тура · d3 білий пішак · c2 білий пішак · e2 білий пішак · f2 білий король · b1 білий слон | d8 чорна тура · f8 білий слон · a7 чорний ферзь · b7 чорний пішак · c7 чорний слон · d7 чорний пішак · e7 чорний пішак · f7 білий ферзь · g7 білий кінь · a6 чорний кінь · f6 чорний пішак · e5 чорний пішак · a4 чорна тура · d4 чорний король · b3 біла тура · d3 білий пішак · c2 білий пішак · e2 білий пішак · f2 білий король · b1 білий слон | d8 чорна тура · f8 білий слон · a7 чорний ферзь · b7 чорний пішак · c7 чорний слон · d7 чорний пішак · e7 чорний пішак · f7 білий ферзь · g7 білий кінь · a6 чорний кінь · f6 чорний пішак · e5 чорний пішак · a4 чорна тура · d4 чорний король · b3 біла тура · d3 білий пішак · c2 білий пішак · e2 білий пішак · f2 білий король · b1 білий слон | d8 чорна тура · f8 білий слон · a7 чорний ферзь · b7 чорний пішак · c7 чорний слон · d7 чорний пішак · e7 чорний пішак · f7 білий ферзь · g7 білий кінь · a6 чорний кінь · f6 чорний пішак · e5 чорний пішак · a4 чорна тура · d4 чорний король · b3 біла тура · d3 білий пішак · c2 білий пішак · e2 білий пішак · f2 білий король · b1 білий слон | d8 чорна тура · f8 білий слон · a7 чорний ферзь · b7 чорний пішак · c7 чорний слон · d7 чорний пішак · e7 чорний пішак · f7 білий ферзь · g7 білий кінь · a6 чорний кінь · f6 чорний пішак · e5 чорний пішак · a4 чорна тура · d4 чорний король · b3 біла тура · d3 білий пішак · c2 білий пішак · e2 білий пішак · f2 білий король · b1 білий слон | d8 чорна тура · f8 білий слон · a7 чорний ферзь · b7 чорний пішак · c7 чорний слон · d7 чорний пішак · e7 чорний пішак · f7 білий ферзь · g7 білий кінь · a6 чорний кінь · f6 чорний пішак · e5 чорний пішак · a4 чорна тура · d4 чорний король · b3 біла тура · d3 білий пішак · c2 білий пішак · e2 білий пішак · f2 білий король · b1 білий слон | 5 |
| 4 | d8 чорна тура · f8 білий слон · a7 чорний ферзь · b7 чорний пішак · c7 чорний слон · d7 чорний пішак · e7 чорний пішак · f7 білий ферзь · g7 білий кінь · a6 чорний кінь · f6 чорний пішак · e5 чорний пішак · a4 чорна тура · d4 чорний король · b3 біла тура · d3 білий пішак · c2 білий пішак · e2 білий пішак · f2 білий король · b1 білий слон | d8 чорна тура · f8 білий слон · a7 чорний ферзь · b7 чорний пішак · c7 чорний слон · d7 чорний пішак · e7 чорний пішак · f7 білий ферзь · g7 білий кінь · a6 чорний кінь · f6 чорний пішак · e5 чорний пішак · a4 чорна тура · d4 чорний король · b3 біла тура · d3 білий пішак · c2 білий пішак · e2 білий пішак · f2 білий король · b1 білий слон | d8 чорна тура · f8 білий слон · a7 чорний ферзь · b7 чорний пішак · c7 чорний слон · d7 чорний пішак · e7 чорний пішак · f7 білий ферзь · g7 білий кінь · a6 чорний кінь · f6 чорний пішак · e5 чорний пішак · a4 чорна тура · d4 чорний король · b3 біла тура · d3 білий пішак · c2 білий пішак · e2 білий пішак · f2 білий король · b1 білий слон | d8 чорна тура · f8 білий слон · a7 чорний ферзь · b7 чорний пішак · c7 чорний слон · d7 чорний пішак · e7 чорний пішак · f7 білий ферзь · g7 білий кінь · a6 чорний кінь · f6 чорний пішак · e5 чорний пішак · a4 чорна тура · d4 чорний король · b3 біла тура · d3 білий пішак · c2 білий пішак · e2 білий пішак · f2 білий король · b1 білий слон | d8 чорна тура · f8 білий слон · a7 чорний ферзь · b7 чорний пішак · c7 чорний слон · d7 чорний пішак · e7 чорний пішак · f7 білий ферзь · g7 білий кінь · a6 чорний кінь · f6 чорний пішак · e5 чорний пішак · a4 чорна тура · d4 чорний король · b3 біла тура · d3 білий пішак · c2 білий пішак · e2 білий пішак · f2 білий король · b1 білий слон | d8 чорна тура · f8 білий слон · a7 чорний ферзь · b7 чорний пішак · c7 чорний слон · d7 чорний пішак · e7 чорний пішак · f7 білий ферзь · g7 білий кінь · a6 чорний кінь · f6 чорний пішак · e5 чорний пішак · a4 чорна тура · d4 чорний король · b3 біла тура · d3 білий пішак · c2 білий пішак · e2 білий пішак · f2 білий король · b1 білий слон | d8 чорна тура · f8 білий слон · a7 чорний ферзь · b7 чорний пішак · c7 чорний слон · d7 чорний пішак · e7 чорний пішак · f7 білий ферзь · g7 білий кінь · a6 чорний кінь · f6 чорний пішак · e5 чорний пішак · a4 чорна тура · d4 чорний король · b3 біла тура · d3 білий пішак · c2 білий пішак · e2 білий пішак · f2 білий король · b1 білий слон | d8 чорна тура · f8 білий слон · a7 чорний ферзь · b7 чорний пішак · c7 чорний слон · d7 чорний пішак · e7 чорний пішак · f7 білий ферзь · g7 білий кінь · a6 чорний кінь · f6 чорний пішак · e5 чорний пішак · a4 чорна тура · d4 чорний король · b3 біла тура · d3 білий пішак · c2 білий пішак · e2 білий пішак · f2 білий король · b1 білий слон | 4 |
| 3 | d8 чорна тура · f8 білий слон · a7 чорний ферзь · b7 чорний пішак · c7 чорний слон · d7 чорний пішак · e7 чорний пішак · f7 білий ферзь · g7 білий кінь · a6 чорний кінь · f6 чорний пішак · e5 чорний пішак · a4 чорна тура · d4 чорний король · b3 біла тура · d3 білий пішак · c2 білий пішак · e2 білий пішак · f2 білий король · b1 білий слон | d8 чорна тура · f8 білий слон · a7 чорний ферзь · b7 чорний пішак · c7 чорний слон · d7 чорний пішак · e7 чорний пішак · f7 білий ферзь · g7 білий кінь · a6 чорний кінь · f6 чорний пішак · e5 чорний пішак · a4 чорна тура · d4 чорний король · b3 біла тура · d3 білий пішак · c2 білий пішак · e2 білий пішак · f2 білий король · b1 білий слон | d8 чорна тура · f8 білий слон · a7 чорний ферзь · b7 чорний пішак · c7 чорний слон · d7 чорний пішак · e7 чорний пішак · f7 білий ферзь · g7 білий кінь · a6 чорний кінь · f6 чорний пішак · e5 чорний пішак · a4 чорна тура · d4 чорний король · b3 біла тура · d3 білий пішак · c2 білий пішак · e2 білий пішак · f2 білий король · b1 білий слон | d8 чорна тура · f8 білий слон · a7 чорний ферзь · b7 чорний пішак · c7 чорний слон · d7 чорний пішак · e7 чорний пішак · f7 білий ферзь · g7 білий кінь · a6 чорний кінь · f6 чорний пішак · e5 чорний пішак · a4 чорна тура · d4 чорний король · b3 біла тура · d3 білий пішак · c2 білий пішак · e2 білий пішак · f2 білий король · b1 білий слон | d8 чорна тура · f8 білий слон · a7 чорний ферзь · b7 чорний пішак · c7 чорний слон · d7 чорний пішак · e7 чорний пішак · f7 білий ферзь · g7 білий кінь · a6 чорний кінь · f6 чорний пішак · e5 чорний пішак · a4 чорна тура · d4 чорний король · b3 біла тура · d3 білий пішак · c2 білий пішак · e2 білий пішак · f2 білий король · b1 білий слон | d8 чорна тура · f8 білий слон · a7 чорний ферзь · b7 чорний пішак · c7 чорний слон · d7 чорний пішак · e7 чорний пішак · f7 білий ферзь · g7 білий кінь · a6 чорний кінь · f6 чорний пішак · e5 чорний пішак · a4 чорна тура · d4 чорний король · b3 біла тура · d3 білий пішак · c2 білий пішак · e2 білий пішак · f2 білий король · b1 білий слон | d8 чорна тура · f8 білий слон · a7 чорний ферзь · b7 чорний пішак · c7 чорний слон · d7 чорний пішак · e7 чорний пішак · f7 білий ферзь · g7 білий кінь · a6 чорний кінь · f6 чорний пішак · e5 чорний пішак · a4 чорна тура · d4 чорний король · b3 біла тура · d3 білий пішак · c2 білий пішак · e2 білий пішак · f2 білий король · b1 білий слон | d8 чорна тура · f8 білий слон · a7 чорний ферзь · b7 чорний пішак · c7 чорний слон · d7 чорний пішак · e7 чорний пішак · f7 білий ферзь · g7 білий кінь · a6 чорний кінь · f6 чорний пішак · e5 чорний пішак · a4 чорна тура · d4 чорний король · b3 біла тура · d3 білий пішак · c2 білий пішак · e2 білий пішак · f2 білий король · b1 білий слон | 3 |
| 2 | d8 чорна тура · f8 білий слон · a7 чорний ферзь · b7 чорний пішак · c7 чорний слон · d7 чорний пішак · e7 чорний пішак · f7 білий ферзь · g7 білий кінь · a6 чорний кінь · f6 чорний пішак · e5 чорний пішак · a4 чорна тура · d4 чорний король · b3 біла тура · d3 білий пішак · c2 білий пішак · e2 білий пішак · f2 білий король · b1 білий слон | d8 чорна тура · f8 білий слон · a7 чорний ферзь · b7 чорний пішак · c7 чорний слон · d7 чорний пішак · e7 чорний пішак · f7 білий ферзь · g7 білий кінь · a6 чорний кінь · f6 чорний пішак · e5 чорний пішак · a4 чорна тура · d4 чорний король · b3 біла тура · d3 білий пішак · c2 білий пішак · e2 білий пішак · f2 білий король · b1 білий слон | d8 чорна тура · f8 білий слон · a7 чорний ферзь · b7 чорний пішак · c7 чорний слон · d7 чорний пішак · e7 чорний пішак · f7 білий ферзь · g7 білий кінь · a6 чорний кінь · f6 чорний пішак · e5 чорний пішак · a4 чорна тура · d4 чорний король · b3 біла тура · d3 білий пішак · c2 білий пішак · e2 білий пішак · f2 білий король · b1 білий слон | d8 чорна тура · f8 білий слон · a7 чорний ферзь · b7 чорний пішак · c7 чорний слон · d7 чорний пішак · e7 чорний пішак · f7 білий ферзь · g7 білий кінь · a6 чорний кінь · f6 чорний пішак · e5 чорний пішак · a4 чорна тура · d4 чорний король · b3 біла тура · d3 білий пішак · c2 білий пішак · e2 білий пішак · f2 білий король · b1 білий слон | d8 чорна тура · f8 білий слон · a7 чорний ферзь · b7 чорний пішак · c7 чорний слон · d7 чорний пішак · e7 чорний пішак · f7 білий ферзь · g7 білий кінь · a6 чорний кінь · f6 чорний пішак · e5 чорний пішак · a4 чорна тура · d4 чорний король · b3 біла тура · d3 білий пішак · c2 білий пішак · e2 білий пішак · f2 білий король · b1 білий слон | d8 чорна тура · f8 білий слон · a7 чорний ферзь · b7 чорний пішак · c7 чорний слон · d7 чорний пішак · e7 чорний пішак · f7 білий ферзь · g7 білий кінь · a6 чорний кінь · f6 чорний пішак · e5 чорний пішак · a4 чорна тура · d4 чорний король · b3 біла тура · d3 білий пішак · c2 білий пішак · e2 білий пішак · f2 білий король · b1 білий слон | d8 чорна тура · f8 білий слон · a7 чорний ферзь · b7 чорний пішак · c7 чорний слон · d7 чорний пішак · e7 чорний пішак · f7 білий ферзь · g7 білий кінь · a6 чорний кінь · f6 чорний пішак · e5 чорний пішак · a4 чорна тура · d4 чорний король · b3 біла тура · d3 білий пішак · c2 білий пішак · e2 білий пішак · f2 білий король · b1 білий слон | d8 чорна тура · f8 білий слон · a7 чорний ферзь · b7 чорний пішак · c7 чорний слон · d7 чорний пішак · e7 чорний пішак · f7 білий ферзь · g7 білий кінь · a6 чорний кінь · f6 чорний пішак · e5 чорний пішак · a4 чорна тура · d4 чорний король · b3 біла тура · d3 білий пішак · c2 білий пішак · e2 білий пішак · f2 білий король · b1 білий слон | 2 |
| 1 | d8 чорна тура · f8 білий слон · a7 чорний ферзь · b7 чорний пішак · c7 чорний слон · d7 чорний пішак · e7 чорний пішак · f7 білий ферзь · g7 білий кінь · a6 чорний кінь · f6 чорний пішак · e5 чорний пішак · a4 чорна тура · d4 чорний король · b3 біла тура · d3 білий пішак · c2 білий пішак · e2 білий пішак · f2 білий король · b1 білий слон | d8 чорна тура · f8 білий слон · a7 чорний ферзь · b7 чорний пішак · c7 чорний слон · d7 чорний пішак · e7 чорний пішак · f7 білий ферзь · g7 білий кінь · a6 чорний кінь · f6 чорний пішак · e5 чорний пішак · a4 чорна тура · d4 чорний король · b3 біла тура · d3 білий пішак · c2 білий пішак · e2 білий пішак · f2 білий король · b1 білий слон | d8 чорна тура · f8 білий слон · a7 чорний ферзь · b7 чорний пішак · c7 чорний слон · d7 чорний пішак · e7 чорний пішак · f7 білий ферзь · g7 білий кінь · a6 чорний кінь · f6 чорний пішак · e5 чорний пішак · a4 чорна тура · d4 чорний король · b3 біла тура · d3 білий пішак · c2 білий пішак · e2 білий пішак · f2 білий король · b1 білий слон | d8 чорна тура · f8 білий слон · a7 чорний ферзь · b7 чорний пішак · c7 чорний слон · d7 чорний пішак · e7 чорний пішак · f7 білий ферзь · g7 білий кінь · a6 чорний кінь · f6 чорний пішак · e5 чорний пішак · a4 чорна тура · d4 чорний король · b3 біла тура · d3 білий пішак · c2 білий пішак · e2 білий пішак · f2 білий король · b1 білий слон | d8 чорна тура · f8 білий слон · a7 чорний ферзь · b7 чорний пішак · c7 чорний слон · d7 чорний пішак · e7 чорний пішак · f7 білий ферзь · g7 білий кінь · a6 чорний кінь · f6 чорний пішак · e5 чорний пішак · a4 чорна тура · d4 чорний король · b3 біла тура · d3 білий пішак · c2 білий пішак · e2 білий пішак · f2 білий король · b1 білий слон | d8 чорна тура · f8 білий слон · a7 чорний ферзь · b7 чорний пішак · c7 чорний слон · d7 чорний пішак · e7 чорний пішак · f7 білий ферзь · g7 білий кінь · a6 чорний кінь · f6 чорний пішак · e5 чорний пішак · a4 чорна тура · d4 чорний король · b3 біла тура · d3 білий пішак · c2 білий пішак · e2 білий пішак · f2 білий король · b1 білий слон | d8 чорна тура · f8 білий слон · a7 чорний ферзь · b7 чорний пішак · c7 чорний слон · d7 чорний пішак · e7 чорний пішак · f7 білий ферзь · g7 білий кінь · a6 чорний кінь · f6 чорний пішак · e5 чорний пішак · a4 чорна тура · d4 чорний король · b3 біла тура · d3 білий пішак · c2 білий пішак · e2 білий пішак · f2 білий король · b1 білий слон | d8 чорна тура · f8 білий слон · a7 чорний ферзь · b7 чорний пішак · c7 чорний слон · d7 чорний пішак · e7 чорний пішак · f7 білий ферзь · g7 білий кінь · a6 чорний кінь · f6 чорний пішак · e5 чорний пішак · a4 чорна тура · d4 чорний король · b3 біла тура · d3 білий пішак · c2 білий пішак · e2 білий пішак · f2 білий король · b1 білий слон | 1 |
|   | a | b | c | d | e | f | g | h |   |

FEN: 3r1B2/qpbppQN1/n4p2/4p3/r2k4/1R1P4/2P1PK2/1B6
1.e4! ~ 2. Qd5#
1. ... e6  2. с3#
1. ... d5  2. Se6#
- — - — - — -
1. ... Sb4  2. Qc4#
1. ... Qc5  2. Sf5#
Хід чорних 1. ... e6 у відповідь на 1. e4 та матуючий хід належать до дебютних ходів практичної партії і називається Варіант Реті.
Хід чорних  1. ... d5  у відповідь на  1. e4 — скандинавський  захист.

## Таскова форма
Таскова форма вираження даної ідеї — це втілення максимальної кількості дебютних ходів практичної партії. В наступній задачі є ходи із трьох дебютів.
|   | a | b | c | d | e | f | g | h |   |
| 8 | b7 чорний пішак · d7 чорний пішак · e7 чорний пішак · b6 білий слон · g6 чорний пішак · a5 білий кінь · b5 чорний пішак · e5 чорний король · g5 білий кінь · b4 білий король · c4 білий пішак · c3 білий пішак · e2 білий пішак · e1 біла тура · f1 біла тура | b7 чорний пішак · d7 чорний пішак · e7 чорний пішак · b6 білий слон · g6 чорний пішак · a5 білий кінь · b5 чорний пішак · e5 чорний король · g5 білий кінь · b4 білий король · c4 білий пішак · c3 білий пішак · e2 білий пішак · e1 біла тура · f1 біла тура | b7 чорний пішак · d7 чорний пішак · e7 чорний пішак · b6 білий слон · g6 чорний пішак · a5 білий кінь · b5 чорний пішак · e5 чорний король · g5 білий кінь · b4 білий король · c4 білий пішак · c3 білий пішак · e2 білий пішак · e1 біла тура · f1 біла тура | b7 чорний пішак · d7 чорний пішак · e7 чорний пішак · b6 білий слон · g6 чорний пішак · a5 білий кінь · b5 чорний пішак · e5 чорний король · g5 білий кінь · b4 білий король · c4 білий пішак · c3 білий пішак · e2 білий пішак · e1 біла тура · f1 біла тура | b7 чорний пішак · d7 чорний пішак · e7 чорний пішак · b6 білий слон · g6 чорний пішак · a5 білий кінь · b5 чорний пішак · e5 чорний король · g5 білий кінь · b4 білий король · c4 білий пішак · c3 білий пішак · e2 білий пішак · e1 біла тура · f1 біла тура | b7 чорний пішак · d7 чорний пішак · e7 чорний пішак · b6 білий слон · g6 чорний пішак · a5 білий кінь · b5 чорний пішак · e5 чорний король · g5 білий кінь · b4 білий король · c4 білий пішак · c3 білий пішак · e2 білий пішак · e1 біла тура · f1 біла тура | b7 чорний пішак · d7 чорний пішак · e7 чорний пішак · b6 білий слон · g6 чорний пішак · a5 білий кінь · b5 чорний пішак · e5 чорний король · g5 білий кінь · b4 білий король · c4 білий пішак · c3 білий пішак · e2 білий пішак · e1 біла тура · f1 біла тура | b7 чорний пішак · d7 чорний пішак · e7 чорний пішак · b6 білий слон · g6 чорний пішак · a5 білий кінь · b5 чорний пішак · e5 чорний король · g5 білий кінь · b4 білий король · c4 білий пішак · c3 білий пішак · e2 білий пішак · e1 біла тура · f1 біла тура | 8 |
| 7 | b7 чорний пішак · d7 чорний пішак · e7 чорний пішак · b6 білий слон · g6 чорний пішак · a5 білий кінь · b5 чорний пішак · e5 чорний король · g5 білий кінь · b4 білий король · c4 білий пішак · c3 білий пішак · e2 білий пішак · e1 біла тура · f1 біла тура | b7 чорний пішак · d7 чорний пішак · e7 чорний пішак · b6 білий слон · g6 чорний пішак · a5 білий кінь · b5 чорний пішак · e5 чорний король · g5 білий кінь · b4 білий король · c4 білий пішак · c3 білий пішак · e2 білий пішак · e1 біла тура · f1 біла тура | b7 чорний пішак · d7 чорний пішак · e7 чорний пішак · b6 білий слон · g6 чорний пішак · a5 білий кінь · b5 чорний пішак · e5 чорний король · g5 білий кінь · b4 білий король · c4 білий пішак · c3 білий пішак · e2 білий пішак · e1 біла тура · f1 біла тура | b7 чорний пішак · d7 чорний пішак · e7 чорний пішак · b6 білий слон · g6 чорний пішак · a5 білий кінь · b5 чорний пішак · e5 чорний король · g5 білий кінь · b4 білий король · c4 білий пішак · c3 білий пішак · e2 білий пішак · e1 біла тура · f1 біла тура | b7 чорний пішак · d7 чорний пішак · e7 чорний пішак · b6 білий слон · g6 чорний пішак · a5 білий кінь · b5 чорний пішак · e5 чорний король · g5 білий кінь · b4 білий король · c4 білий пішак · c3 білий пішак · e2 білий пішак · e1 біла тура · f1 біла тура | b7 чорний пішак · d7 чорний пішак · e7 чорний пішак · b6 білий слон · g6 чорний пішак · a5 білий кінь · b5 чорний пішак · e5 чорний король · g5 білий кінь · b4 білий король · c4 білий пішак · c3 білий пішак · e2 білий пішак · e1 біла тура · f1 біла тура | b7 чорний пішак · d7 чорний пішак · e7 чорний пішак · b6 білий слон · g6 чорний пішак · a5 білий кінь · b5 чорний пішак · e5 чорний король · g5 білий кінь · b4 білий король · c4 білий пішак · c3 білий пішак · e2 білий пішак · e1 біла тура · f1 біла тура | b7 чорний пішак · d7 чорний пішак · e7 чорний пішак · b6 білий слон · g6 чорний пішак · a5 білий кінь · b5 чорний пішак · e5 чорний король · g5 білий кінь · b4 білий король · c4 білий пішак · c3 білий пішак · e2 білий пішак · e1 біла тура · f1 біла тура | 7 |
| 6 | b7 чорний пішак · d7 чорний пішак · e7 чорний пішак · b6 білий слон · g6 чорний пішак · a5 білий кінь · b5 чорний пішак · e5 чорний король · g5 білий кінь · b4 білий король · c4 білий пішак · c3 білий пішак · e2 білий пішак · e1 біла тура · f1 біла тура | b7 чорний пішак · d7 чорний пішак · e7 чорний пішак · b6 білий слон · g6 чорний пішак · a5 білий кінь · b5 чорний пішак · e5 чорний король · g5 білий кінь · b4 білий король · c4 білий пішак · c3 білий пішак · e2 білий пішак · e1 біла тура · f1 біла тура | b7 чорний пішак · d7 чорний пішак · e7 чорний пішак · b6 білий слон · g6 чорний пішак · a5 білий кінь · b5 чорний пішак · e5 чорний король · g5 білий кінь · b4 білий король · c4 білий пішак · c3 білий пішак · e2 білий пішак · e1 біла тура · f1 біла тура | b7 чорний пішак · d7 чорний пішак · e7 чорний пішак · b6 білий слон · g6 чорний пішак · a5 білий кінь · b5 чорний пішак · e5 чорний король · g5 білий кінь · b4 білий король · c4 білий пішак · c3 білий пішак · e2 білий пішак · e1 біла тура · f1 біла тура | b7 чорний пішак · d7 чорний пішак · e7 чорний пішак · b6 білий слон · g6 чорний пішак · a5 білий кінь · b5 чорний пішак · e5 чорний король · g5 білий кінь · b4 білий король · c4 білий пішак · c3 білий пішак · e2 білий пішак · e1 біла тура · f1 біла тура | b7 чорний пішак · d7 чорний пішак · e7 чорний пішак · b6 білий слон · g6 чорний пішак · a5 білий кінь · b5 чорний пішак · e5 чорний король · g5 білий кінь · b4 білий король · c4 білий пішак · c3 білий пішак · e2 білий пішак · e1 біла тура · f1 біла тура | b7 чорний пішак · d7 чорний пішак · e7 чорний пішак · b6 білий слон · g6 чорний пішак · a5 білий кінь · b5 чорний пішак · e5 чорний король · g5 білий кінь · b4 білий король · c4 білий пішак · c3 білий пішак · e2 білий пішак · e1 біла тура · f1 біла тура | b7 чорний пішак · d7 чорний пішак · e7 чорний пішак · b6 білий слон · g6 чорний пішак · a5 білий кінь · b5 чорний пішак · e5 чорний король · g5 білий кінь · b4 білий король · c4 білий пішак · c3 білий пішак · e2 білий пішак · e1 біла тура · f1 біла тура | 6 |
| 5 | b7 чорний пішак · d7 чорний пішак · e7 чорний пішак · b6 білий слон · g6 чорний пішак · a5 білий кінь · b5 чорний пішак · e5 чорний король · g5 білий кінь · b4 білий король · c4 білий пішак · c3 білий пішак · e2 білий пішак · e1 біла тура · f1 біла тура | b7 чорний пішак · d7 чорний пішак · e7 чорний пішак · b6 білий слон · g6 чорний пішак · a5 білий кінь · b5 чорний пішак · e5 чорний король · g5 білий кінь · b4 білий король · c4 білий пішак · c3 білий пішак · e2 білий пішак · e1 біла тура · f1 біла тура | b7 чорний пішак · d7 чорний пішак · e7 чорний пішак · b6 білий слон · g6 чорний пішак · a5 білий кінь · b5 чорний пішак · e5 чорний король · g5 білий кінь · b4 білий король · c4 білий пішак · c3 білий пішак · e2 білий пішак · e1 біла тура · f1 біла тура | b7 чорний пішак · d7 чорний пішак · e7 чорний пішак · b6 білий слон · g6 чорний пішак · a5 білий кінь · b5 чорний пішак · e5 чорний король · g5 білий кінь · b4 білий король · c4 білий пішак · c3 білий пішак · e2 білий пішак · e1 біла тура · f1 біла тура | b7 чорний пішак · d7 чорний пішак · e7 чорний пішак · b6 білий слон · g6 чорний пішак · a5 білий кінь · b5 чорний пішак · e5 чорний король · g5 білий кінь · b4 білий король · c4 білий пішак · c3 білий пішак · e2 білий пішак · e1 біла тура · f1 біла тура | b7 чорний пішак · d7 чорний пішак · e7 чорний пішак · b6 білий слон · g6 чорний пішак · a5 білий кінь · b5 чорний пішак · e5 чорний король · g5 білий кінь · b4 білий король · c4 білий пішак · c3 білий пішак · e2 білий пішак · e1 біла тура · f1 біла тура | b7 чорний пішак · d7 чорний пішак · e7 чорний пішак · b6 білий слон · g6 чорний пішак · a5 білий кінь · b5 чорний пішак · e5 чорний король · g5 білий кінь · b4 білий король · c4 білий пішак · c3 білий пішак · e2 білий пішак · e1 біла тура · f1 біла тура | b7 чорний пішак · d7 чорний пішак · e7 чорний пішак · b6 білий слон · g6 чорний пішак · a5 білий кінь · b5 чорний пішак · e5 чорний король · g5 білий кінь · b4 білий король · c4 білий пішак · c3 білий пішак · e2 білий пішак · e1 біла тура · f1 біла тура | 5 |
| 4 | b7 чорний пішак · d7 чорний пішак · e7 чорний пішак · b6 білий слон · g6 чорний пішак · a5 білий кінь · b5 чорний пішак · e5 чорний король · g5 білий кінь · b4 білий король · c4 білий пішак · c3 білий пішак · e2 білий пішак · e1 біла тура · f1 біла тура | b7 чорний пішак · d7 чорний пішак · e7 чорний пішак · b6 білий слон · g6 чорний пішак · a5 білий кінь · b5 чорний пішак · e5 чорний король · g5 білий кінь · b4 білий король · c4 білий пішак · c3 білий пішак · e2 білий пішак · e1 біла тура · f1 біла тура | b7 чорний пішак · d7 чорний пішак · e7 чорний пішак · b6 білий слон · g6 чорний пішак · a5 білий кінь · b5 чорний пішак · e5 чорний король · g5 білий кінь · b4 білий король · c4 білий пішак · c3 білий пішак · e2 білий пішак · e1 біла тура · f1 біла тура | b7 чорний пішак · d7 чорний пішак · e7 чорний пішак · b6 білий слон · g6 чорний пішак · a5 білий кінь · b5 чорний пішак · e5 чорний король · g5 білий кінь · b4 білий король · c4 білий пішак · c3 білий пішак · e2 білий пішак · e1 біла тура · f1 біла тура | b7 чорний пішак · d7 чорний пішак · e7 чорний пішак · b6 білий слон · g6 чорний пішак · a5 білий кінь · b5 чорний пішак · e5 чорний король · g5 білий кінь · b4 білий король · c4 білий пішак · c3 білий пішак · e2 білий пішак · e1 біла тура · f1 біла тура | b7 чорний пішак · d7 чорний пішак · e7 чорний пішак · b6 білий слон · g6 чорний пішак · a5 білий кінь · b5 чорний пішак · e5 чорний король · g5 білий кінь · b4 білий король · c4 білий пішак · c3 білий пішак · e2 білий пішак · e1 біла тура · f1 біла тура | b7 чорний пішак · d7 чорний пішак · e7 чорний пішак · b6 білий слон · g6 чорний пішак · a5 білий кінь · b5 чорний пішак · e5 чорний король · g5 білий кінь · b4 білий король · c4 білий пішак · c3 білий пішак · e2 білий пішак · e1 біла тура · f1 біла тура | b7 чорний пішак · d7 чорний пішак · e7 чорний пішак · b6 білий слон · g6 чорний пішак · a5 білий кінь · b5 чорний пішак · e5 чорний король · g5 білий кінь · b4 білий король · c4 білий пішак · c3 білий пішак · e2 білий пішак · e1 біла тура · f1 біла тура | 4 |
| 3 | b7 чорний пішак · d7 чорний пішак · e7 чорний пішак · b6 білий слон · g6 чорний пішак · a5 білий кінь · b5 чорний пішак · e5 чорний король · g5 білий кінь · b4 білий король · c4 білий пішак · c3 білий пішак · e2 білий пішак · e1 біла тура · f1 біла тура | b7 чорний пішак · d7 чорний пішак · e7 чорний пішак · b6 білий слон · g6 чорний пішак · a5 білий кінь · b5 чорний пішак · e5 чорний король · g5 білий кінь · b4 білий король · c4 білий пішак · c3 білий пішак · e2 білий пішак · e1 біла тура · f1 біла тура | b7 чорний пішак · d7 чорний пішак · e7 чорний пішак · b6 білий слон · g6 чорний пішак · a5 білий кінь · b5 чорний пішак · e5 чорний король · g5 білий кінь · b4 білий король · c4 білий пішак · c3 білий пішак · e2 білий пішак · e1 біла тура · f1 біла тура | b7 чорний пішак · d7 чорний пішак · e7 чорний пішак · b6 білий слон · g6 чорний пішак · a5 білий кінь · b5 чорний пішак · e5 чорний король · g5 білий кінь · b4 білий король · c4 білий пішак · c3 білий пішак · e2 білий пішак · e1 біла тура · f1 біла тура | b7 чорний пішак · d7 чорний пішак · e7 чорний пішак · b6 білий слон · g6 чорний пішак · a5 білий кінь · b5 чорний пішак · e5 чорний король · g5 білий кінь · b4 білий король · c4 білий пішак · c3 білий пішак · e2 білий пішак · e1 біла тура · f1 біла тура | b7 чорний пішак · d7 чорний пішак · e7 чорний пішак · b6 білий слон · g6 чорний пішак · a5 білий кінь · b5 чорний пішак · e5 чорний король · g5 білий кінь · b4 білий король · c4 білий пішак · c3 білий пішак · e2 білий пішак · e1 біла тура · f1 біла тура | b7 чорний пішак · d7 чорний пішак · e7 чорний пішак · b6 білий слон · g6 чорний пішак · a5 білий кінь · b5 чорний пішак · e5 чорний король · g5 білий кінь · b4 білий король · c4 білий пішак · c3 білий пішак · e2 білий пішак · e1 біла тура · f1 біла тура | b7 чорний пішак · d7 чорний пішак · e7 чорний пішак · b6 білий слон · g6 чорний пішак · a5 білий кінь · b5 чорний пішак · e5 чорний король · g5 білий кінь · b4 білий король · c4 білий пішак · c3 білий пішак · e2 білий пішак · e1 біла тура · f1 біла тура | 3 |
| 2 | b7 чорний пішак · d7 чорний пішак · e7 чорний пішак · b6 білий слон · g6 чорний пішак · a5 білий кінь · b5 чорний пішак · e5 чорний король · g5 білий кінь · b4 білий король · c4 білий пішак · c3 білий пішак · e2 білий пішак · e1 біла тура · f1 біла тура | b7 чорний пішак · d7 чорний пішак · e7 чорний пішак · b6 білий слон · g6 чорний пішак · a5 білий кінь · b5 чорний пішак · e5 чорний король · g5 білий кінь · b4 білий король · c4 білий пішак · c3 білий пішак · e2 білий пішак · e1 біла тура · f1 біла тура | b7 чорний пішак · d7 чорний пішак · e7 чорний пішак · b6 білий слон · g6 чорний пішак · a5 білий кінь · b5 чорний пішак · e5 чорний король · g5 білий кінь · b4 білий король · c4 білий пішак · c3 білий пішак · e2 білий пішак · e1 біла тура · f1 біла тура | b7 чорний пішак · d7 чорний пішак · e7 чорний пішак · b6 білий слон · g6 чорний пішак · a5 білий кінь · b5 чорний пішак · e5 чорний король · g5 білий кінь · b4 білий король · c4 білий пішак · c3 білий пішак · e2 білий пішак · e1 біла тура · f1 біла тура | b7 чорний пішак · d7 чорний пішак · e7 чорний пішак · b6 білий слон · g6 чорний пішак · a5 білий кінь · b5 чорний пішак · e5 чорний король · g5 білий кінь · b4 білий король · c4 білий пішак · c3 білий пішак · e2 білий пішак · e1 біла тура · f1 біла тура | b7 чорний пішак · d7 чорний пішак · e7 чорний пішак · b6 білий слон · g6 чорний пішак · a5 білий кінь · b5 чорний пішак · e5 чорний король · g5 білий кінь · b4 білий король · c4 білий пішак · c3 білий пішак · e2 білий пішак · e1 біла тура · f1 біла тура | b7 чорний пішак · d7 чорний пішак · e7 чорний пішак · b6 білий слон · g6 чорний пішак · a5 білий кінь · b5 чорний пішак · e5 чорний король · g5 білий кінь · b4 білий король · c4 білий пішак · c3 білий пішак · e2 білий пішак · e1 біла тура · f1 біла тура | b7 чорний пішак · d7 чорний пішак · e7 чорний пішак · b6 білий слон · g6 чорний пішак · a5 білий кінь · b5 чорний пішак · e5 чорний король · g5 білий кінь · b4 білий король · c4 білий пішак · c3 білий пішак · e2 білий пішак · e1 біла тура · f1 біла тура | 2 |
| 1 | b7 чорний пішак · d7 чорний пішак · e7 чорний пішак · b6 білий слон · g6 чорний пішак · a5 білий кінь · b5 чорний пішак · e5 чорний король · g5 білий кінь · b4 білий король · c4 білий пішак · c3 білий пішак · e2 білий пішак · e1 біла тура · f1 біла тура | b7 чорний пішак · d7 чорний пішак · e7 чорний пішак · b6 білий слон · g6 чорний пішак · a5 білий кінь · b5 чорний пішак · e5 чорний король · g5 білий кінь · b4 білий король · c4 білий пішак · c3 білий пішак · e2 білий пішак · e1 біла тура · f1 біла тура | b7 чорний пішак · d7 чорний пішак · e7 чорний пішак · b6 білий слон · g6 чорний пішак · a5 білий кінь · b5 чорний пішак · e5 чорний король · g5 білий кінь · b4 білий король · c4 білий пішак · c3 білий пішак · e2 білий пішак · e1 біла тура · f1 біла тура | b7 чорний пішак · d7 чорний пішак · e7 чорний пішак · b6 білий слон · g6 чорний пішак · a5 білий кінь · b5 чорний пішак · e5 чорний король · g5 білий кінь · b4 білий король · c4 білий пішак · c3 білий пішак · e2 білий пішак · e1 біла тура · f1 біла тура | b7 чорний пішак · d7 чорний пішак · e7 чорний пішак · b6 білий слон · g6 чорний пішак · a5 білий кінь · b5 чорний пішак · e5 чорний король · g5 білий кінь · b4 білий король · c4 білий пішак · c3 білий пішак · e2 білий пішак · e1 біла тура · f1 біла тура | b7 чорний пішак · d7 чорний пішак · e7 чорний пішак · b6 білий слон · g6 чорний пішак · a5 білий кінь · b5 чорний пішак · e5 чорний король · g5 білий кінь · b4 білий король · c4 білий пішак · c3 білий пішак · e2 білий пішак · e1 біла тура · f1 біла тура | b7 чорний пішак · d7 чорний пішак · e7 чорний пішак · b6 білий слон · g6 чорний пішак · a5 білий кінь · b5 чорний пішак · e5 чорний король · g5 білий кінь · b4 білий король · c4 білий пішак · c3 білий пішак · e2 білий пішак · e1 біла тура · f1 біла тура | b7 чорний пішак · d7 чорний пішак · e7 чорний пішак · b6 білий слон · g6 чорний пішак · a5 білий кінь · b5 чорний пішак · e5 чорний король · g5 білий кінь · b4 білий король · c4 білий пішак · c3 білий пішак · e2 білий пішак · e1 біла тура · f1 біла тура | 1 |
|   | a | b | c | d | e | f | g | h |   |

FEN: 8/1p1pp3/1B4p1/Np2k1N1/1KP5/2P5/4P3/4RR2
1. Rd1? ~ 2. Rd5#,   1. ... bc4 2. Sxc4#,   1. ... e6!
1. e4! Zz.
1. ... e6 (цей хід чорних у відповідь на 1. е4 має назву Французький захист),      2. Sf7#
1. ... d6 (цей хід чорних у відповідь на 1. е4 має назву Захист Пірца — Уфімцева),     2. Bb4#
1. ... d5 (цей хід чорних у відповідь на 1. е4 має назву Скандинавський захист),     2. Bc7#
- — - — - — -
1. ... Kd6 - пішов  2. e5#  - прийшов
У творі використано дебютні захисти: французький, скандинавський та Пірца — Уфімцева.